# Подольск
Подо́льск — город в Московской области России.
Город образует административно-территориальную единицу (город областного значения с административной территорией) и одноимённое муниципальное образование со статусом городского округа. Расположен на реке Пахре (приток Москвы-реки). Один из крупнейших городов-спутников Москвы (второй после Балашихи). До 2015 года также являлся административным центром Подольского района, ныне упразднённого.
Находится в 30 км от центра Москвы и в 10 км от МКАД. В северной части граничит с Москвой (поселения Воскресенское и Рязановское Новой Москвы), на юге — с Чеховским районом. Площадь собственно города (до объединения с Климовском) по данным Росстата составляла 37,92 км², а согласно законодательным актам Московской области — 40,39 км². Население городского округа — 350 634 человека, в том числе собственно города — 312 911 чел. (2024) человек, в том числе в прежних границах, существовавших до лета 2015 года, 223 896 чел. (2015), а также включённые в городскую черту Подольска город Климовск (56 239 чел. в 2015) и посёлок Львовский (10 852 чел. в 2015). Крупный промышленный и культурный центр Московской области.
Образован из села Подол, принадлежавшего в XVIII веке московскому Данилову монастырю. Статус города получил в 1781 году. В 1971 году награждён орденом Трудового Красного Знамени. В 2004 году наделён статусом городского округа.

## Топонимика
В основе названия — апеллятив: подол — «склон горы, холма, возвышенности» или «место под горой, холмом, возвышенностью», как правило, у реки. У восточных славян подол (и посад) — это место проживания городского населения, в отличие от вышгорода — места пребывания знати и князей. «Подолы» были во многих древнерусских городах, в том числе и в Москве. Прежнее название Подольска — село Подол-Пахра и Подол, то есть селение, расположенное под возвышенностью у реки (река Пахра). Топонимы от апеллятива «подол» известны у западных и южных славян.
Согласно местной легенде, город якобы получил своё название из-за того, что, императрица Екатерина II, проезжая через село, случайно намочила подол своего платья. От этого пошло название «Подол», а затем «Подольск». В действительности название местности Подол относится к допетровской эпохе, старше самой Екатерины II и не связано с подолом императрицы.

## География
Подольск расположен на Москворецко-Окской равнине, в центре Восточно-Европейской равнины, на берегах реки Пахры (правый приток реки Москвы). Город находится к югу от столицы, в 36 км от её центра и в 15 км от МКАД, на автомагистрали и Курском направлении Московской железной дороги. Занимает площадь 4039 гектаров. Большая часть Подольска расположена на правом берегу Пахры и к западу от железнодорожной магистрали.
На севере граничит с городом Москвой, а именно с поселениями Воскресенское и Рязановское Новомосковского административного округа.

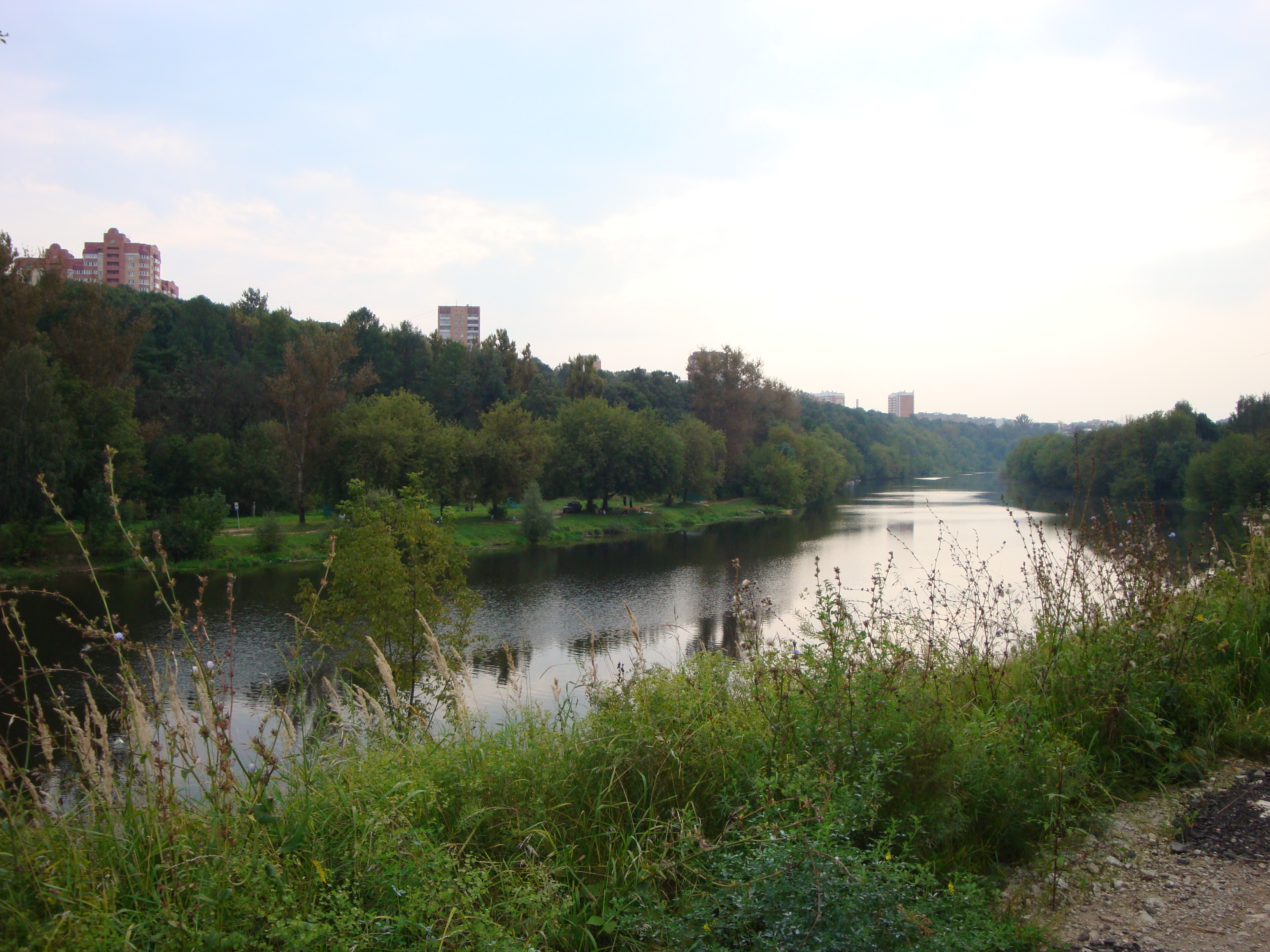
Река Пахра в Подольске

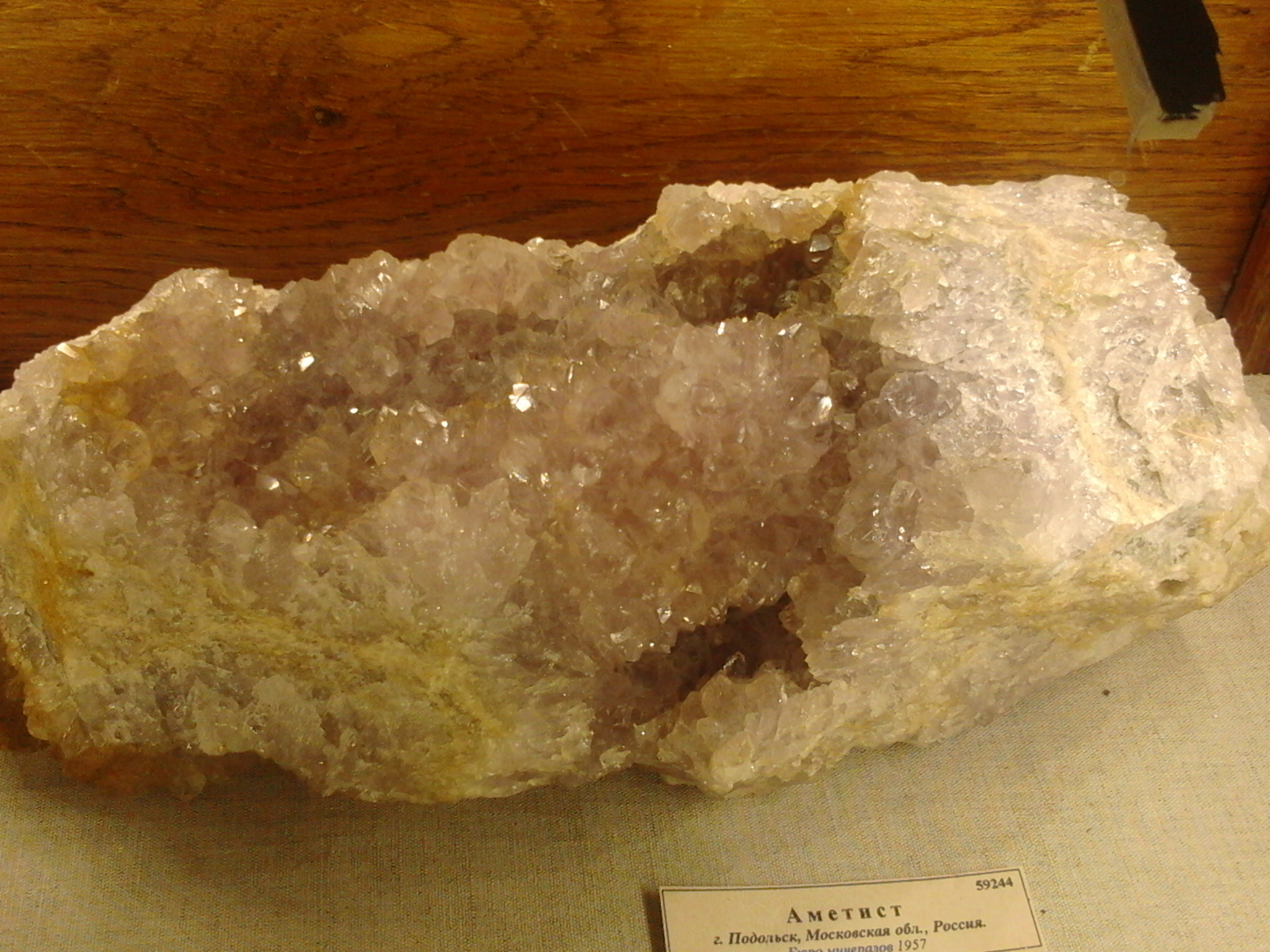
Минерал аметист, обнаруженный в черте города Подольска в 1957 году

Геологическое строение территории, на которой расположен Подольск, аналогично строению Восточно-Европейской равнины: она равнинная, но в то же время не плоская, с перепадом высот. Город находится на территории Москворецко-Окской физико-географической провинции подзоны смешанных лесов лесной зоны, с преобладанием ландшафтов моренных и водноледниковых равнин. Почвы аллювиальные, серые лесные. На территории города имеются месторождения доломитизированного известняка, получившего за мелкозернистую текстуру и красивый белый цвет название «подольский мрамор». Однако его разработки в настоящее время не ведутся.

### Климат
Климат умеренно континентальный с относительно холодной зимой (начало ноября — конец марта) и тёплым влажным летом (середина мая — начало сентября). Частое прохождение циклонов с Атлантики и иногда со Средиземноморья обуславливает увеличение облачности. Климат характеризуется значительной годовой изменчивостью радиационных условий. Средние температуры составляют: января — около −9,4 °C, июля — +18,4 °C. Средняя продолжительность безморозного периода около 130 дней. Среднегодовое количество осадков — 668 мм, с колебаниями в отдельные годы от 390 до 850 мм. Максимум осадков (390 мм) выпадает летом, минимум (160 мм) — зимой.
| Показатель                          | Янв.  | Фев.  | Март | Апр. | Май  | Июнь | Июль | Авг. | Сен. | Окт. | Нояб. | Дек. | Год |
| ----------------------------------- | ----- | ----- | ---- | ---- | ---- | ---- | ---- | ---- | ---- | ---- | ----- | ---- | --- |
| Средний суточный максимум, °C       | −6,3  | −4,7  | 0,8  | 10,3 | 18,4 | 22,0 | 23,2 | 21,6 | 15,5 | 8,1  | 0,8   | −3,5 | 8,9 |
| Средняя температура, °C             | −9,4  | −8,1  | −2,7 | 5,9  | 13   | 16,8 | 18,4 | 16,7 | 11,2 | 5    | −1,5  | −6,1 | 4,9 |
| Средний суточный минимум, °C        | −12,4 | −11,5 | −6,2 | 1,6  | 7,6  | 11,7 | 13,6 | 11,9 | 7    | 2    | −3,7  | −8,7 | 1,1 |
| Норма осадков, мм                   | 42    | 34    | 32   | 42   | 49   | 78   | 88   | 75   | 62   | 60   | 55    | 51   | 668 |
| Источник: Podolsk, climate-data.org |       |       |      |      |      |      |      |      |      |      |       |      |     |

Город Подольск, как и вся Московская область, находится в часовой зоне, обозначаемой по международному стандарту как Moscow Time Zone (MSK). Смещение относительно UTC составляет +3:00. По городу проходит меридиан 37°30′ в. д., разделяющий 2-й и 3-й географические часовые пояса, поэтому на западе города применяемое время на один час отличается от поясного времени UTC+2, а на востоке совпадает с поясным временем UTC+3.

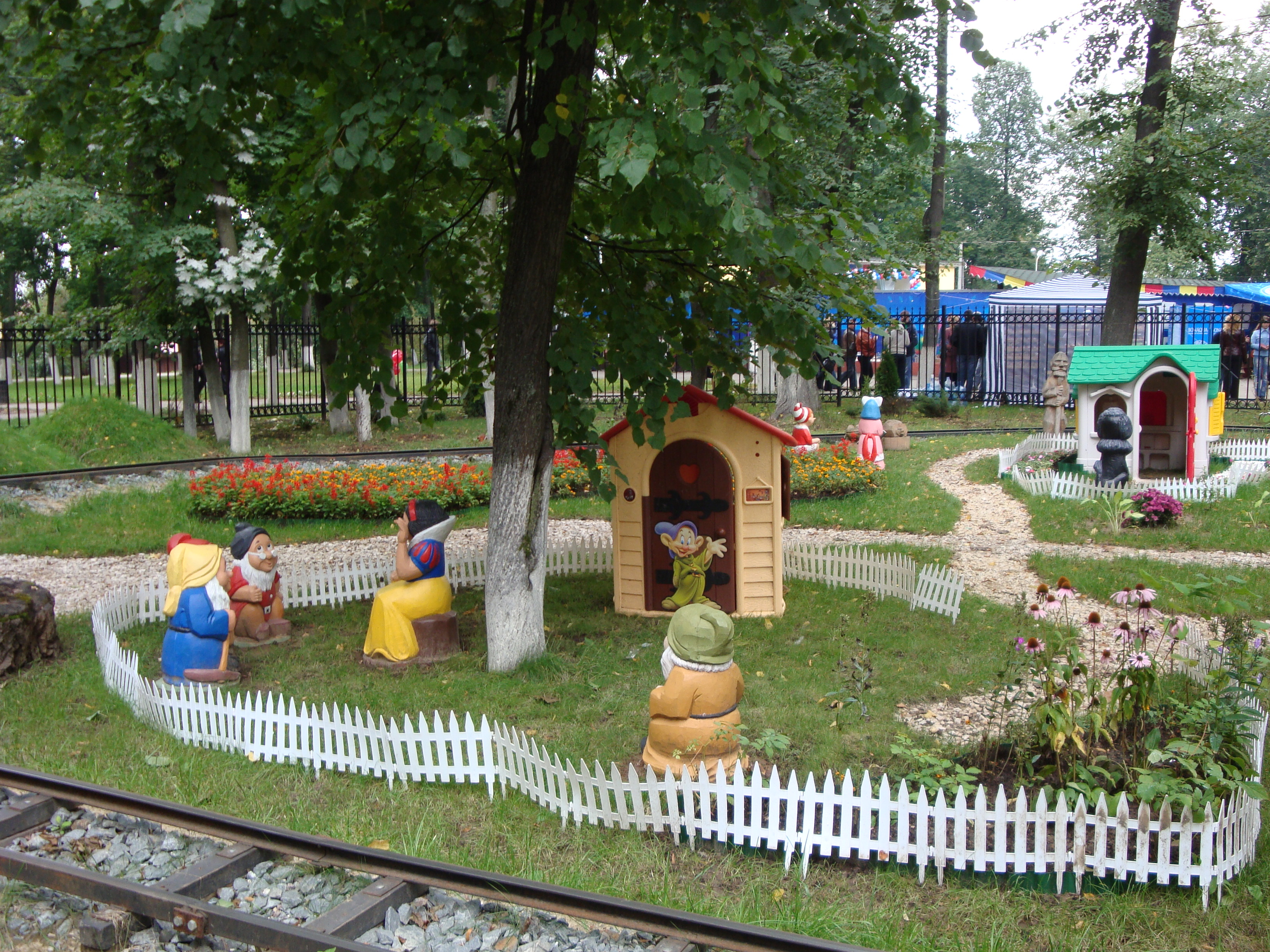
Городской парк культуры и отдыха имени В. Талалихина

В целом Подольск характеризуется невысоким уровнем загрязнения атмосферного воздуха. Согласно проведённым анализам, уровень его загрязнения в городе, как правило, колеблется от повышенного до пониженного. При этом показатели зависят от времени года и метеоусловий. Однако в начале XXI века обстановка ухудшается: основными загрязнителями воздуха являются многочисленные промышленные предприятия и автомобильный транспорт, общее количество которого ежегодно увеличивается на 10—15 тысяч машин. Максимальная нагрузка на воздушную среду приходится на северо-восток и восток города (то есть на промышленную зону), а также на Центральный район.
В Подольске имеется значительное количество парковых насаждений. В Парковом микрорайоне Подольска находится городской парк культуры и отдыха им. В. Талалихина, на территории которого расположены аттракционы (в том числе, колесо обозрения), детские площадки, кафе, Зелёная эстрада (на ней в сентябре 1987 года прошёл первый в СССР рок-фестиваль). В последние годы в нём проведена реконструкция с благоустройством территории. Кроме того, в городе имеются многочисленные скверы и лесопарки: Екатерининский сквер у школы № 3, сквер Победы, сквер имени Подольских курсантов, сквер имени Пушкина, сквер Поколений в центре города, сквер по улицам Комсомольской и Большой Зелёновской, лесопарки «Дубки», «Ёлочки», «Берёзки» и другие. К территории Подольска примыкают обширные лесопарковые массивы.

## Население
| 1856     | 1859     | 1897     | 1913     | 1926     | 1931     | 1939     | 1956     | 1959     | 1962     | 1967     | 1970     |
| -------- | -------- | -------- | -------- | -------- | -------- | -------- | -------- | -------- | -------- | -------- | -------- |
| 3700     | ↗3800    | →3800    | ↗5200    | ↗19 700  | ↗42 000  | ↗72 409  | ↗113 000 | ↗129 429 | ↗144 000 | ↗163 000 | ↗168 706 |
| 1973     | 1975     | 1976     | 1979     | 1982     | 1985     | 1986     | 1987     | 1989     | 1990     | 1991     | 1992     |
| ↗180 000 | ↗194 000 | →194 000 | ↗201 769 | ↗206 000 | ↗207 000 | ↗208 000 | ↗209 000 | ↗209 178 | ↘207 000 | ↗209 000 | ↘208 000 |
| 1993     | 1994     | 1995     | 1996     | 1997     | 1998     | 1999     | 2000     | 2001     | 2002     | 2003     | 2004     |
| ↘206 000 | ↘204 000 | ↘201 000 | ↘198 000 | →198 000 | ↘195 000 | ↗195 900 | ↘194 300 | ↘191 800 | ↘180 963 | ↗181 000 | ↘180 400 |
| 2005     | 2006     | 2007     | 2008     | 2009     | 2010     | 2011     | 2012     | 2013     | 2014     | 2015     | 2016     |
| ↘180 000 | ↘179 500 | ↘179 400 | ↗180 000 | ↗182 431 | ↗187 961 | ↗188 000 | ↗193 435 | ↗206 669 | ↗218 537 | ↗223 896 | ↗293 765 |
| 2017     | 2018     | 2019     | 2020     | 2021     | 2023     | 2024     |          |          |          |          |          |
| ↗299 660 | ↗302 831 | ↗304 245 | ↗308 130 | ↗314 934 | ↘312 400 | ↗312 911 |          |          |          |          |          |

На 1 января 2025 года по численности населения город находился на 60-м месте из 1124 городов Российской Федерации.
Начиная с 2007 года в Подольске демонстрируется увеличение численности населения города, что стало отражением положительной динамики таких показателей, как увеличение рождаемости, снижение смертности и увеличение миграционного прироста в связи с интенсивным строительством жилья. Подольск — второй по численности населения город Московской области после Балашихи (530 311). По данным миграционной службы города численность населения Подольска с учётом реально проживающих лиц составляла от 237 до 240 тыс. человек против 193 435 официально зарегистрированных.
Таким образом, за последние годы прирост населения в городе по годам составлял: 582 человека в 2007 году (был зарегистрирован рост впервые за 17 лет), 2457 человек в 2008 году, 664 человека в 2009 году, 3758 человек в 2010 году, 2388 человек в 2011 году, 4800 человек в 2012 году и 13 600 человек в 2013 году.
По статистике 2011 года, улучшение социально-экономического положения населения привело к некоторому снижению общего коэффициента смертности (он составил 15,2 промилле; в 2009 году — 17,4 промилле) и повышению общего коэффициента рождаемости (он составил 14,6 промилле; в 2009 году — 10,9 промилле).
В 2011 году в Подольске родилось 2752 человека (рост рождаемости по сравнению с 2010 годом — 379 человек или 5,6 %), из них мальчиков — 1411 человек, девочек — 1341 человек. При этом в семьях подольчан родилось 1461 первенец, вторых детей — 995 (увеличение на 7,5 %), третьих — 227, четвёртых — 46, пятых — 15 детей, шестых — 4, седьмых — 1, восьмых — нет, более восьми — 3. Самыми популярными именами, которые давали родители своим малышам в 2011 году, были: у мальчиков — Артём, Иван, Дмитрий, у девочек — Анастасия, Дарья, Мария. Наиболее редкие имена — Савва, Ива, Альберт, Святозар, Камилла, Майя, Элина, Сабина, Мирослава.
Показатель смертности в 2011 году по сравнению с 2010 годом снизился на 9,6 %, по сравнению с 2006 годом — на 17 %. В 2011 году умер 2861 человек, а в 2010 году — 3163 человека. Средняя продолжительность жизни в Подольске в 2011 году составляла 68 лет: у женщин — 74, у мужчин — 63 (в 2006 году эти показатели составляли 72 и 61 год соответственно). Первенство среди причин смерти по-прежнему принадлежит болезням сердечно-сосудистой системы (57 %).
Несмотря на положительную динамику демографических показателей и снижение естественной убыли населения в 2011 году по сравнению с 2009 годом в 10 раз (в 2011 году убыль составила 109 человек, в 2009 году — 1178 человек), показатели смертности продолжают превышать показатели рождаемости. В результате, коэффициент естественной убыли в 2011 году составил −0,6 промилле (в 2009 году — −6,4 промилле).
Ввиду неустойчивости указанного демографического эффекта (снижение доли женщин в репродуктивном возрасте из-за низких демографических показателей в 1990-е годы; высокая смертность) единственным источником пополнения численности населения в современных условиях является внешняя миграция, которая и обеспечивает прирост постоянного населения. Согласно статистическим данным, в 2009 году миграционный прирост в Подольске составил 1842 человека (прибыло 3527 человек, выбыло — 1685 человек), а в 2011 году — 4500 человек (прибыло 6800 человек, выбыло — 2300 человек). Коэффициент миграционного прироста в 2009 году — 10,1 промилле, в 2011 году — 23,5 промилле. Структура мигрантов в городе: 10 % — иностранные граждане, 11 % — жители Московской области, 79 % — жители других субъектов России. Доля мигрантов в трудоспособном возрасте в 2011 году — 78,2 %.
Возрастная структура населения на начало 2011 года выглядела следующим образом: доля лиц моложе 16 лет — 14,7 %, трудоспособного возраста — 60,3 %, старше трудоспособного возраста — 25 % (всего в городе состояло на учёте 56 794 пенсионера).
В 2011 году в экономике города было занято 93 тыс. человек. Это составляло более 90 % от численности экономически активного населения или 50 % от численности постоянного населения города. Около 54 тысяч человек работало в крупных и средних предприятиях (из них в промышленности — 25 %, в ЖКХ — 11 %, в научных организациях — 6 %, в транспорте и связи — 6 %, в строительстве — 4 %, в бюджетной сфере — 21 %). Многие жители города (в 2011 году — более 20 % численности) каждый день ездят в Москву и другие соседние города на работу, образуя маятниковую миграцию. Среди них преобладают высококвалифицированные специалисты и рабочие. В то же время благодаря присутствию в Подольске крупных предприятий, прежде всего в обрабатывающей промышленности, до 10 % кадров составляют жители других регионов.
После объединения с Подольским районом в городской округ Подольск (Закон Московской области № 81/2015-ОЗ «О преобразовании городского округа Подольск, городского округа Климовск, городского поселения Львовский Подольского муниципального района, сельского поселения Дубровицкое Подольского муниципального района, сельского поселения Лаговское Подольского муниципального района и сельского поселения Стрелковское Подольского муниципального района, о статусе и установлении границы вновь образованного муниципального образования»), население городского округа составило 317 551 человек, в том числе собственно города — 290 987 человек, в том числе в прежних границах, существовавших до лета 2015 года — 223 896 чел. (2015), а также включённые в городскую черту Подольска город Климовск (56 239 чел., 2015) и посёлок Львовский (10 852 чел.,2015).
Национальный состав
По итогам переписи населения 2020 года проживали следующие национальности (национальности менее 0,1 % и другое, см. в сноске к строке «Другие»):
| Национальность | Численность, чел. | Доля     |
| -------------- | ----------------- | -------- |
| Русские        | 259 739           | 82,47 %  |
| Украинцы       | 2435              | 0,77 %   |
| Армяне         | 2221              | 0,71 %   |
| Татары         | 2165              | 0,69 %   |
| Таджики        | 1224              | 0,39 %   |
| Узбеки         | 1038              | 0,33 %   |
| Белорусы       | 685               | 0,22 %   |
| Азербайджанцы  | 533               | 0,17 %   |
| Молдаване      | 517               | 0,16 %   |
| Грузины        | 341               | 0,11 %   |
| Киргизы        | 340               | 0,11 %   |
| Мордва         | 315               | 0,10 %   |
| Другие         | 43 381            | 13,77 %  |
| Итого          | 314 934           | 100,00 % |

Религия
В городе действует несколько религиозных общин, большинство из которых являются христианскими. Самая крупная — православная. Православные приходы и храмы находятся в подчинении Подольского благочиния Подольской епархии Русской Православной Церкви. Помимо этого, в Подольске существуют приходы и объединения различных религиозных направлений: Церкви христиан адвентистов седьмого дня, Церкви Иисуса Христа. С 1998 года действует исламская религиозная организация «Рахман». 4 июля 2010 года в городе открылась первая мечеть.

## Планировка

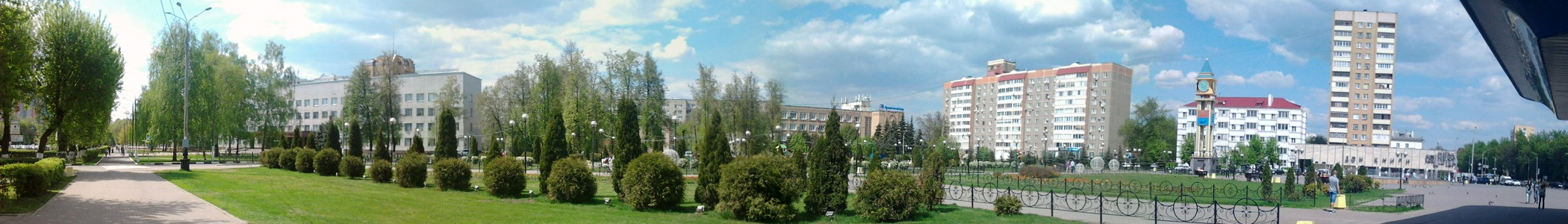
Центр Подольска (слева городская администрация, справа — Сквер Поколений)

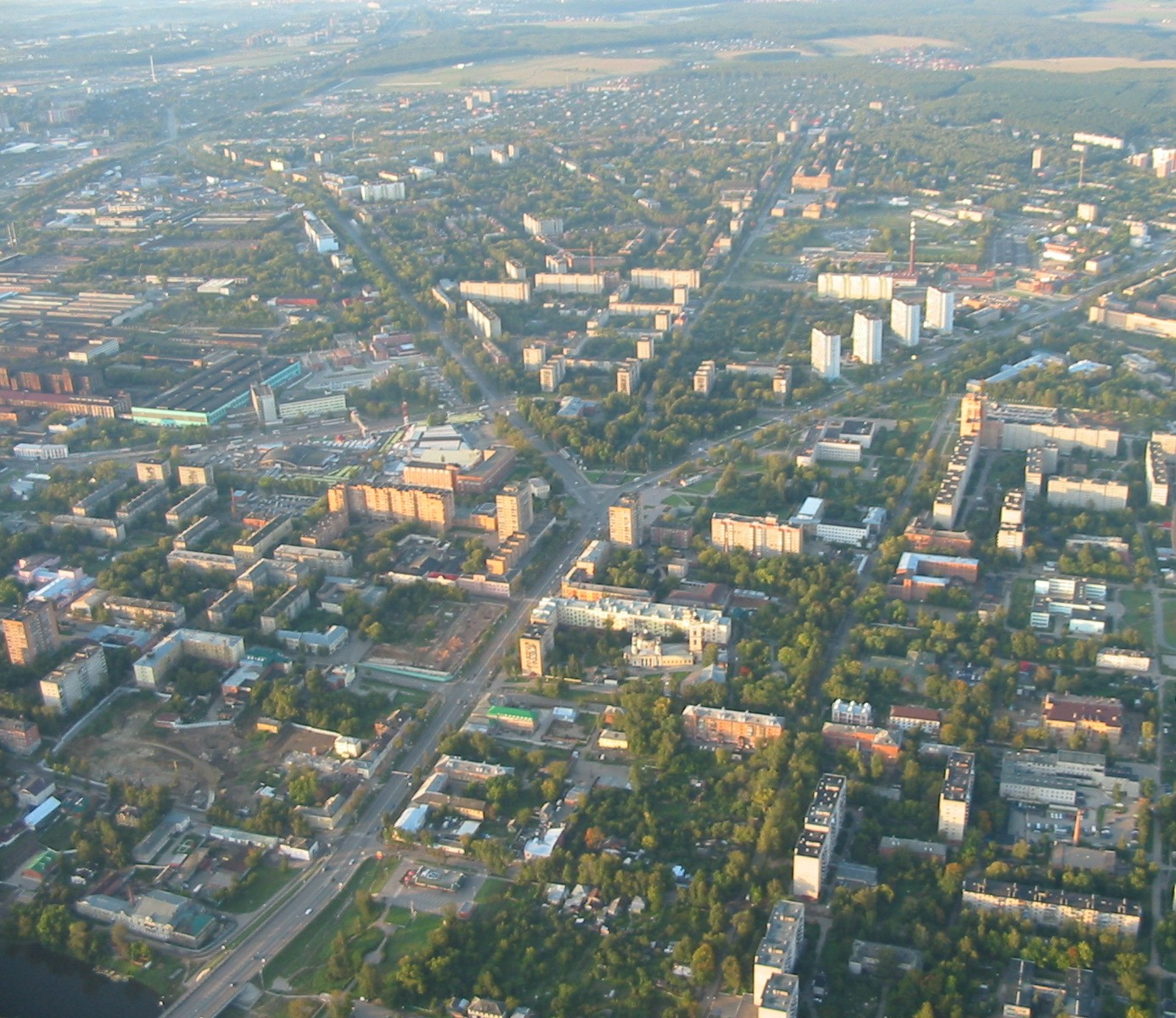
Центр Подольска (вид на центр города и площадь Ленина с севера)

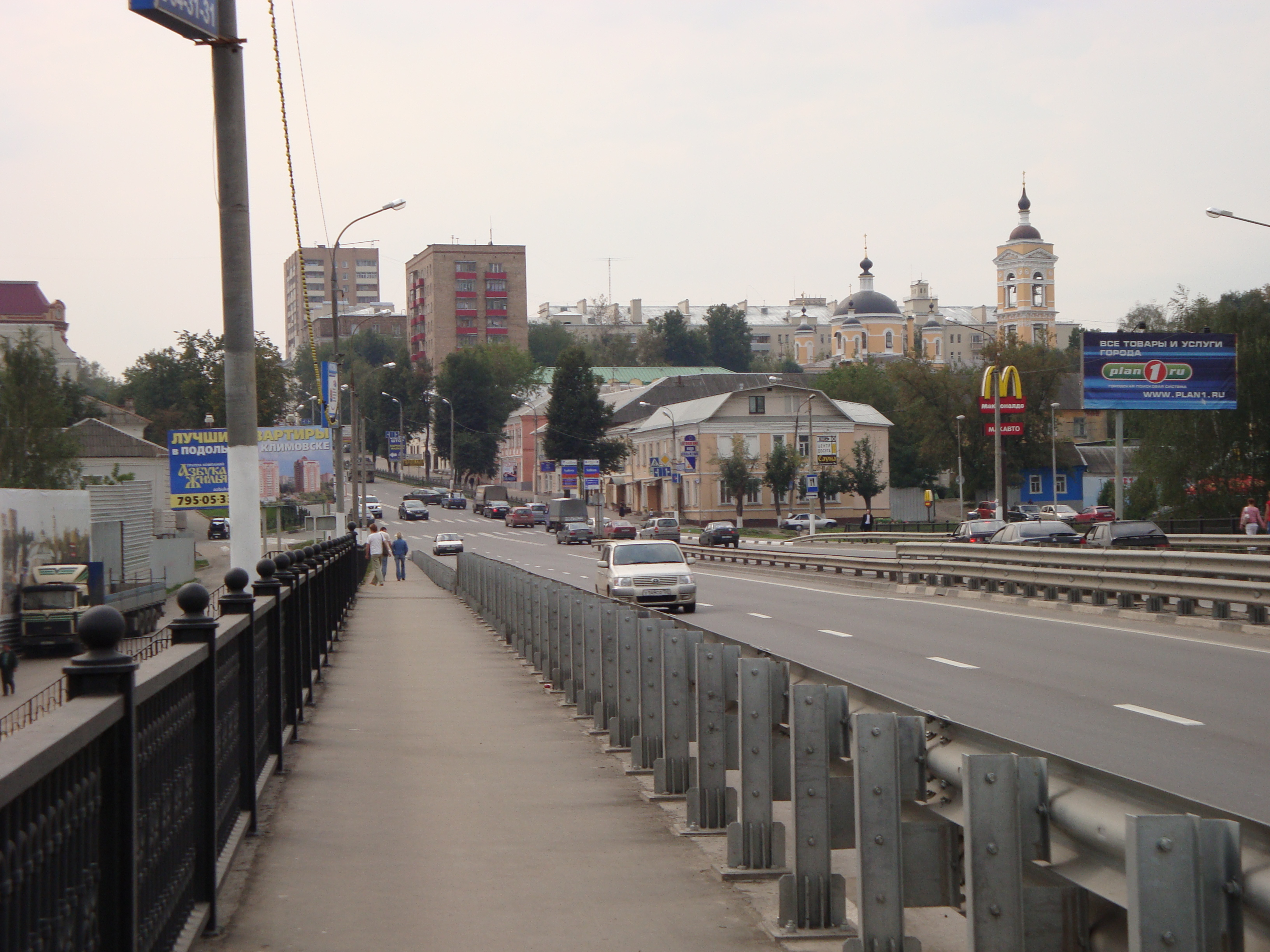
Вид на проспект Ленина с моста через реку Пахру

Современный центр города — площадь Ленина, на которой установлен памятник Ленину, а также различные социальные учреждения, в том числе, дом книги и выставочный зал. От Площади Ленина идут дороги в 6 направлениях — проспект Ленина на северо-восток (к мосту через реку Пахру, музею «Подолье», в северную часть города, к Подольскому ДСК и микрорайону Новосырово), ул. Комсомольская — на северо-запад и на юго-восток (к путепроводу через железную дорогу и в восточную часть города), улица Большая Серпуховская на юг (к ПЭМЗ, Детскому миру, путепроводу через железную дорогу, микрорайону Кутузово и на Климовск), ул. Свердлова на юго-запад, ул. Кирова на юго-запад. Примерно в 2 км к западу от площади Ленина на берегу реки Пахры — усадьба Ивановское (Федеральный музей профессионального образования), в 2 км к востоку — площадь Вокзальная, железнодорожная станция Подольск и автовокзал.
Северная часть города отделена от центра рекой Пахрой, через которую есть всего 2 моста — на проспекте Ленина и в западной части, в районе Дубровиц. Восточные микрорайоны отделены от центра города магистральной железной дорогой, через которую есть три путепровода — на проспекте Юных Ленинцев (южнее платформы Силикатная), на Комсомольской улице (южнее железнодорожного вокзала) и на Большой Серпуховской улице (севернее платформы Кутузовская). В центральной части города, на побережье Пахры, сохранилась регулярная планировка 1784 года и жилые дома конца XIX — начала XX века.
В начале 2010 года в границы городского округа Подольск была присоединена незастроенная часть земельного участка площадью 34,87 га у юго-западной границы города, на которой ранее располагался военный аэродром Кузнечики. На этих территориях разместился одноимённый микрорайон, предназначенный для военнослужащих Министерства обороны Российской Федерации. Всего в микрорайоне возводятся 75 жилых домов общей площадью 949,7 тысячи м² на 14 682 квартиры. В декабре 2010 года было принято постановление главы города Подольска «О присвоении наименований площади, улицам, бульвару и проездам микрорайона „Кузнечики“ города Подольска», в соответствии с которым ряд улиц был назван в честь известных героев — защитников Отечества: начальника Подольского артиллерийского училища в период с сентября по декабрь 1941 года генерал-лейтенанта И. С. Стрельбицкого, начальника Подольского пехотного училища в период с декабря 1940 по ноябрь 1941 года генерал-майора В. А. Смирнова; Героя Советского Союза, генерала армии В. И. Варенникова, дважды Героя Социалистического Труда, академика АН СССР Н. А. Доллежаля. Кроме того, в городе появились площадь Защитников Отечества, бульвар 65-летия Победы, Армейский и Флотский проезды. В ноябре 2016 года открылся бульвар имени кинорежиссёра Евгения Карелова.
| №   | Районы        | Карта | Характеристика микрорайонов города Подольска на начало 2006 года | Характеристика микрорайонов города Подольска на начало 2006 года | Характеристика микрорайонов города Подольска на начало 2006 года | Характеристика микрорайонов города Подольска на начало 2006 года |
| №   | Районы        | Карта | Районы | Численность населения (тыс. чел.) | Муниципальный жилищный фонд домов (тыс. м²) | Площадь территории (га)                                          |
| --- | ------------- | --- | --- | --- | --- | ---------------------------------------------------------------- |
| 1.  | Красная Горка | | Центральный (МЖРП-1) | 10,7 | 69/220,8 | 168,5                                                            |
| 2.  | Ново-Сырово   | Ново-Сырово (МЖРП-2) | 28,2 | 304/422,4 | 1294,2 |                                                                  |
| 3.  | Парковый      | Шепчинки (МЖРП-3) | 22,8 | 181/292,6 | 308,8 |                                                                  |
| 4.  | Залинейный    | Залинейный (МЖРП-4) | 25,2 | 201/444 | 1102,4 |                                                                  |
| 5.  | Центральный   | Межшоссейный (МЖРП-5) | 12,7 | 78/220,7 | 168,5 |                                                                  |
| 6.  | Зелёновский   | Кутузово (МЖРП-9) | 12,7 | 62/212,3 | 156,8 |                                                                  |
| 7.  | Ивановский    | Зелёновский (МЖРП-12) | 10,4 | 46/189,6 | 79,3 |                                                                  |
| 8.  | Межшоссейный  | Парковый (МЖРП-14) | 11,9 | 38/238,4 | 78,8 |                                                                  |
| 9.  | Юбилейный     | Юбилейный-Фетищево (ЖПЭТ-1) | 28,6 | 97/474 | 293,2 |                                                                  |
| 10. | Кузнечики     | Высотный-Ивановский (ЖПЭТ-2) | 27,2 | 145/411 | 293,2 |                                                                  |
| 11. | Фетищево      | Источник: Информационный вестник кандидата на должность главы города Подольска Н. И. Пестова «Добрые вести». Изготовлено в ГУП МО Подольская фабрика офсетной печати. Заказ 2585. Тираж 10 000. Дата выпуска 07.03.2006 | Источник: Информационный вестник кандидата на должность главы города Подольска Н. И. Пестова «Добрые вести». Изготовлено в ГУП МО Подольская фабрика офсетной печати. Заказ 2585. Тираж 10 000. Дата выпуска 07.03.2006 | Источник: Информационный вестник кандидата на должность главы города Подольска Н. И. Пестова «Добрые вести». Изготовлено в ГУП МО Подольская фабрика офсетной печати. Заказ 2585. Тираж 10 000. Дата выпуска 07.03.2006 | Источник: Информационный вестник кандидата на должность главы города Подольска Н. И. Пестова «Добрые вести». Изготовлено в ГУП МО Подольская фабрика офсетной печати. Заказ 2585. Тираж 10 000. Дата выпуска 07.03.2006 |                                                                  |
| 12. | Высотный      | Источник: Информационный вестник кандидата на должность главы города Подольска Н. И. Пестова «Добрые вести». Изготовлено в ГУП МО Подольская фабрика офсетной печати. Заказ 2585. Тираж 10 000. Дата выпуска 07.03.2006 | Источник: Информационный вестник кандидата на должность главы города Подольска Н. И. Пестова «Добрые вести». Изготовлено в ГУП МО Подольская фабрика офсетной печати. Заказ 2585. Тираж 10 000. Дата выпуска 07.03.2006 | Источник: Информационный вестник кандидата на должность главы города Подольска Н. И. Пестова «Добрые вести». Изготовлено в ГУП МО Подольская фабрика офсетной печати. Заказ 2585. Тираж 10 000. Дата выпуска 07.03.2006 | Источник: Информационный вестник кандидата на должность главы города Подольска Н. И. Пестова «Добрые вести». Изготовлено в ГУП МО Подольская фабрика офсетной печати. Заказ 2585. Тираж 10 000. Дата выпуска 07.03.2006 |                                                                  |
| 13. | Шепчинки      | Источник: Информационный вестник кандидата на должность главы города Подольска Н. И. Пестова «Добрые вести». Изготовлено в ГУП МО Подольская фабрика офсетной печати. Заказ 2585. Тираж 10 000. Дата выпуска 07.03.2006 | Источник: Информационный вестник кандидата на должность главы города Подольска Н. И. Пестова «Добрые вести». Изготовлено в ГУП МО Подольская фабрика офсетной печати. Заказ 2585. Тираж 10 000. Дата выпуска 07.03.2006 | Источник: Информационный вестник кандидата на должность главы города Подольска Н. И. Пестова «Добрые вести». Изготовлено в ГУП МО Подольская фабрика офсетной печати. Заказ 2585. Тираж 10 000. Дата выпуска 07.03.2006 | Источник: Информационный вестник кандидата на должность главы города Подольска Н. И. Пестова «Добрые вести». Изготовлено в ГУП МО Подольская фабрика офсетной печати. Заказ 2585. Тираж 10 000. Дата выпуска 07.03.2006 |                                                                  |
| 14. | Кутузово      | Источник: Информационный вестник кандидата на должность главы города Подольска Н. И. Пестова «Добрые вести». Изготовлено в ГУП МО Подольская фабрика офсетной печати. Заказ 2585. Тираж 10 000. Дата выпуска 07.03.2006 | Источник: Информационный вестник кандидата на должность главы города Подольска Н. И. Пестова «Добрые вести». Изготовлено в ГУП МО Подольская фабрика офсетной печати. Заказ 2585. Тираж 10 000. Дата выпуска 07.03.2006 | Источник: Информационный вестник кандидата на должность главы города Подольска Н. И. Пестова «Добрые вести». Изготовлено в ГУП МО Подольская фабрика офсетной печати. Заказ 2585. Тираж 10 000. Дата выпуска 07.03.2006 | Источник: Информационный вестник кандидата на должность главы города Подольска Н. И. Пестова «Добрые вести». Изготовлено в ГУП МО Подольская фабрика офсетной печати. Заказ 2585. Тираж 10 000. Дата выпуска 07.03.2006 |                                                                  |

## История

### Ранняя история
В результате археологических раскопок на территории города и района, проведённых в 1994—1997 годах, были найдены костяные и кремниевые предметы, относящиеся ещё к 7 тысячелетию до нашей эры, то есть к эпохе мезолита (VII—V тысячелетия до нашей эры). Первое поселение, стоянка первобытных людей была найдена в Дубровицах, в месте слияния Десны и Пахры. В свою очередь, на территории музея-заповедника «Подолье» в черте города находится единственный в Московской области многослойный археологический памятник со следами жизнедеятельности человека, начиная с эпохи мезолита и включая эпохи неолита, бронзы, раннего железного века, древнерусского времени.
В железном веке (VIII—V века до нашей эры) территорию современного Подольска населяли представители финно-угорских (в том числе, племени меря) и балтских племён. В ходе раскопок на левом берегу Пахры были найдены глиняные и первые железные изделия, которые датируются этой эпохой. Обнаруженные обломки глиняной посуды изготавливались в то время без применения гончарного круга и обжигались на костре. Среди городищ железного века выделяется финно-угорское городище Кузнечики, которое занимало мыс, впадающий в Петрицу, приток Мочи. Здесь были найдены остатки дома, очагов, керамические изделия, грузики дьяковского типа. Финно-угорское влияние отразилось, в том числе, на местной топонимике: именно финно-угры дали название реке Пахре.
В IX—X веках на территории Подольского района произошло расселение славянских племён, которые стали соседствовать с местными финно-уграми. Находки археологических исследований на территории города (кольца, подвески, керамические изделия из серой и белой глины, изготовленные на гончарном круге) доказывают, что в X—XIV веках в этой местности проживали славянские племена вятичей. Как и в случае с финно-уграми, славянское присутствие отразилось на названиях местных географических объектов: славяне дали названия рекам Десна (в переводе с др.-рус. — «правая», что говорит о движении славян от устья Пахры к её истокам) и Моча.
Спорным остаётся вопрос о политической принадлежности территории современного Подольска в XI—XII веках. Согласно заключениям российского историка XIX века П. В. Голубовского, сделанным на основе изучения уставных и жалованных грамот смоленского князя Ростислава Мстиславича, территория в бассейне реки Пахры в XII века принадлежала Смоленскому княжеству. Однако этот вывод, сделанный на основе отождествления погоста Добрятина уставной грамоты и села Добрятина на окраине Подольска, разделяется далеко не всеми историками. Основной контраргумент — тот факт, что село (центр княжеской вотчины) Добрятино возникло только во второй половине XIV века и обязано своим названием Добрятинской борти, на территории которого оно возникло (в те времена на территории современного ПКиО им. В. Талалихина, окрестностей Рабочей улицы, Залинейного промышленного района и его окрестностей располагались бортные княжеские леса, а бортевое пчеловодство было важнейшим промыслом местных жителей).
В XII веке в русских летописях также появились сведения о вятских городах, прежде всего Перемышле Московском, располагавшемся на реке Моче (был основан Юрием Долгоруким в 1152 году) недалеко от современного Подольска. К XVII веку роль Перемышля снизилась, и в это время он уже назывался в писцовых книгах не городом, а городищем.

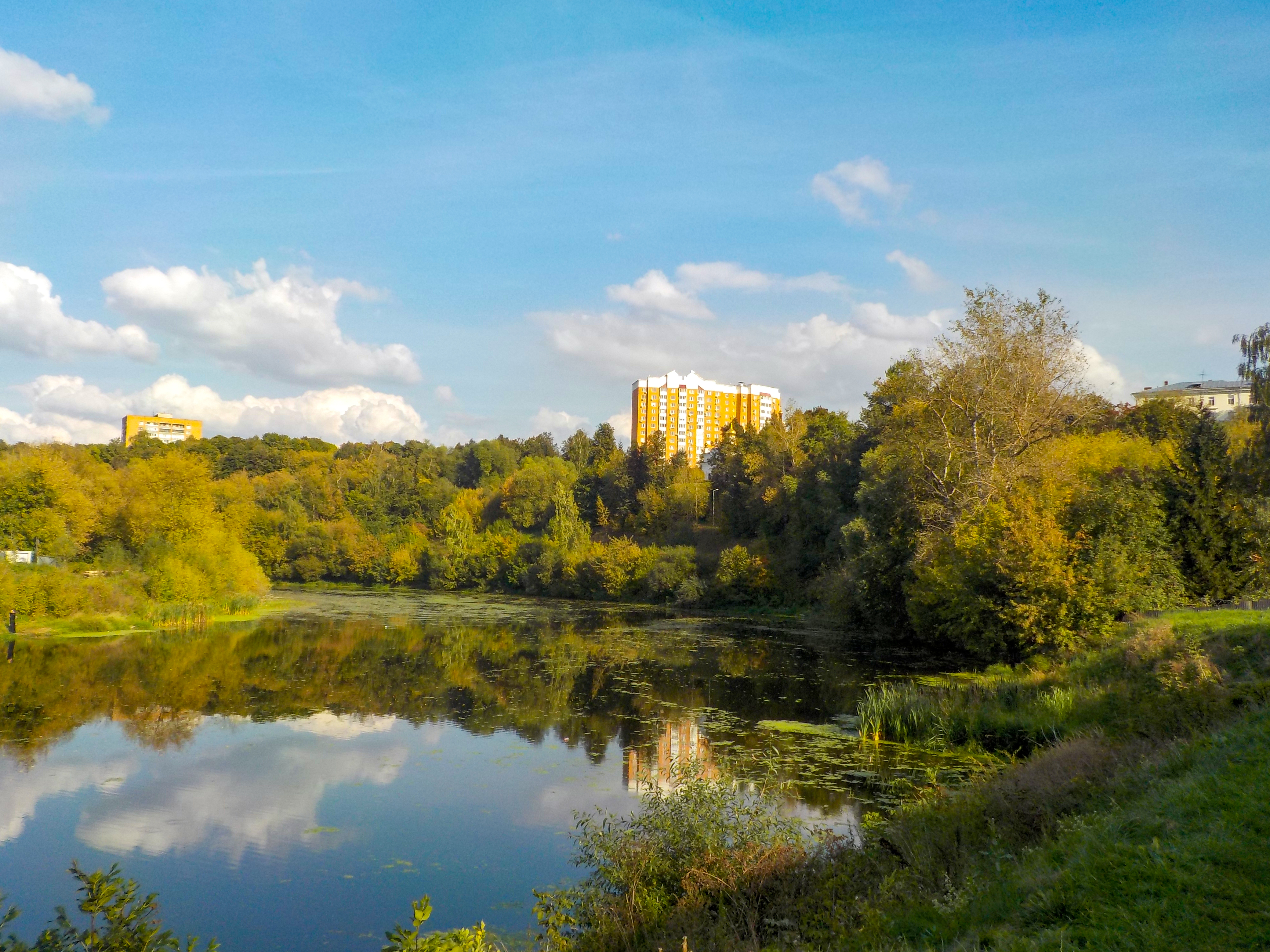
Изгиб Пахры, где находилась деревня Подол и погост

К 70-м годам XIV века восточная часть Смоленского княжества, вместе с территорией современного Подольска, отошла к Московскому княжеству, а в 1559 году село Добрятино с деревнями и погостами (80 деревень, 2 погоста и 24 пустоши) было пожаловано Данилову монастырю. Жалованная грамота 1559 года царя Ивана Грозного является первым историческим документом, в котором содержатся сведения о поселениях, существовавших в то время на территории современного Подольска. Среди них упоминался и исторический предшественник города Подольск — деревня Подол.
Точное время возникновения этой деревни неизвестно ввиду того, что какие-либо археологические раскопки в местах отложения наиболее древних культурных слоёв, связанных с Подолом, пока не проводились. Однако можно предположить, что это произошло на рубеже XV—XVI веков или даже в более раннее время. Известно только, что деревня до конца XVIII века находилась в 50-80 м выше по течению Пахры от современного автомобильного моста в центре Подольска и, согласно Жалованной грамоте 1559 года, в неё были «снесены» дворы из деревни, называвшейся «другое Стрельниково». Кроме того, из указанного документа можно сделать вывод о том, что составной частью будущего села Подол стали три элемента: деревня Подол, погост «на реке на Пахре, а в нём церковь Воскресение Христово», а также ямской стан.
В целом же, возникновение и дальнейшее развитие Подола стало отражением тенденции в формировании радиальной структуры расселения вдоль трактов: Подол сформировался на крутом изгибе реки Пахры, которая использовалась как водный путь, а через поселение проходил тракт, который связывал Москву с западными и южными княжествами Руси. При этом изначально велась застройка левого низкого берега Пахры, а уже затем — правого.

### Село Подол
В Смутное время село Подол стало ареной активных боевых действий. Хотя документальные свидетельства об этом периоде остаются скудными, в одном из документов-донесений 1606 года говорится о сражении на Пахре правительственных войск с повстанческой армией Ивана Болотникова: «был бой с воровскими людьми на Пахре… и воровских людей побили». Согласно сохранившимся сведениям, через месяц после сражения, в ноябре 1606 года, в Разрядном приказе в числе пленных содержались священник села Подол Елисей и крестьянин вотчины Данилова монастыря — Данил Митрофанов. Именно к 1606 году относится первое письменное упоминание о селе Подол.
Согласно писцовым книгам 1626—1628 годов, село Подол было уже крупнейшим поселением вотчины Данилова монастыря на Пахре, превосходя более чем в два раза по размерам пахотной земли село Добрятино, которое было центром монастырской вотчины. Ввиду того, что размеры пашни села Подол в десять раз превосходили размеры пахотных угодий обычной деревни, есть основания предположить, что основной земельный комплекс Подола сформировался до 50-х годов XVI века и характеризовался исключительной стабильностью планировочной структуры. В середине XVI века село Подол состояло из одной, застроенной с обеих сторон крестьянскими дворами улицы (Большой Серпуховской дороги), которую примерно посередине пересекала река Пахра. В свою очередь, церковь с погостом занимали положение вне структуры села и находились на высоком берегу к востоку от Подола (помимо церкви здесь также располагались до трёх поповских и бобыльских двора). По мере разрастания деревни Подол произошло её административное слияние с погостом, и таким образом образовалось село.

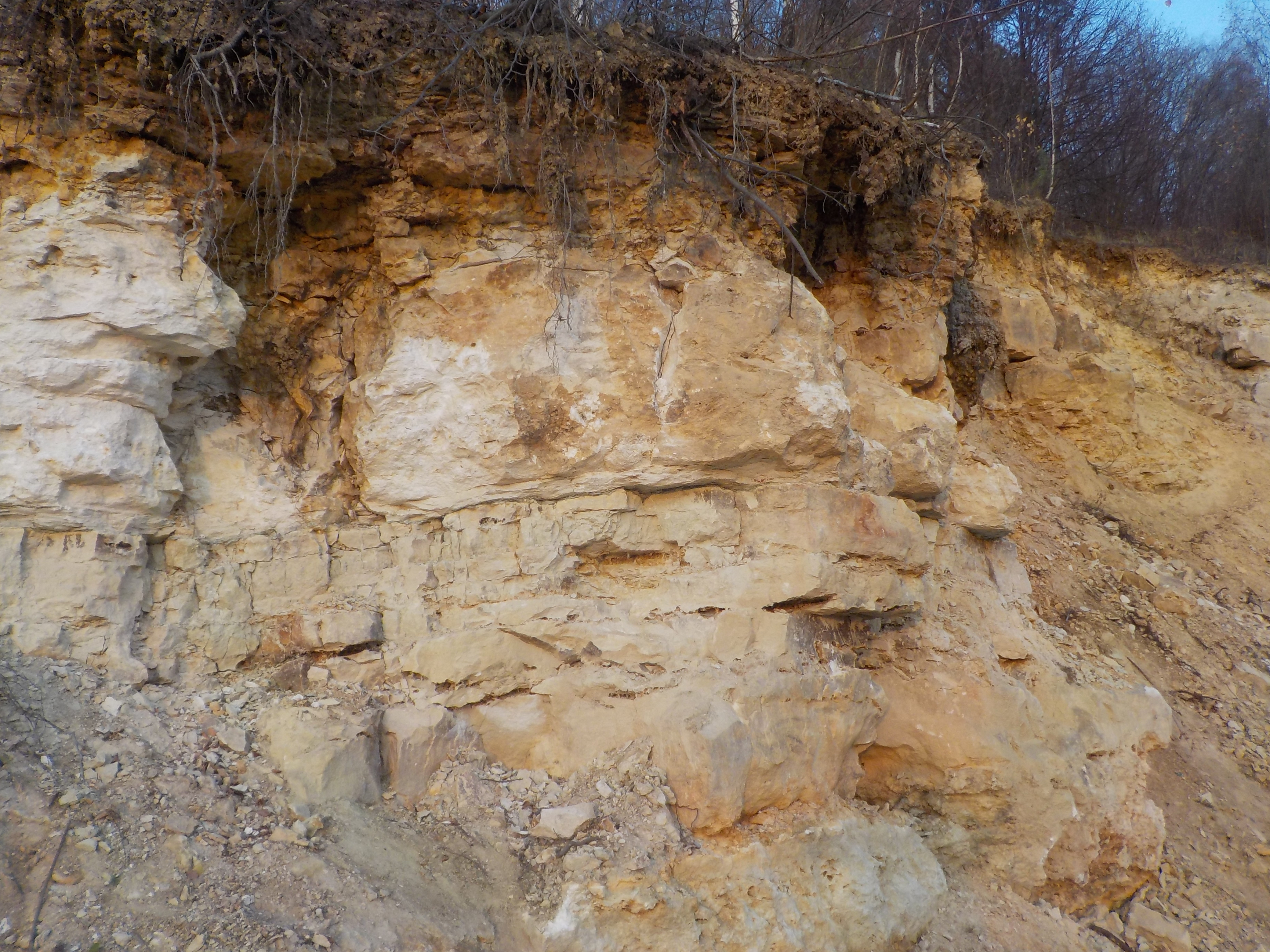
Подольский известняк

Дальнейший рост и развитие Подола, которое входило в состав Молоцкого стана Московского уезда, были непосредственно связаны с Серпуховской дорогой, проходившей через поселение. Таким образом, Подол изначально складывался как село у дороги. Кроме хлебопашества и огородничества, жители занимались извозным промыслом (перевозили через Пахру телеги, сани, кареты), имели постоялые дворы с кабаками, добывали бут, белый камень и «подольский мрамор». В Москву вывозили в основном продукты питания, из Москвы — мануфактурные изделия.
В последующие годы дорога на Серпухов в связи с противостоянием с Крымским ханством приобрела ещё большее военно-стратегическое значение для России и стала «посольской». Одновременно возрастала роль села Подол как перевалочного и постоялого двора. 30 марта 1687 года, в разгар Крымских походов, было велено «учинить от Москвы до Ахтырска и до Коломака почту в 17 местах. А поставить на стенах конюшенного чину да стрельцов по четыре человека, для гоньбы дать им по две лошади человеку…». Первый почтовый стан был создан в Москве на Житном дворе, второй — на Пахре, в селе Подол (стан назывался «Пахра Тульская»). В 1696 году, после начала строительства российского флота на воронежских верфях, между Москвой и Воронежем в очередной раз была организована почтовая линия, и вновь стан был организован в селе Подол. Роль перевалочного пункта село сохраняло и в середине XVIII века. Так, в 1743—1744 годах в связи с путешествием императрицы Елизаветы Петровны в Киев в Подоле планировалось построить путевой дворец. Однако впоследствии было решено ограничиться строительство в селе «для шествия» ледника и «мшенного» амбара.
Выгодное положение села способствовало активному росту Подола: с 1678 по 1704 год число крестьянских и бобыльских дворов увеличилось в 1,8 раз (с 43 до 78), а с 1626—1628 годов по 1766 год размеры села выросли в 4 раза. При этом состав населения Подола был исключительно стабильным, а численность населения росла в основном за счёт естественного прироста, а не миграции.
В 1764 году паром через Пахру был заменён плавучим мостом. В этом же году была проведена секуляризация монастырских земель: село стало экономическим, то есть перешло под управление государственной коллегии экономии (1764—1781). В результате жители села были отнесены к категории экономических крестьян, что значительно облегчало их жизнь по сравнению с крепостными крестьянами (подати, которые они платили государству, были ниже).
В XVIII веке в Подоле появились и первые каменные сооружения, прежде всего церковь. Как известно, Воскресенская церковь XVI—XVII веков была деревянным сооружением и относилась к простейшему типу храма, основу которого составлял сруб с двускатным покрытием. В 1722 году в ней случился пожар, поэтому в 1728 году настоятель обители Святого Даниила Московского игумен Герасим с братией обратились в Синодальный Казённый приказ с просьбой разрешить строительство белокаменного храма на старом месте церкви. Тем не менее его строительство затянулось более чем на 40 лет. К 1780-м годах в селе существовало ещё только одно каменное здание — солодовни на левом берегу Пахры рядом с мостом.

### Развитие города до начала XX века

Исторический план Подольска

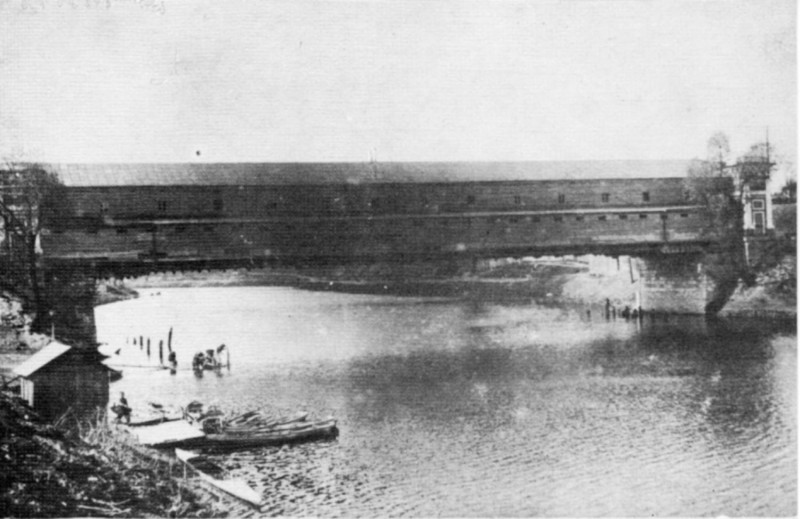
Деревянный мост через Пахру. Начало XX века

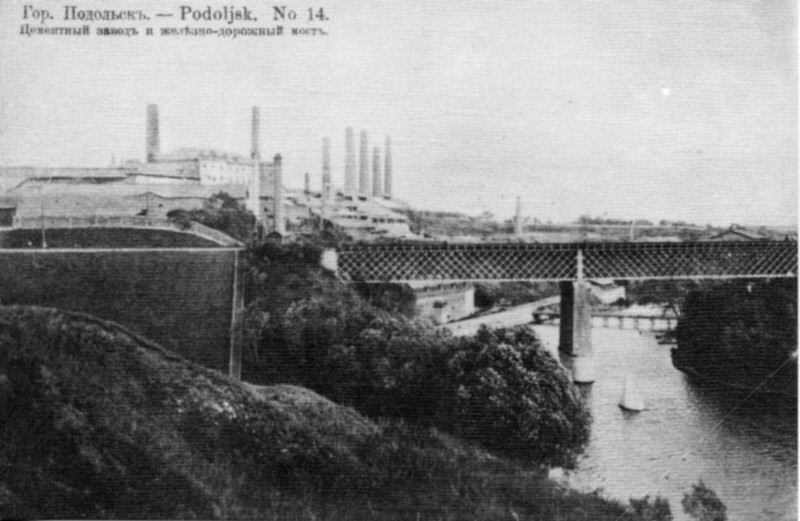
Подольск, Цемзавод (1875) и железнодорожный мост. Начало XX века

Екатерина II подписывает указ о преобразовании села Подол в город Подольск

По указу императрицы Екатерины II 5 октября (16 октября) 1781 года село Подол было преобразовано в город (уже под названием Подол-Пехра), который стал центром Подольского уезда Московской губернии. Местные же крестьяне были записаны в купечество и мещанство. К этому времени в городе насчитывалось 108 дворов и 856 горожан. Основным занятием жителей была добыча бута и белого камня, из которого, например, была возведена знаменитая церковь Знамения Пресвятой Богородицы в Дубровицах. 20 декабря (31 декабря) 1781 года городу был присвоен герб: «Два золотые, употребляемые каменотёсами инструмента, в голубом поле; в знак того, что жители сим промыслом набогащаются». 7 октября 1782 года подольские дворяне избрали председателем дворянства камергера А. С. Васильчикова (в последующем ими были князь П. М. Волконский и камер-юнкер А. М. Катков)

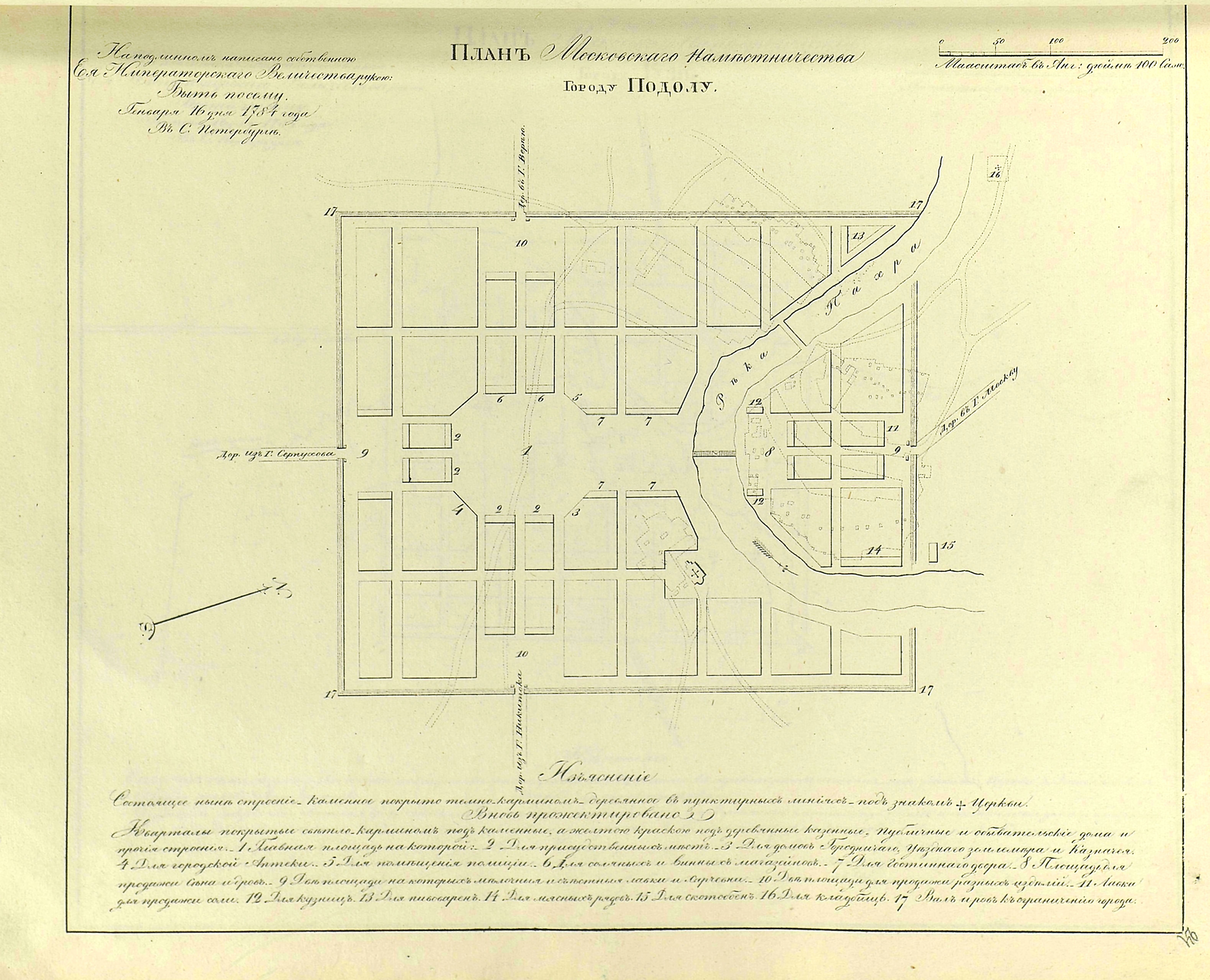
«Прожектированный» план города Подольска 1784 года из «Полного собрания законов Российской Империи. Книга чертежей и рисунков. Планы городов»

16 января 1784 года Екатериной II был утверждён «прожектируемый» регулярный прямоугольный план застройки города с продольно-поперечной сеткой улиц, разработанный в Петербурге «комиссией строений» (план был подписан архитектором Иваном Лемом). Город был разбит на 20 кварталов. Девятнадцатый называли «мещанским», семнадцатый — «дворянским», а между — «восемнадцатый» — «купеческий». Тем не менее, несмотря на то, что первоначальный генплан был профессиональной работой, архитектор не был знаком с рельефом местности в окрестностях Подола, которая характеризовалась большим количеством оврагов и косогоров. Поэтому, по инициативе московского губернатора Лопухина, в него были внесены коррективы: «строение подвинуть влево на 150 сажень, где город ровнее». Реализация генерального плана зафиксировала в городе своеобразную ситуацию, когда застройка прежнего села Подол сохранилась в неизменном виде, а за селом, фактически в поле, были построены новые сооружения (в первую очередь казённые здания), среди которых присутственные места, Путевой дворец Екатерины II, народное училище. В современном Подольске следы старинной планировки сохранились на правом берегу Пахры, вдоль центральной планировочной оси московской дороги.
В целом же, несмотря на повышение статуса, Подол-Пехра вплоть до второй половины XIX века сохранял характер придорожного села, а не города купцов и промышленного капитала. Однако новый статус привёл к формированию органов административного управления и нового, более образованного, сословия. Распространению образования способствовало строительство народного училища, одного из первых казённых строений города, построенных после указа Екатерины II.
В 1796 году, по указу императора Павла I, Подольск стал заштатным городом, а почтовый стан был переведён в село Молоди. Почтовая станция была открыта только в 1801 году, а в 1802 году, по указу Александра I, Подольск снова стал центром уезда.
6—7 сентября 1812 года, в период Отечественной войны, русская армия фельдмаршала Кутузова находилась в Подольске, на территории современного микрорайона Кутузово, а спустя некоторое время город недолгое время был оккупирован французскими войсками, которые нанесли ему ощутимый ущерб. В память о победе в Отечественной войне 1812 года в период с 1819 по 1832 год в Подольске был возведён Троицкий собор (сейчас находится в центре города, напротив ДК им. Карла Маркса).
Именно после наполеоновского нашествия в Подольске окончательно сложилась объёмно-пространственная структура исторического центра города. К примеру, на территории, прилегающей к собору, были сооружены торговые ряды. Расцвет же каменного зодчества, как и общественной жизни, относится ко времени генерал-губернаторства в Москве графа А. А. Закревского, у которого близ Подольска было имение — село Ивановское (в настоящий момент находится в черте города). В 1894—1896 годах городской сад (современный ПКиО им. В. Талалихина) стал общедоступным. Первые же искусственные посадки здесь стали появляться в середине XIX века: в 1849 году, по распоряжению А. А. Закревского, в саду было посажено первое дерево — серебристый тополь.

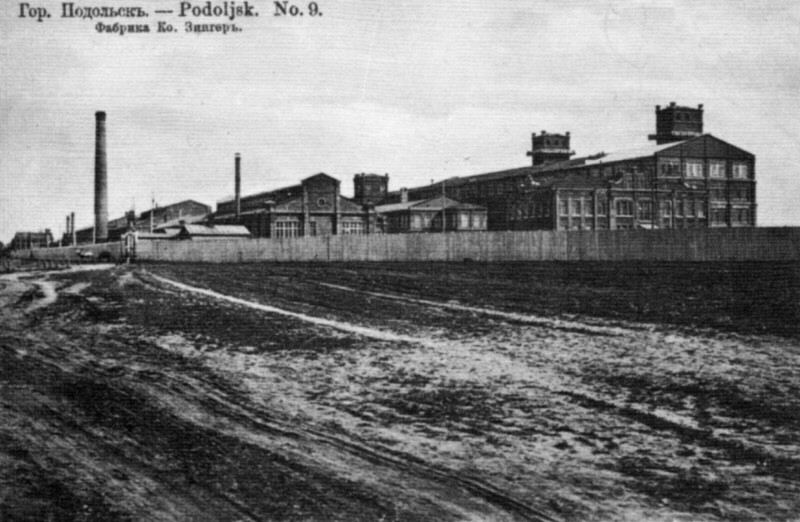
Завод «Зингер» в начале XX века

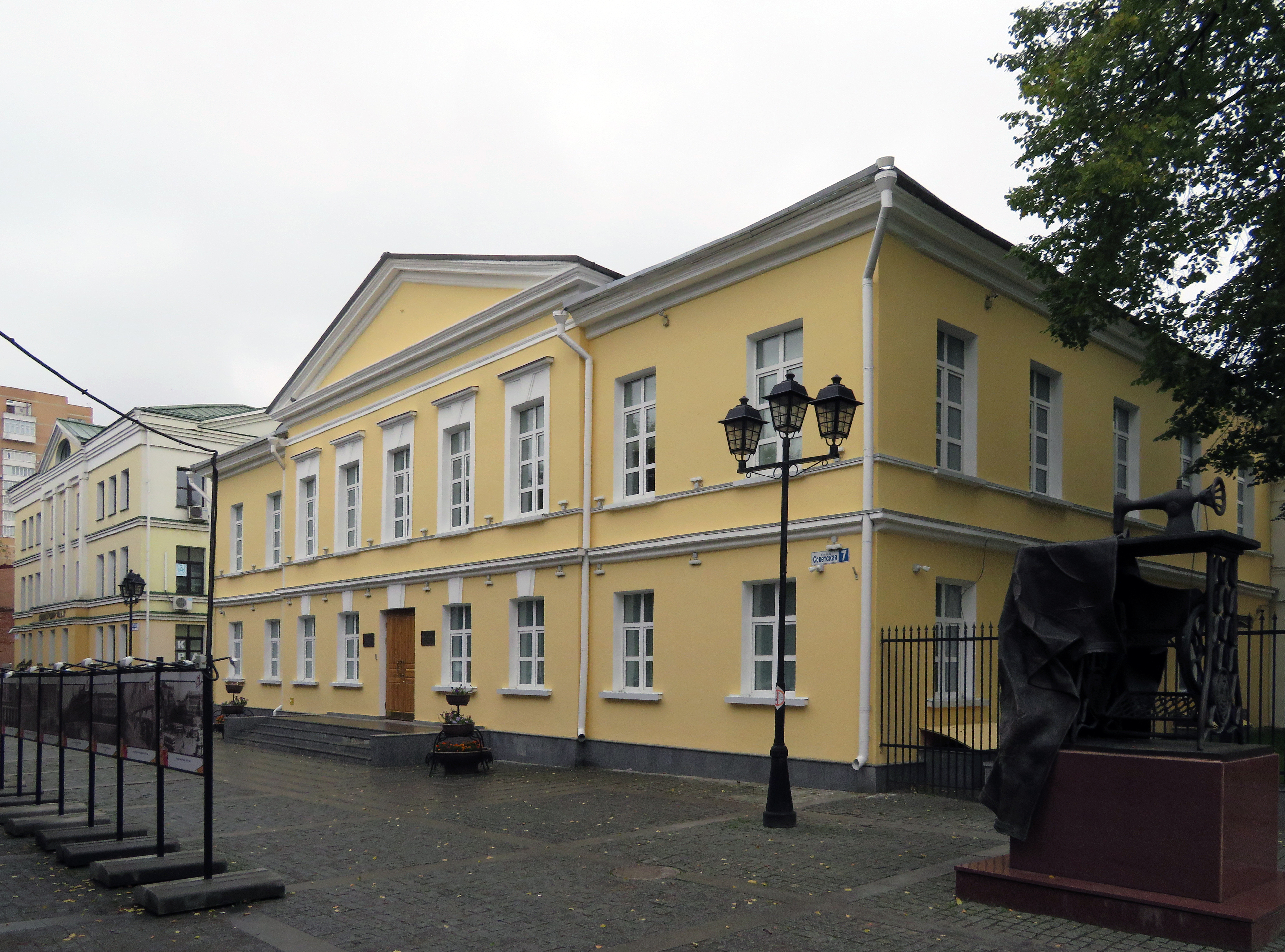
Краеведческий музей (в здании бывших Присутственных мест) и памятник швейной машине «Зингер»)

Развитию города способствовало проложенное в 1844—1847 государственное Варшавское (Брест-Литовское) шоссе. Важным событием стало строительство моста через реку Пахру. Изначально мост был наплавным. В зимнее время он разбирался (грузы перемещались по льду), а в период половодья использовался паром. В 1844—1845 годах началась разработка однопролётного моста, а в 1862 году военный министр России Д. А. Милютин высказался о необходимости строительства постоянного моста. В 1864 году был построен деревянный мост через Пахру, однако он простоял около года, после чего обрушился. Новый мост был отстроен военными инженерами уже по системе американского инженера Гау, благодаря чему он простоял 60 лет. К середине XIX века площадь города составила уже 106 га. В 1866 году в Подольск пришла Московско-Курская железная дорога, которая дала толчок развитию местной промышленности.
Торговый капитал, нажитый на постоялых дворах, привёл к появлению в городе частных заводов. Наиболее известными из них в первой половине XIX века были Воскобелильный, Кожевенный (возникли в 1843 году), Пивоваренный и Солодовенный заводы (возникли в 1849 году). В первой половине века Подольск оставался, по большей части, городом купцов и мещан, поэтому ключевую роль продолжала играть торговля. Но во второй половине XIX века Подольск стал городом промышленного капитала, началось бурное развитие промышленности.
В 1871 году с целью строительства цементной фабрики и кирпичного завода вблизи Подольска была создана компания «Губонин, Пороховщиков и Ко», основателями которой стали два московских предпринимателя и мецената: владелец каменоломен на правобережье Пахры в Добрятинской волости Подольского уезда П. И. Губонин и архитектор-строитель А. А. Пороховщиков. В 1875 году, после завершения строительства заводов на выкупленном А. А. Пороховщиковым участке земли площадью 36 га в деревне Выползово (современный район Выползово), компания была преобразована в «Московское Акционерное Общество для производства цемента и других строительных материалов и торговли ими» (к этому времени П. И. Губонин отошёл от дел компании). В этом же году была получена первая продукция АО: портландцемент, романский цемент, известь, обожжённый кирпич. Несмотря на убыточность заводов в первые годы их существования, к концу XIX века состояние дел в Акционерном Обществе значительно улучшилось, а производство строительных материалов на заводах выросло в 17 раз. К этому же времени основной продукцией заводов стал цемент: уже к 1913 году 95 % всего груза, отправляемого из Подольска, был именно этот строительный материал. В своё время подольский цемент использовался при строительстве трибун на Красной площади Москвы, здания Исторического музея и Московской городской думы.
В 1900 году американская компания «Зингер», занимавшаяся сборкой швейных машин, также приобрела участок земли в Подольске, приступив к строительству своего первого в России завода. Сама компания «Зингер» появилась на российском рынке ещё в 1860-х годах. Однако до строительства завода в Подольске вся продукция ввозилась из-за рубежа, что значительно увеличивало стоимость швейных машин. Именно стремление избежать удорожания продукции в значительной степени подтолкнуло «Зингер» к строительству своего завода в России. Выпуск первой продукции (бытовых швейных машин) был налажен в Подольске уже в 1902 году. Рост производства на заводе продолжался вплоть до революции 1917 года. К 1917 году на его территории располагалось 37 производственных корпусов и работало свыше 5 тысяч человек. В 1915 году один из корпусов «Зингера» был передан в аренду эвакуированному из Прибалтики военному заводу «Земгор», который выпускал военные снаряды. В этом же году развернулось строительство кабельного завода Московским товариществом меднопрокатных и кабельных заводов, однако из-за революции оно не было закончено.

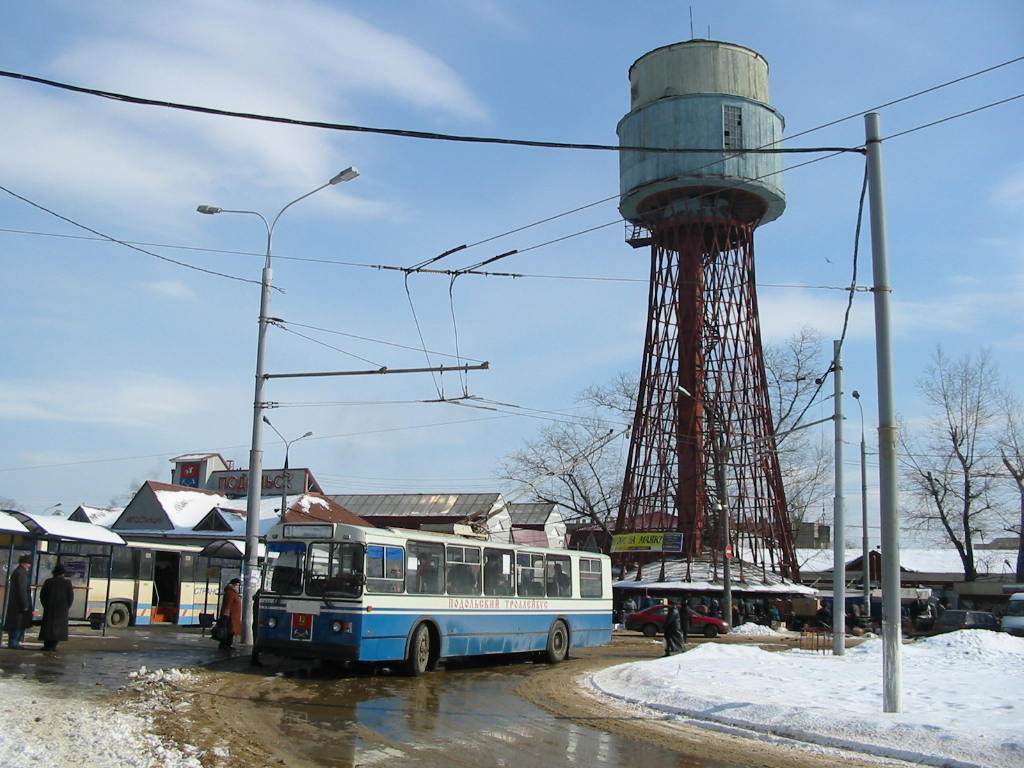
Водонапорная башня системы Владимира Шухова (снесена в 2003 году)

Наравне с ростом промышленного производства в городе был отмечен и демографический рост, при этом в Подольске наблюдались самые высокие уровни прироста населения среди городов Московской губернии. Увеличение численности населения города и его плотности, в свою очередь, способствовало развитию социальной сферы (здравоохранения и образования). К 1866 году относятся первые официальные сведения об организации Подольской уездной больницы (с 1868 года — земской больницы). Однако её малая вместимость (располагалась в небольшом двухэтажном кирпичном здании на улице Московской и имела всего 42 койки), а также эпидемия холеры в Подольске в 1871 году побудили Земское самоуправление к активному больничному строительству в городе. В 1880 году, спустя пять лет после закладки первого камня, состоялось открытие здания новой земской больницы, а в 1882 году — новой больницы с пятью самостоятельными отделениями, в том числе акушерскими койками. В 1887 году в городе появилась первая женская прогимназия, а в 1895 году — ремесленное училище имени Козлова. Со строительством завода «Зингер» и дальнейшим развитием промышленного производства в Подольске был построен ряд важных объектов (преимущественно каменных объектов): здание городской думы и банка (1901 год), женская гимназия (1903 год), здание «Красных рядов» (1910 год), Общества потребителей завода «Зингер» (1911 год), купцом Толкушевым открыт кинотеатр «Художественный», построена первая электрическая станция (1914 год), пущен в действие водопровод и построена водонапорная башня системы инженера и архитектора В. Г. Шухова (1917 год).
В 1900 году Строительным Отделением Московского Губернского Правления был разработан и утверждён «План г. Подольска с принадлежащими ему выгонными землями…», который увеличивал площадь города примерно в 3 раза за счёт расширения городской черты в южном, юго-восточном и юго-западном направлениях.

### Годы революции. Установление советской власти
Несмотря на значительные успехи в экономической жизни, ситуация в социально-политической сфере жизни города в конце 1910-х годов была сложная, как и везде по стране. Переориентация экономики на производство военной продукции, увеличение рабочего дня, перебои в снабжении продовольствием и другие факторы вели к усилению недовольства рабочих. В городе началась большевистская пропаганда через больничные кассы, драматические кружки, кооперативы. В ночь на 28 февраля 1917 года в Подольске появились первые известия о свержении монархии, а на следующий же день прошли митинги (около 7 тысяч человек) в поддержку рабочих Петрограда и Москвы.
Тогда же в городе был образован Подольский Совет рабочих депутатов, состоявший из 150 человек. Председателем исполкома Совета был избран большевик Н. Г. Чижов. В Совет был также избраны меньшевики, эсеры, анархисты. 1 марта при поддержке солдат была расформирована полиция и создана народная милиция, установлен контроль над телеграфом. В этот же день Совет был переименован в Подольский совет рабочих и солдатских депутатов. 22 марта на предприятиях города был введён 8-часовой рабочий день, сформированы фабрично-заводские комитеты. Ввиду того, что Временное правительство отказалось финансировать деятельность Советов, было введено самообложение: рабочие Подольска отчисляли от 0,5 до 2 % в фонд Совета.
Одновременно в Подольске был образован орган Временного правительства — уездный комитет общественных организаций во главе с Тихомировым.

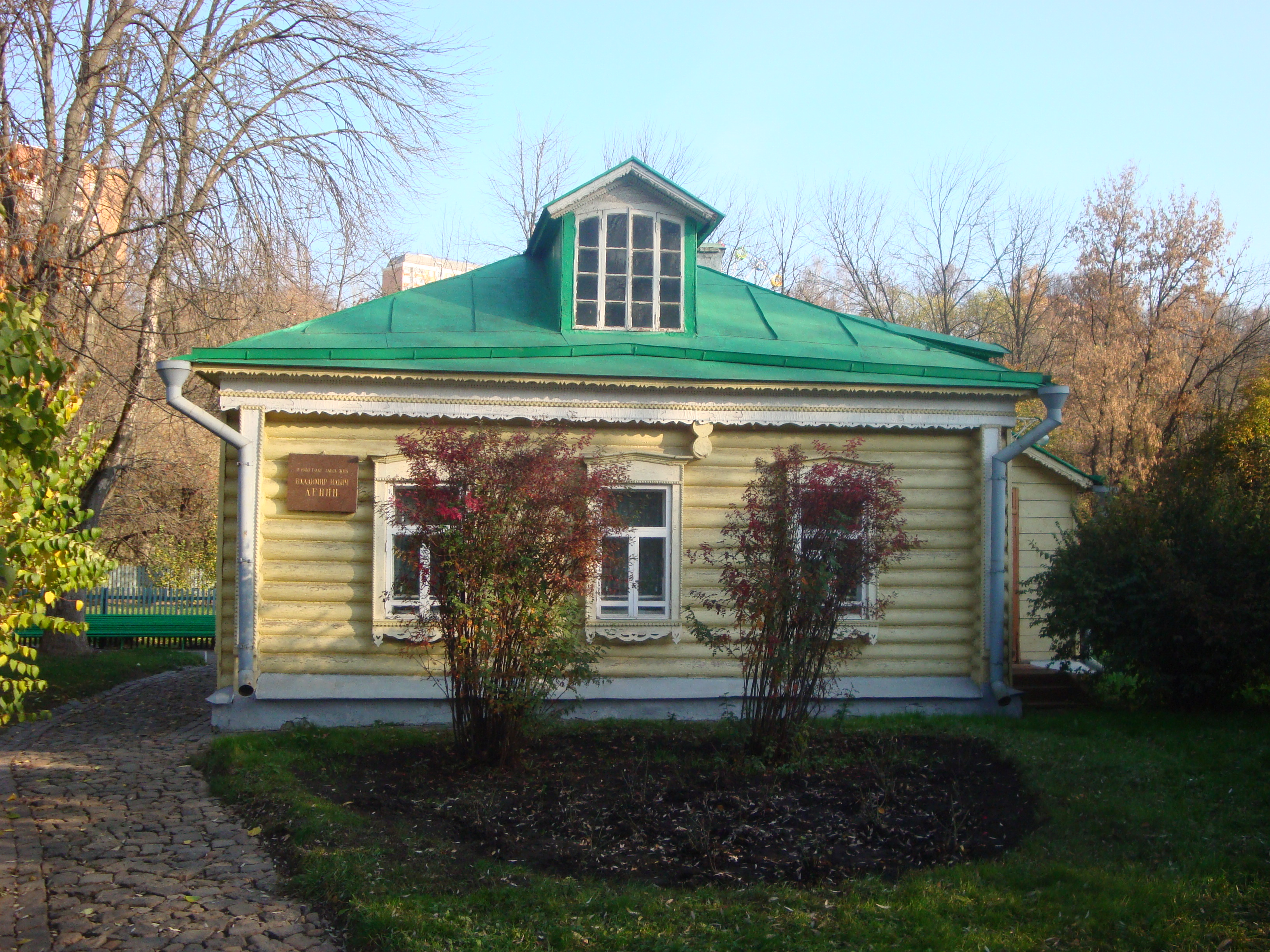
Мемориальный дом-музей В. И. Ленина на территории Историко-мемориального музея-заповедника «Подолье»

В это же время происходило постепенное укрепление позиций большевиков и увеличение их сторонников. 3 марта было проведено собрание, посвящённое вопросу о создании уездного комитета РСДРП. В середине марта в Подольске прошло второе партийное собрание, согласно решениям которого был образован Подольский уездный комитет РСДРП. Одновременно был взят курс на углубление революции и превращение её из буржуазно-демократической в социалистическую. 11 (24) июля вышел в свет первый номер газеты «Известия Подольского Совета рабочих и солдатских депутатов» (современный «Подольский рабочий»), которая стала важной составляющей большевистской пропаганды.
В целом, июль был отмечен ростом революционных настроений рабочего класса. В борьбе против социалистических настроений большая часть буржуазии Московского региона была вынуждена закрыть свои предприятия. Тем не менее, это не удалось осуществить в Подольске: Подольский Совет рабочих и солдатских депутатов, у которого 8 июля 1917 года прошло объединённое собрание, принял резолюцию «О предполагаемом закрытии фабрик и заводов Подольского уезда», который предполагал ряд антикризисных мер, в том числе, была создана биржа труда. В это же время произошло и обострение взаимоотношений между большевиками и меньшевиками Подольска, которые всё это время придерживались пассивного поведения. Окончательное размежевание между ними произошло 7 июля, когда подольские меньшевики поддержали расстрел мирной демонстрации в Петрограде.
В сентябре 1917 года в Подольске были проведены выборы в уездное земство. Большевики получили 15 мест из 42 в уездном земстве, и три места из четырёх в городе.
Постепенно рос авторитет и власть Советов, как и большевиков, которые контролировали деятельность органа. Это, в свою очередь, обостряло отношения с противниками революции. Так, например, гражданский уездный комиссар Кругликов угрожал арестовать фракцию большевиков в уездном земстве и разоружить большевиков. В ночь на 25 октября подольский большевик Эвальд, который был делегатом на Втором всероссийском съезде советов рабочих и солдатских депутатов, телеграфировал о начале социалистической революции. 25 октября было проведено заседание Подольского Совета рабочих и солдатских депутатов, на котором было объявлено о свержении Временного буржуазного правительства и переходе всей власти к Советам. Сразу же был избран революционный комитет Подольска, который разработал план захвата власти в городе, который был осуществлён без сопротивления уже в тот же день. Ситуация значительно осложнялась тем, что в Москве у власти оставалось Временное правительство. Однако революционный комитет решил не отвечать на ультиматумы, пресёк все попытки бывших правительственных чиновников вернуть себе власть в городе. 29 октября в Подольске были остановлены все промышленные предприятия, а в Москву отправлен отряд добровольцев для участия в боях. После установления в Москве советской власти она окончательно укрепилась и в Подольске.

### Советский период

Памятник Подольским курсантам

Первые годы после свержения монархической власти в России были достаточно сложными для Подольска: произошло снижение темпов промышленного производства, увеличилась безработица, оставались нерешёнными продовольственный и транспортный кризисы. Учёт и контроль над местным производством в Подольске осуществлялся Подольским уездным комитетом партии через советские органы. Одновременно началось строительство социалистической экономики, которое выразилось, прежде всего, в национализации предприятий. Так, в 1917 году компания «Зингер» передала свой завод в городе в аренду Временному правительству, а в ноябре 1918 года он был национализирован советской властью, что привело к приостановке основного производства. Первые советские швейные машины стали выпускаться на заводе только в 1924 году. Также были национализированы цементный и снарядный заводы.
Начало Гражданской войны вынудило советское правительство возобновить военное производство. Так как многие военные заводы в России были оккупированы белогвардейцами, было решено построить новый патронный завод в Подольске. Он занял часть снарядного завода «Земгор». С осени 1919 года на нём стали производиться гильзы, переделываться иностранные патроны. 2 мая 1919 года в Подольске был открыт Подольский паровозоремонтный завод (будущий Завод имени Орджоникидзе), который был развёрнут на территории кабельного и меднопрокатного заводов.
За годы Гражданской войны произошло значительное сокращение численности населения города: в 1920 году в нём проживало всего около 12 тысяч человек. Но после окончания войны и начала промышленного роста в середине 1920-х годов Подольск снова начал бурно расти: в 1926 году численность населения составила 19,8 тысяч человек (это даже привело к перенаселённости города из-за ветхости жилого фонда, росту безработицы). В эти годы произошло восстановление промышленного потенциала города, были вновь запущены многие предприятия, было налажено производство текстильного оборудования, а в 1923 году — возобновлено строительство жилых домов. В 1926 году в Подольске был пущен первый автобус, а в 1927 году — начало вещание подольское радио.
В годы первых пятилеток был отмечен дальнейший промышленный рост в городе. В 1931 году Подольский паровозоремонтный завод был преобразован в Крекинг-электростроительный (в рекордно короткий срок был изготовлен первый советский крекинг-аппарат для нефтяной промышленности). Были увеличены мощности машиностроительного завода и объёмы выпуска швейных машин, которые теперь полностью собирались из отечественных деталей; в 1932 году на территории завода был введён крупнейший в Европе литейных цех, а с июля 1934 года по 1939 год на нём выпускали мотоциклы ПМЗ-А-750, разработанные П. В. Можаровым. Первую партию принял нарком тяжёлой промышленности Серго Орджоникидзе. Перед самой войной на ПМЗ взялась освоить выпуск точной копии «Вандерера» (Скитальца) — немецкого мотовелосипеда. И даже успели изготовить небольшую партию таких машин, названных «Стрелой», прежде чем завод перевели на выпуск оборонной продукции. В 1935 году в городе был открыт Подольский аккумуляторный завод, ставший со дня основания первым в СССР по объёмам производства стартёрных аккумуляторных батарей. Были построены и другие крупные предприятия (хлебзавод, завод фруктовых вод, мясокомбинат, литейно-прокатный завод и другие).
Развитие промышленности привело и к росту численности населения города: если в 1926 году в Подольске проживало 19,7 тысяч человек, то в 1939 году — 72 тысячи. Из-за дефицита земель 30 апреля 1930 года решением президиума ВЦИК в городскую черту были включены деревни Выползово, Добрятино, Ивановское, Шепчинки и посёлок цементного завода, а в 1936 году — Беляево, Сальково, Фетищево и леса местного значения. 11 июня 1936 года в черту Подольска были присоединены селение Кутузово и рабочий посёлок бывшего хутора Кутузово, а также лес местного значения «Кутузовская дача». Одновременно застраивались Северный и Южный посёлки завода им. Орджоникидзе. В середине 1930-х годов Мособлпроект разработал план «Большого Подольска», который предусматривал разделение города на жилую и производственную зоны. В эти годы были возведены новые жилые кварталы, проведена модернизация жилищно-коммунального хозяйства. Особое внимание было уделено транспортной составляющей. В 1932 году вместо деревянного моста через Пахру был построен бетонный, а 30 июля 1939 года началось регулярное движение электропоездов Подольск—Москва. Были открыты и ряд социальных объектов: Дом культуры им. Лепсе (1930 год), детский парк культуры и отдыха (1938 год), организован учебно-консультационный пункт Всесоюзного заочного политехнического института для работников предприятий города (1935 год).

В. В. Талалихин. Оборона подмосковного неба. Граффити на улице Кирова

С началом Великой Отечественной войны Подольск, как писала «Московская правда» в 1941 году, превратился «в город-крепость, закрывшую один из дальних южных подступов к Москве». Уже в июле 1941 года из жителей города был сформирован батальон народного ополчения, впоследствии влившийся в дивизию народного ополчения Кировского района Москвы, а в октябре на фронт ушёл рабочий полк из рабочих завода имени М. И. Калинина. 5 октября 1941 года курсанты Подольского пехотного училища были подняты по тревоге и в течение нескольких дней в ходе ожесточённых боёв обороняли Малоярославец. Несмотря на гибель большей части состава, курсантам вместе с частями 43-й армии удалось сдержать натиск немецких войск и, тем самым, выиграть время для подтягивания резервов к Москве и организации обороны на подступах к столице. В результате направление на Москву через Подольск по Варшавскому шоссе было закрыто для противника.

Подольские курсанты. Оборона Москвы. Граффити на улице Кирова

12 октября 1941 года, по поставлению Государственного комитета обороны, город был включён в главный оборонительный рубеж Московской зоны обороны. Хотя в целом Подольск бомбили мало, всё же было совершено несколько налётов немецкой авиации, которые старались поразить два объекта: мост через реку Пахру и здание банка на Стрелке (ныне — площадь Ленина). В результате первого налёта 16 октября одна из бомб упала на городской военный комиссариат, а также дома № 14 и 27 на улице Фёдорова, 20 октября бомба разрушила дом № 15 по улице Февральской. 27 октября 1941 года в воздушном бою около Подольска погиб военный лётчик, заместитель командира эскадрильи 177-го истребительного авиационного полка, дислоцированного на аэродроме в Дубровицах, Герой Советского Союза, сбивший 6 самолётов и одним из первых применивший ночной таран, Виктор Васильевич Талалихин.
11 сентября 1943 года в Подольск из летнего лагеря Амерово была переведена Центральная женская школа снайперской подготовки, которая действовала 27 месяцев. Кроме того, на территории города и Подольского района было дислоцировано 30 госпиталей. Всего же за годы Великой Отечественной войны подольским и краснопахорским военкоматами на фронт были направлены 40 тысяч человек.
Таким образом, в годы войны жизнь Подольска всецело была подчинена цели защиты страны от захватчиков. Значительную помощь фронту оказали подольские промышленные предприятия, которые в годы Великой Отечественной войны перевели все мощности с выпуска гражданской продукции на производство для оборонной промышленности: изготовляли боеприпасы, ремонтировали танки и другую военную технику. Машиностроительный завод имени Орджоникидзе выпускал бронекорпуса для танков Т-40 и штурмовиков Ил-2. К ноябрю 1941 года завод был полностью эвакуирован из Подольска. На его месте был развёрнут номерной завод по производству противотанковых ежей, лопат, бронепаровозов, а в 1942 году ещё и эвакуированный из Таганрога завод «Красный котельщик», который продолжил в городе котельное производство. 1 января 1942 года воинам 43-й армии работниками Машиностроительного завода имени С. Орджоникидзе был передан знаменитый бронепоезд «Подольский рабочий».
После окончания войны предприятия города были переведены на производство мирной продукции, что первоначально вызвало резкое сокращение производства (на 1946 год в 3 раза по сравнению с военным периодом), несмотря на ввод новых предприятий — опытных заводов «Луч» и ГИРЕДМЕТ, завода ОКБ «Гидропресс». Но уже в 1948 году промышленные показатели превысили довоенный уровень. Проводилась механизация производства, развернулось движение за отказ от дотаций, новый импульс был дан стахановскому движению. Быстрое развитие промышленности в Подольске позволило увеличить городской бюджет за первую послевоенную пятилетку более чем вдвое. В свою очередь, рост капитальных вложений в городское хозяйство способствовало восстановлению и дальнейшему развитию городской инфраструктуры. Уже в 1948 году Подольск занял первое место в соревновании городов РСФСР по благоустройству. В 1949—1950 годах было завершено строительство плотины на Пахре. Наращивались и объёмы строительства: новые жилые кварталы появились в Кутузово, Гулёво, на Красной горке, в юго-западной части Подольска.
В 1950-х годах промышленное развитие Подольска продолжилось. Были запущены ряд новых заводов: строительных машин, стройдеталей и химико-металлургический (1954 год), завод круглых эмальпроводов (1956 год). В начале 1950-х годов был пересмотрен и уточнён генеральный план города. Согласно ему строительство жилых домов в основном было сосредоточено в юго-западной части Подольска, а в восточной части оно было запрещено. 10—11 июня 1957 года в городе прошли массовые беспорядки, вызванные убийством работниками милиции задержанного шофёра. Несмотря на то, что власти квалифицировали выступления как хулиганские действия группы пьяных граждан, в них участвовало около 3 тысяч человек. В 1959 году в городе уже проживало 129 тысяч человек.
Все последующие годы промышленные предприятия Подольска добивались значительных успехов, что положительно сказывалось на развитии города в целом и качества жизни его населения. В 1960-х годах Подольск был награждён памятным знаменем МК КПСС, Мособлсовета, МОСПС и МК ВЛКСМ, а 18 января 1971 года за успехи, достигнутые трудящимися города в промышленном производстве, — орденом Трудового Красного Знамени. В 1962 году исполком Мособлсовета утвердил новый генеральный план Подольска: предусматривалась застройка на основе прогрессивных приёмов градостроительства, возведения крупных микрорайонов с населением 6—10 тысяч человек. В черту города был также включён рабочий посёлок Ново-Сырово. В 1979 году численность населения Подольска составила 201,7 тысяч человек, таким образом, он стал первым среди городов Подмосковья перешагнувшим 200-тысячный рубеж.

### Современный период

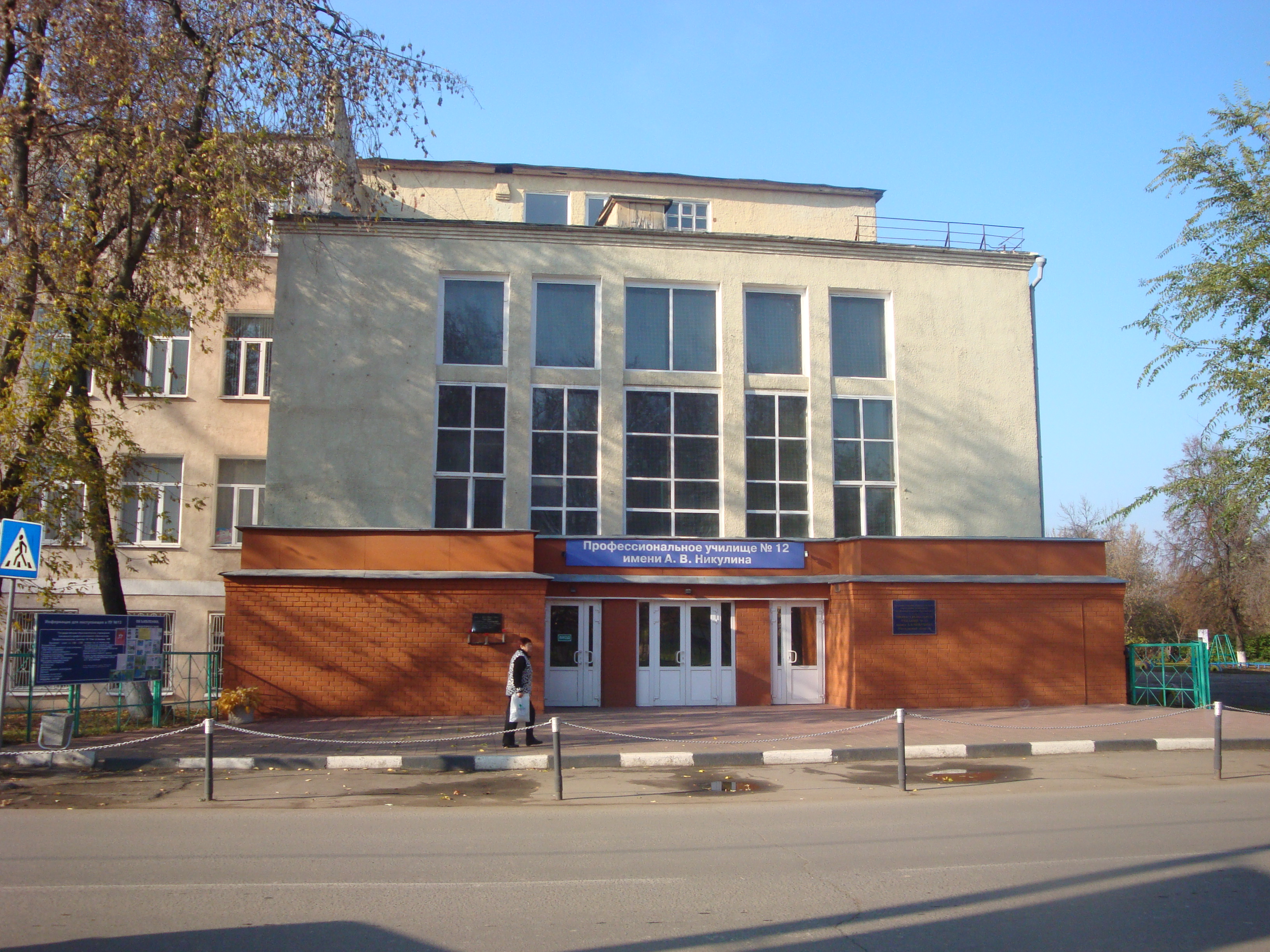

В начале XXI века Подольск — это один из крупнейших промышленных центров Московской области, на территории которого действует больше десятка крупных промышленных предприятий различных отраслей. Кроме того, Подольск является одним из центров высокотехнологичной науки: в нём расположено большое количество предприятий науки, имеющих всероссийское значение и связанных, в основном, с атомным машиностроением и атомными исследованиями.
Несмотря на серьёзные трудности в экономической и социальной жизни вскоре после распада СССР, Подольск продолжил развиваться в поступательном направлении. В 1996 году состоялись первые всенародные выборы главы города, на которых убедительную победу одержал Александр Васильевич Никулин, с 1990 года занимавший пост председателя исполкома Подольского горсовета. В период с 1996 по 1999 год в Подольске был открыт ряд важных социальных объектов: открыт Дворец молодёжи (1996 год), единственные в Московской области отделения гравитации крови и детской гастроэнтерологии (1997 год), станция скорой медицинской помощи (1999 год), Дом ветеранов (1999 год), станция переливания крови, наркологический центр. Продолжились также работы по благоустройству и дорожному строительству: помимо реконструкции ряда улиц (прежде всего, улиц Кирова и Курской) в 1998—1999 годах в рекордные сроки в эксплуатацию был сдан мост через Пахру, пришедший на смену старому. В 1993 году в Подольске появилось городское эфирное телевидение.
В 1999 году, на очередных выборах главы города, А. В. Никулин вновь был избран на эту должность. 1 мая 2001 года в городе было открыто троллейбусное движение (в настоящий момент в Подольске работают пять городских маршрутов). 12 марта 2003 года А. В. Никулин досрочно сложил полномочия по состоянию здоровья. С 12 марта по 26 мая 2003 года исполняющим обязанности главы города Подольска был Николай Игоревич Пестов.
В мае 2003 года новым главой Подольска стал Александр Серафимович Фокин. В 2004 году Подольск был наделён статусом городского округа.
В 2005 году город стал центром крупного скандала: 22 апреля мэру Подольска было официально предъявлено обвинение в организации убийства главного конкурента в предвыборной кампании на должность главы администрации — первого заместителя главы администрации города Подольска Петра Забродина, которого в ночь с 13 на 14 июня 2002 года неизвестные расстреляли в служебном автомобиле «Волга» недалеко от собственного коттеджа в деревне Сальково (Подольский район (Московская область)). Прокурор Московской области Иван Сидорук предъявил Фокину обвинение в совершении преступлений, предусмотренных статьями 30 (часть 3) и 105 (часть 2) — покушение на убийство троих лиц, совершенной организованной группой, умышленное убийство двоих лиц, совершенной организованной группой, а также статье 222 (часть 3) — незаконное приобретение, хранение, ношение, передача, перевозка огнестрельного оружия и боеприпасов. 9 ноября 2005 года А. С. Фокин был обнаружен повесившимся в палате тюремной больницы в следственном изоляторе «Матросская тишина».

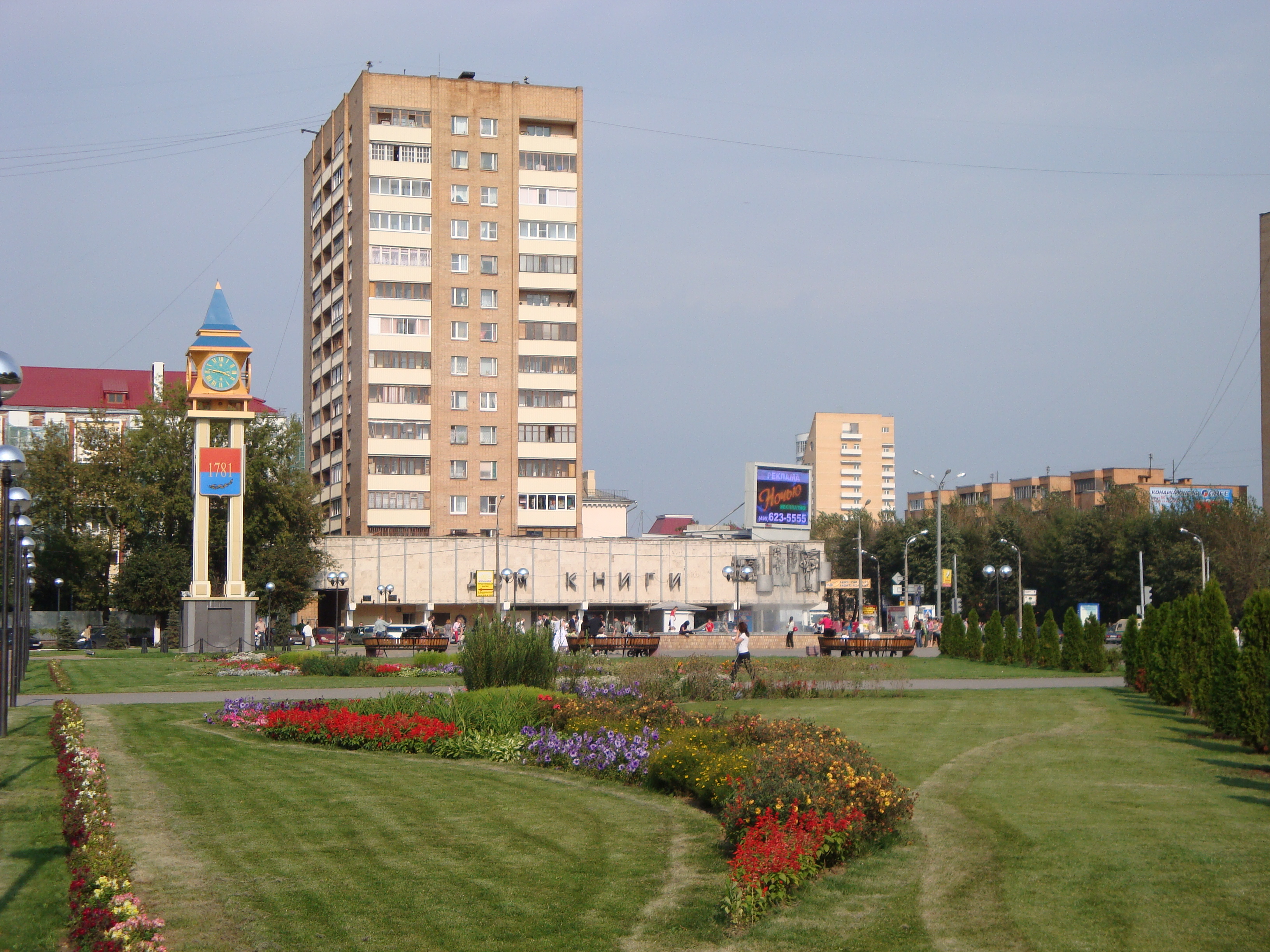
Сквер Поколений. На заднем плане — Дом Книги

В декабре 2005 года исполняющим обязанности главы города Подольска был назначен Николай Игоревич Пестов. 12 марта 2006 года он был избран главой города (набрал 83,03 % голосов избирателей). В период с 2006 по 2011 год в Подольске были проведены многочисленные мероприятия по благоустройству: в 2006 году у Площади Ленина был организован сквер Поколений, в котором установлены городские часы; в 2008 году в обновлённом Екатерининском сквере состоялось открытие памятника Екатерине II, даровавшей Подольску статус города, кроме того, проведён капитальный ремонт Дома культуры «Октябрь» с реконструкцией прилежащей площади, на которой был установлен светомузыкальный фонтан; к 65-летию Великой Победы 6 мая 2010 года состоялось открытие обновлённой Площади Славы (ранее — Площадь 50-летия Октября) с новой композицией «Труженики тыла» и памятником воинам-интернационалистам. Важным событием в жизни города стало открытие 3 октября 2009 года, в День города, путепровода, расположенного на 45-м км железнодорожного участка Москва-Серпухов / 11-й км автодороги «Подход к г. Подольску», в районе платформы «Кутузовская». Благодаря строительству путепровода длиной свыше 500 м (общая длина автострады — 1200 м) был ликвидирован существовавший здесь ранее железнодорожный переезд с низкой пропускной способностью.
В 2006 году совместно с ГУП МО НИиПИ градостроительства началась разработка нового Генерального плана Подольска, который не пересматривался с 1975 года. Ввиду активного строительства в городе и произошедшего в начале 2010 года расширения городского округа за счёт территорий, на которых расположился микрорайон для военнослужащих Министерства обороны Российской Федерации, перед специалистами стояла задача комплексной оценки существующей застройки и выработка предложений по комплексному развитию Подольска, которые сделали бы город комфортным для проживания и в то же время создали условия для развития промышленного потенциала. В октябре 2011 года Генплан был согласован Правительством Московской области.
13 марта 2011 года в Подольске состоялись очередные выборы Главы городского округа, на которых победу одержал, набрав 84,84 % голосов избирателей, прежний глава города — Н. И. Пестов. В 2012 году Подольск занял второе место в рейтинге лучших городов России по версии журнала «Секрет фирмы» (ИД Коммерсантъ).
В начале 2015 года была сформирована рабочая группа по вопросу объединения городских округов Подольск, Климовск и Подольского муниципального района в единый городской округ Подольск. В комиссию вошли представители всех трёх преобразуемых муниципальных образований. Социологический опрос, проведённый с 11 по 14 апреля, показал, что к моменту начала публичных слушаний об объединении, данную инициативу поддерживали более 50 % населения в целом (хотя, например, жители посёлка Львовский были настроены скорее негативно). 1 июня 2015 года укрупнённый городской округ Подольск был образован, включив, кроме Подольска, ещё 75 населённых пунктов. При этом территория города Подольска также была скорректирована позже: 3 июля 2015 года посёлок городского типа Львовский вошёл в состав Подольска; 13 июля 2015 года был упразднён город областного подчинения Климовск, войдя в состав Подольска.
9 февраля мэр города Николай Игоревич Пестов принял решение уйти в отставку по собственному желанию. 9 марта 2022 года на собрании Совета депутатов города Главой был избран Дмитрий Вячеславович Жариков, являвшийся до того временно исполняющим обязанности главы.
11 сентября 2023 года Указом Президента Российской Федерации городу было присвоено почётное звание «Город трудовой доблести».

## Флаг и герб города

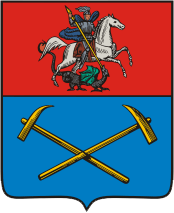
Герб (вариант 1781 года)

Действующий флаг Подольска утверждён 30 июня 2006 года решением № 11/22 Подольского городского Совета депутатов. Внесён в Государственный геральдический регистр Российской Федерации под № 2641. Авторами флага являются Константин Мочёнов (идея флага), Кирилл Переходенко (обоснование символики), Галина Русанова (художник и компьютерный дизайнер). Флаг разработан с учётом герба, созданного на основе исторического герба уездного города Подольск Московской губернии, утверждённого 16 марта 1883 года. Флаг городского округа Подольска представляет собой прямоугольное полотнище с отношением ширины к длине 2:3, разделённое на две части: меньшая, красная, расположенная в верхней части полотнища, занимает 1/5 длины и большая, синяя, несущая изображение двух накрест положенных золотых кирок.

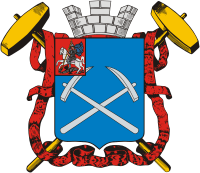
Герб (вариант 1883 года)

Действующий герб Подольска утверждён 24 декабря 2004 года Решением № 30/17 городского Совета депутатов (2-го созыва) и перерегистрирован 30 июня 2006 года. За основу герба взят исторический герб, Высочайше утверждённый 20 декабря 1781 года. В лазуревом (синем, голубом) щите две накрест положенные золотые кирки. В вольной части — герб Московской области. Герб внесён в Государственный геральдический регистр под № 1801. Герб может воспроизводиться в двух равно допустимых версиях: без вольной части; с вольной частью — четырёхугольником, примыкающим изнутри к верхнему краю герба муниципального образования «городской округ Подольск Московской области» с воспроизведёнными в нём фигурами герба Московской области. Герб Подольска также может быть исполнен в торжественном изображении с использованием внешних украшений в виде орденской ленты ордена Трудового Красного Знамени, полученного городским округом Подольск 18 января 1971 года согласно Указу Президиума Верховного Совета СССР, и статусной короны в виде пятизубца, определяющей статус города — «городской округ».
Предметы и цвета на гербе и флаге Подольска символизируют следующее:
- Кирки — промышленную направленность и исторический вид деятельности жителей города.
- Золото — символ прочности, силы, справедливости и уверенности в будущем.
- Лазурь (синий, голубой) — символ чести, искренности, добродетели.
- Красный — символ принадлежности к Московской области и утверждающий торжество труда, мужества, силы жизни[144].

## Местное самоуправление

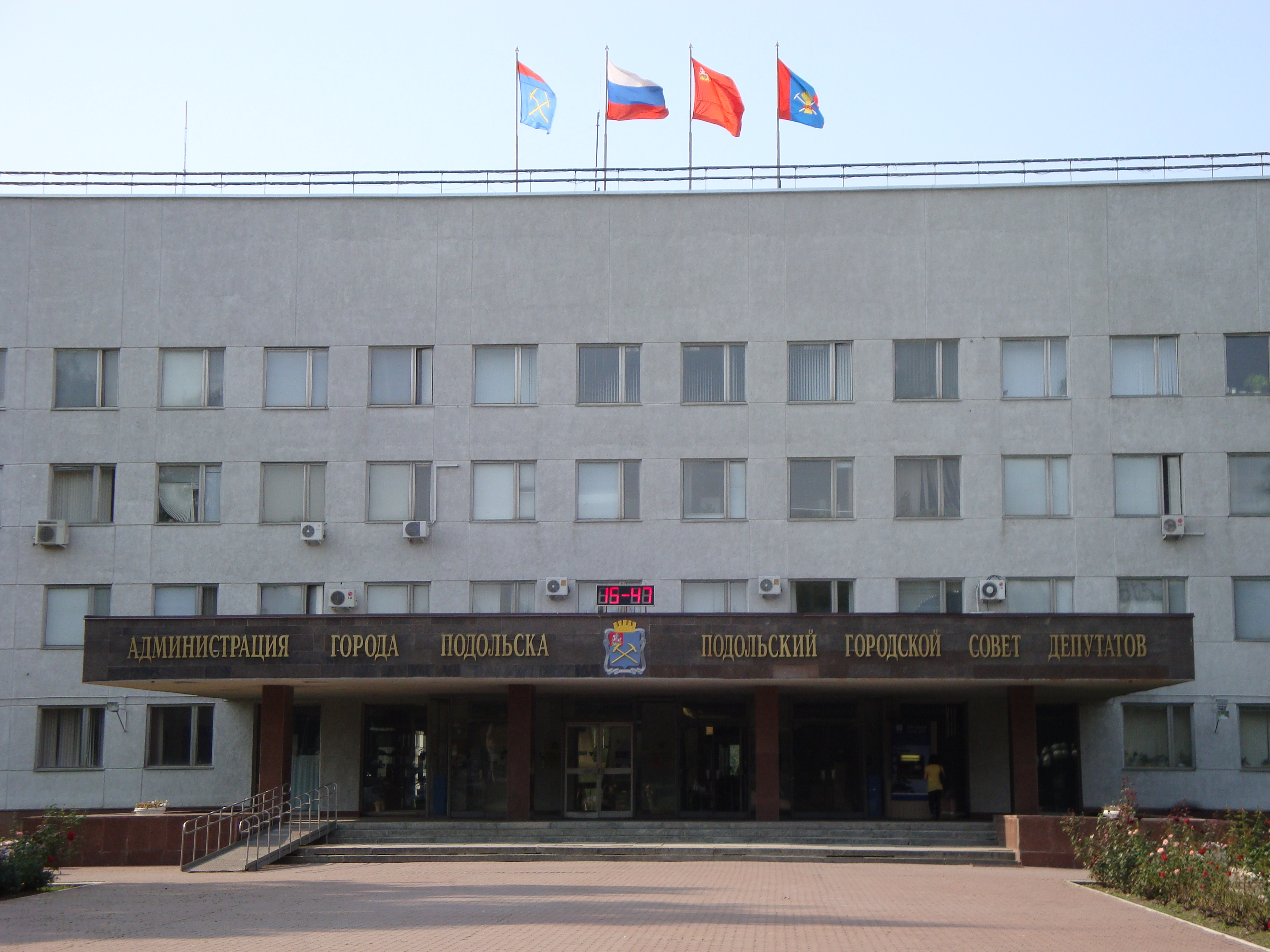
Администрация и Совет депутатов Подольска

Основным нормативным правовым актом города Подольска, устанавливающим систему местного самоуправления, правовые, экономические и финансовые основы местного самоуправления и гарантии его осуществления на территории города, является Устав муниципального образования «городской округ Подольск Московской области»:Глава 1, статья 1, принятый решением Подольского городского Совета депутатов Московской области от 14 марта 2007 года:Титульный лист.
Структуру органов местного самоуправления Подольска составляют: представительный орган города — Совет депутатов городского округа, Глава городского округа, Администрация городского округа, Контрольный орган городского округа, обладающие собственными полномочиями по решению вопросов местного значения:Глава 5, статья 22 (1). Органы местного самоуправления города Подольска не входят в систему органов государственной власти:Глава 5, статья 22 (2).
Подольский городской Совет депутатов — представительный орган местного самоуправления, состоящий из 25 депутатов, избранных по одномандатным округам при тайном голосовании на основе всеобщего, равного и прямого избирательного права сроком на 5 лет:Глава 5, статья 23 (1). Депутаты избираются по мажоритарной системе в 25 одномандатных округах:Глава 5, статья 23 (2). Депутатом городского Совета депутатов может быть избран гражданин Российской Федерации, обладающий в соответствии с федеральным законом избирательным правом, а также гражданин иностранного государства, постоянно проживающий на территории города Подольска на основании международного договора Российской Федерации, в порядке, установленном законом:Глава 5, статья 25 (3). Депутаты осуществляют свои полномочия, как правило, на непостоянной основе. На постоянной основе могут работать не более 10 % депутатов от установленной численности городского Совета депутатов:Глава 5, статья 25 (6). Председатель городского Совета депутатов (в настоящее время им является Дмитрий Николаевич Машков) и заместитель председателя городского Совета депутатов (Геннадий Николаевич Хрячков) избираются из числа депутатов в порядке, установленном Регламентом городского Совета депутатов, и работают на постоянной основе:Глава 5, статья 26 (1).

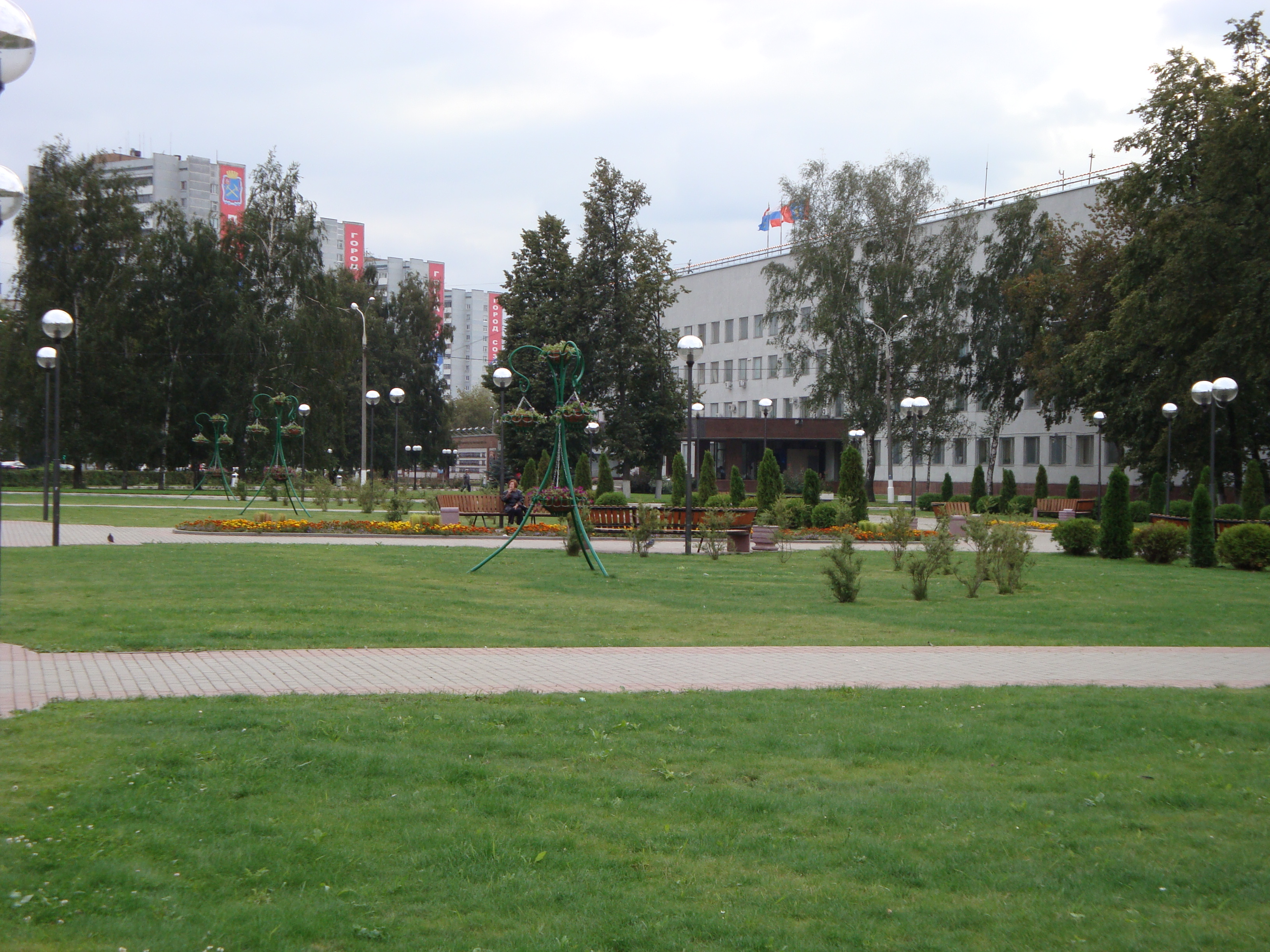
В сквере перед зданием Администрации

Глава города является высшим должностным лицом города Подольска:Глава 5, статья 27 (1), избираемым гражданами, проживающими на территории города и обладающими избирательным правом, на основании всеобщего, равного и прямого избирательного права при тайном голосовании сроком на 5 лет:Глава 5, статья 27 (2). С 1 декабря 2023 года единогласно советом депутатов был избран новым главой города Григорий Игоревич Артамонов. Глава города подконтролен и подотчётен населению и городскому Совету депутатов:Глава 5, статья 27 (8).
Администрация города является юридическим лицом и осуществляет исполнительно-распорядительные функции. Она подотчётна городскому Совету депутатов по вопросам его компетенции и государственным органам по вопросам, связанным с полномочиями этих органов. Администрация города формируется Главой города в соответствии с утверждённой городским Советом депутатов структурой Администрации города:Глава 5, статья 28.
Контрольный орган города Подольска образуется в целях контроля за исполнением местного бюджета, соблюдением установленного порядка подготовки и рассмотрения проекта местного бюджета, отчёта о его исполнении, а также в целях контроля за соблюдением установленного порядка управления и распоряжения имуществом, находящимся в муниципальной собственности:Глава 5, статья 30 (1). Контрольный орган формируется городским Советом депутатов и осуществляет свои полномочия в соответствии с Положением о Контрольном органе:Глава 5, статья 30 (2).

## Экономика

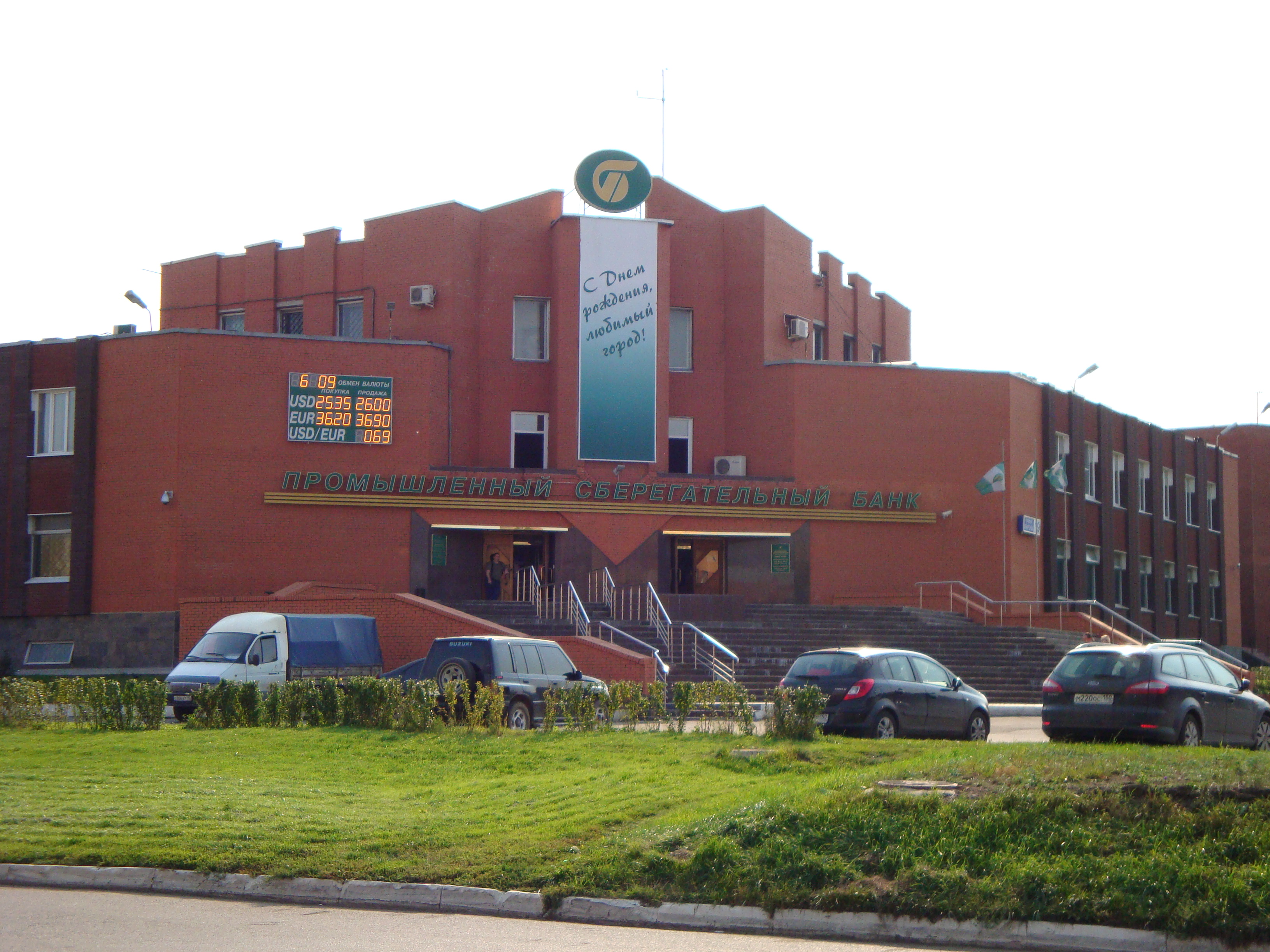
Бывшее центральное отделение Промышленного сберегательного банка, основанного в 1990 году крупнейшими промышленными предприятиями Подольского региона (в настоящее время банк больше не существует, а в данном здании расположен бизнес-центр «Премьер»)

Подольск — динамично развивающийся промышленный город в Подмосковье, входящий в пятёрку наиболее крупных экономически развитых регионов Московской области. По итогам 2011 года город находился на третьем месте в Московской области по объёму отгруженных товаров по всем видам экономической деятельности (индекс составил 121,9 %) и на втором месте по объёмам отгрузки продукции по промышленным видам деятельности. Основными отраслями экономики являются: обрабатывающие производства (46 %), производство и распределение электроэнергии, газа и воды (43 %), наука (4 %), строительство (3 %), транспорт и связь (2 %).
В то же время наряду с промышленным ростом наблюдается тенденция сокращения убыточных крупных и средних предприятий: по итогам 2011 года их удельный вес составил 10 %, а число сократилось с 16 до 10. Тем не менее, несмотря на снижение их доли, сумма убытков увеличилась по сравнению с прошлым годов в 1,3 раза. Всего же на 21 промышленной площадке города в 2010 году осуществляли деятельность 813 организаций и индивидуальных предпринимателей.
В 2011 году средняя заработная плата работника по крупным и средним предприятиям города составила 35 444 руб. (рост в два раза по сравнению с показателем 2006 года и на 35 % больше, чем в 2009 году). При этом наибольший рост и самый высокий уровень зарплаты был зарегистрирован в отраслях науки (70 012 руб.), а самый низкий — в образовании (18 774 руб.) и культуре (15 767 руб.).
Средняя пенсия в декабре 2011 года — 9148 руб.

### Промышленность

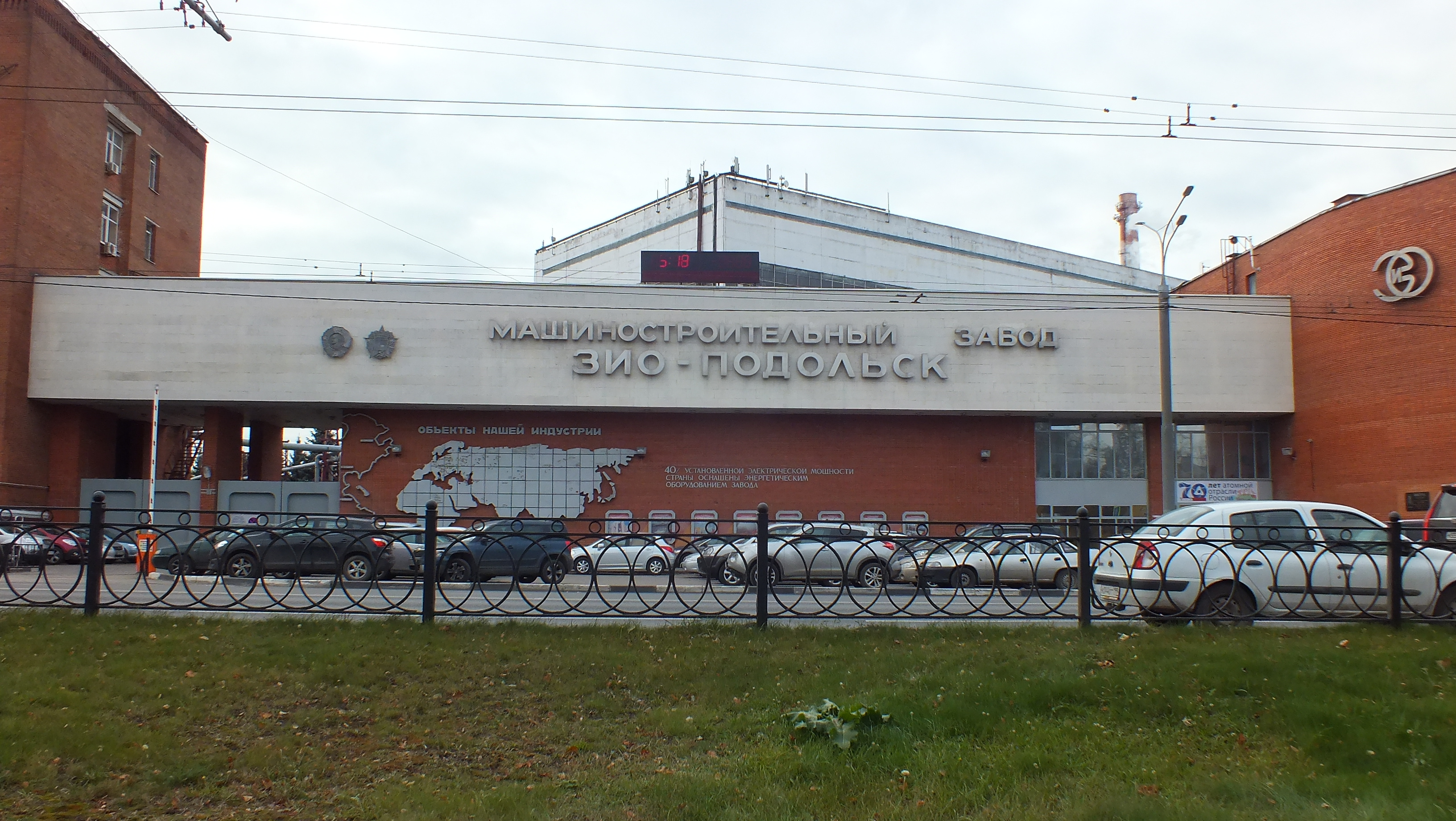
Машиностроительный завод «ЗиО-Подольск»

Промышленность составляет основу экономики Подольска. На неё приходится не только около 25 % объёма отгруженных товаров собственного производства, но и наибольший удельный вес в налоговых поступлениях в бюджет города. В 2011 году индекс промышленного производства составил 119,1 %, а доля подольских производителей в объёме промышленной продукции по Московской области — 5,4 %. При этом сумма прибыли крупных и средних промышленных предприятий выросла в 2011 году по сравнению с прошлым годом на 43 % и составила 6,4 млрд рублей.
Всего свою деятельность на территории Подольска в 2011 году осуществляли 49 крупных и средних предприятий, более 100 малых и около 80 микропредприятий. В объёме промышленного производства наибольший удельный вес занимают предприятия, выпускающие готовые металлические изделия (40 %), электрические машины и электрооборудование (18 %), пищевые продукты (10 %), машины и оборудование (9 %).

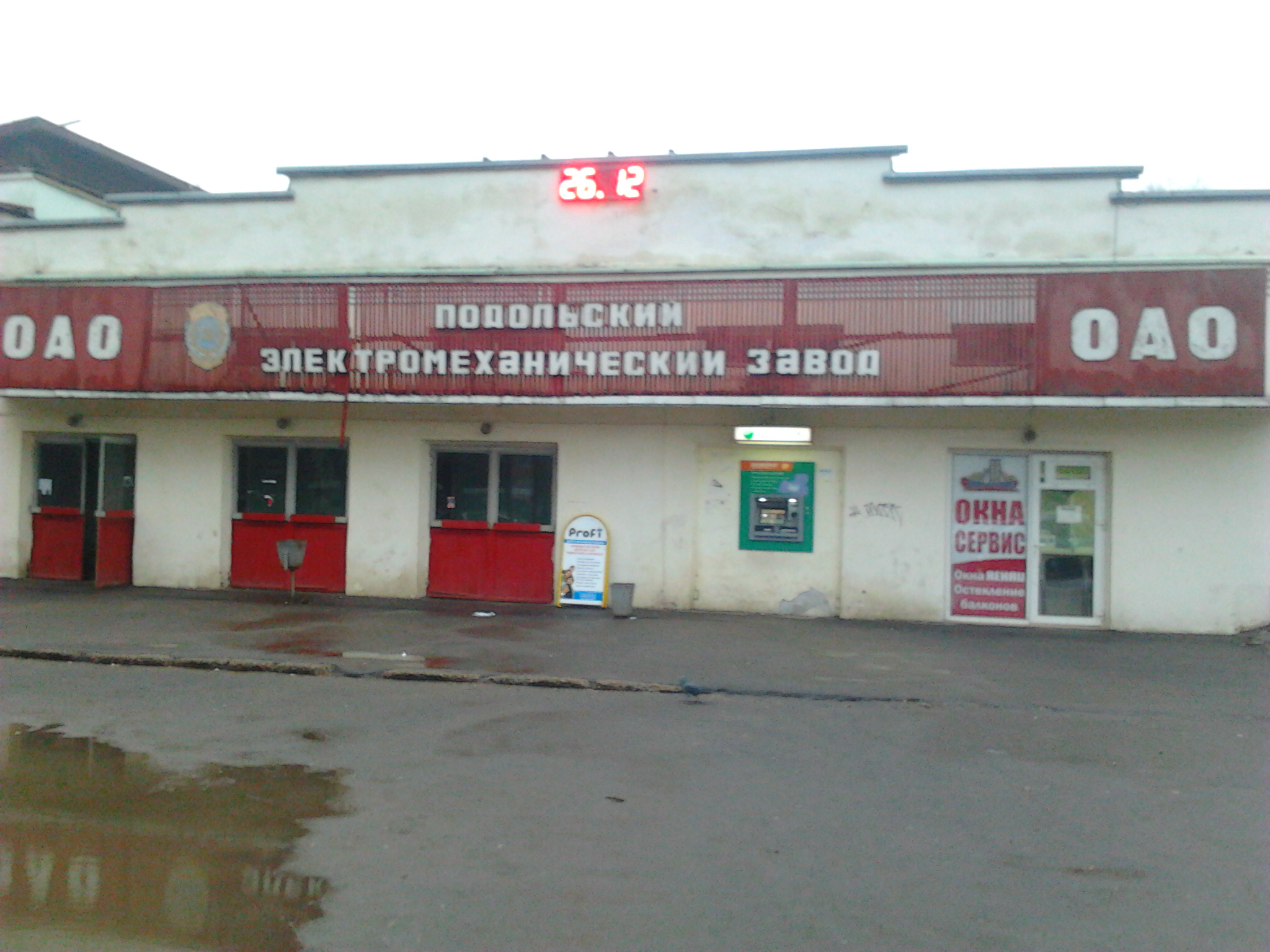
Подольский электромеханический завод

В число крупнейших предприятий города входят:
- ПАО «Машиностроительный завод „ЗиО-Подольск“». Производство оборудования для атомной энергетики (парогенераторов, сепараторов-пароперегревателей, центробежных сепараторов, теплообменников, схем вспомогательных трубопроводов, подогревателей высокого давления, фильтров, блочной съёмной тепловой изоляции и т. д.), оборудования для тепловой энергетики (паровых котлов, котлов-утилизаторов, подогревателей низкого давления, подогревателей сетевой воды, клапанов для пылегазовоздухопроводов), оборудования для предприятий нефтехимической и газовой промышленности (теплообменных аппаратов, колонных аппаратов, продуктовых змеевиков, ёмкостных аппаратов, регенераторов, пылеуловителей, блоков установок подготовки газа, аппаратов воздушного охлаждения)[155].
- ЗАО «Зиосаб». Производство теплоэнергетического оборудования (котлов, котлоагрегатов, современных котельных).
- ЗАО «ЗиО-Здоровье». Фармацевтическая продукция.
- ОАО «НП „Подольсккабель“». Производство кабельной продукции — силовые, контрольные, управления, малогабаритные, измерительные, монтажные, установочные, автотракторные, радиочастотные, для питания погружных электронасосов.

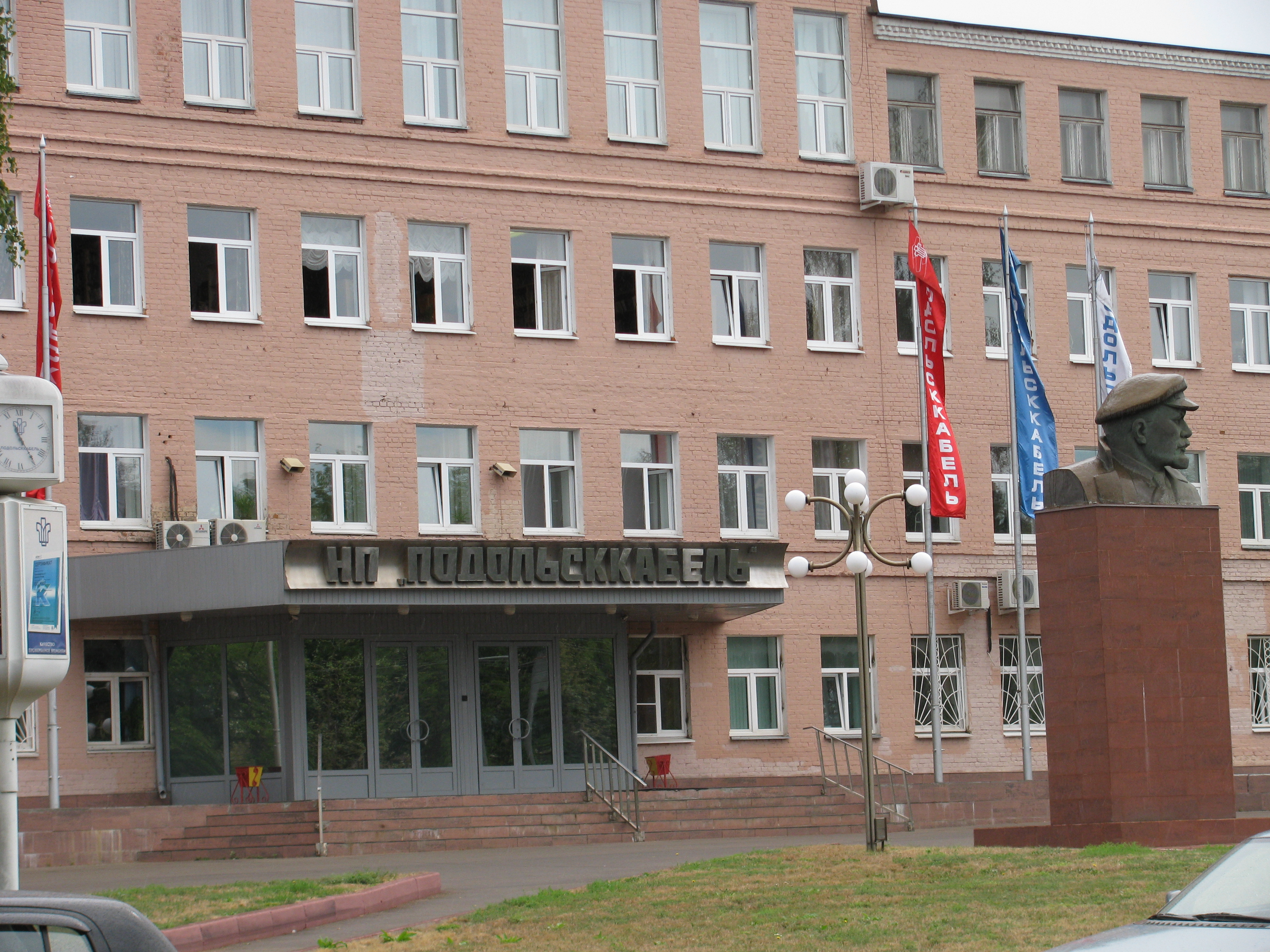
Кабельный завод «Подольсккабель»

- ПАО «Микропровод». Выпуск тонких и тончайших эмальпроводов диаметром от 0,012 до 3,000 мм из меди, сплавов сопротивления и драгоценных металлов, бухтовые шнуры и провода бытового назначения, электроудлинители, телефонный удлинитель, шнуры армированные, провода для электродвигателей.
- ПАО «Подольский химико-металлургический завод». Производство полупроводниковых материалов: монокристаллического кремния солнечного и электронного качеств, монокристаллических пластин солнечного качества, фотоэлектрических преобразователей.
- ПАО «Подольскогнеупор». Производство огнеупорных изделий: огнеупорных бадделеитокорундовых изделий для стекловаренных печей, электроплавленых литых корундовых изделий, неформованных огнеупоров, карбидкремниевых нагревателей.

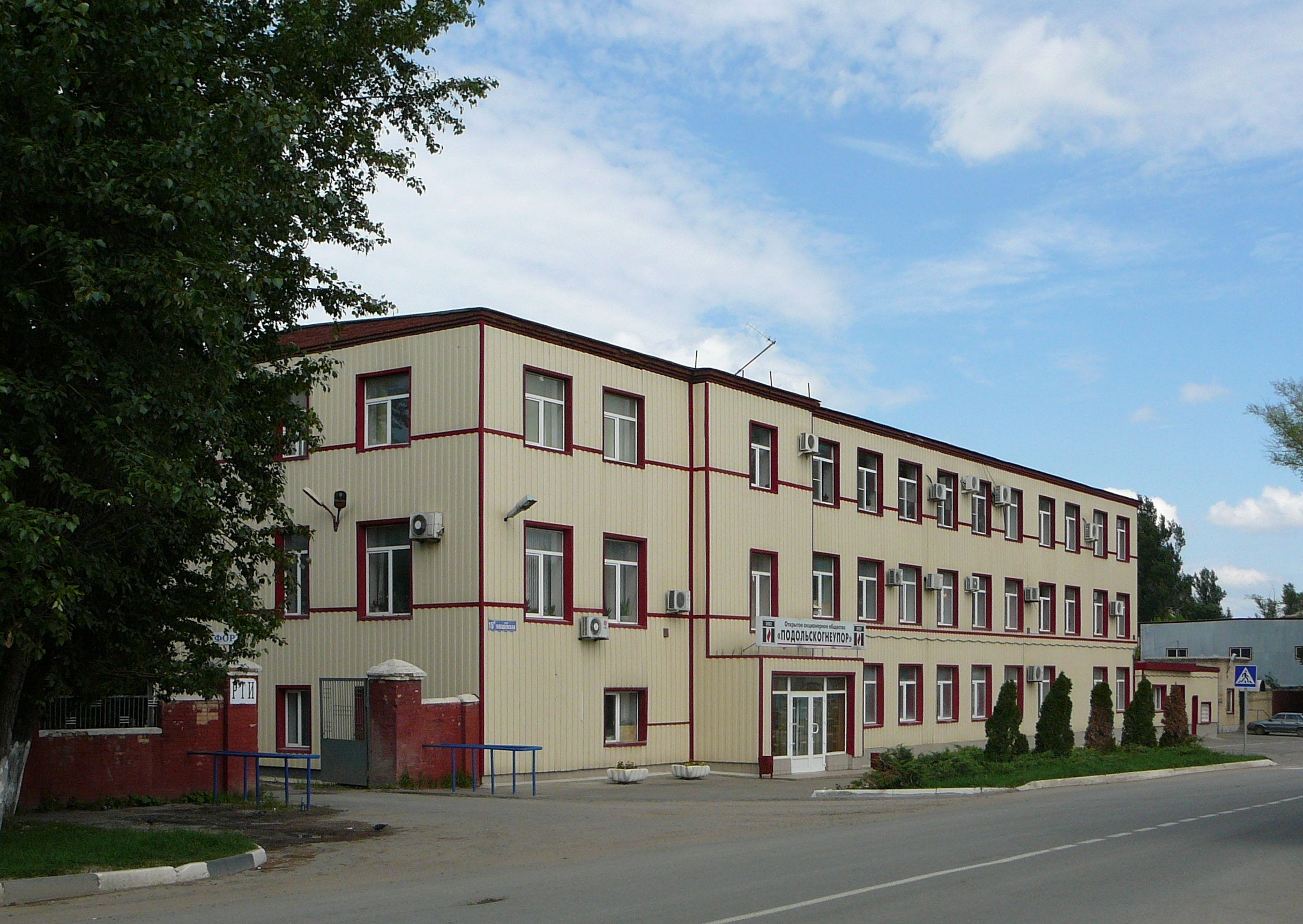
Завод «Подольскогнеупор»

- ОХМЗ «Гиредмета». Производство тугоплавких металлов (ниобий, тантал, гафний, ванадий) и сплавов на их основе, прокат (проволока, полосы) металлов и сплавов; производство редких и редкоземельных металлов (галлий, германий, индий и т. д.), металлов, сплавов и полупроводниковых материалов на их основе.
- ЗАО «Подольский завод электромонтажных изделий». Производство электрощитового оборудования. Один из крупнейших российских производителей кабельной термоусаживаемой арматуры с замкнутым циклом производства.
- ПАО «Подольский электромеханический завод» (ПЭМЗ). Производство упаковочного, пищеперерабатывающего и гидравлического оборудования, товаров народного потребления. Бывшее предприятие оборонного комплекса России.
- ПАО «СУ-2». Строительство (ремонт) магистральных газонефтепроводов.
- «Подольский хлебокомбинат». Хлебобулочная продукция.
- Мясоперерабатывающий завод «Ремит». Мясные изделия
- «Архбум». Производство гофрированного картона.
- ПАО «Подольск-Цемент». Цемент, спеццемент, сухая смесь, блочный пенобетон, товарный бетон.
- «Проплекс». Профили ПВХ и подоконники.
- «Фабрика офсетной печати». Полиграфические услуги.

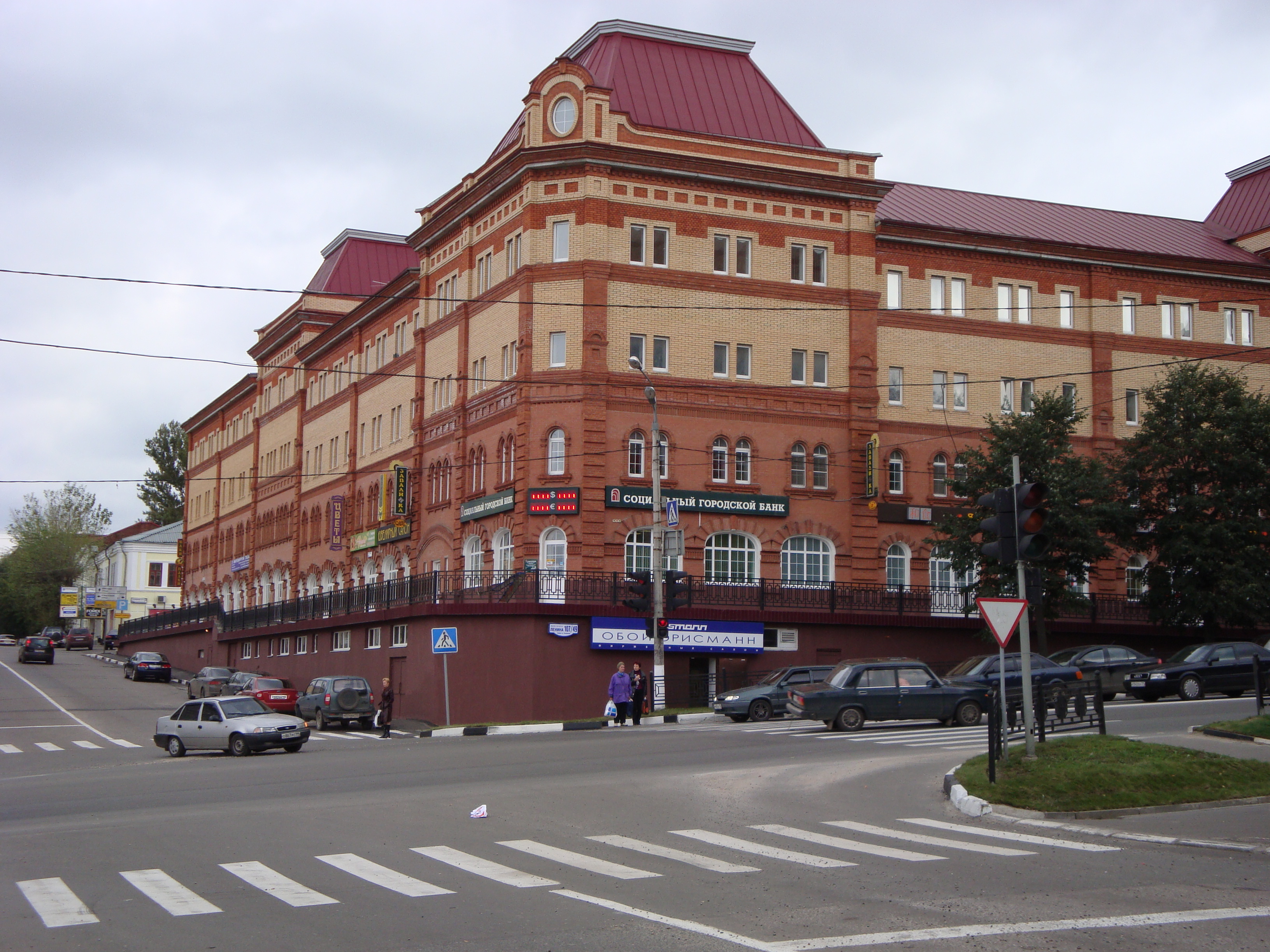
Восстановленные Торговые ряды в историческом центре Подольска

В городе также действуют предприятия по производству швейных машин (ТД «Зигзаг», в прошлом — «Зингер» — предприятие, которому город обязан своим экономическим ростом в начале XX века). Появляются и новые промышленные предприятия. Среди них — ЗАО «Трансформер» — первое в России предприятие, полностью освоившее технологический цикл изготовления сухих трансформаторов с литой изоляцией, основными инвесторами которого стали группа компаний «Хайтек» (Москва), Newton (Италия), Hyundai (Республика Корея), Siemens (Германия).
Подольск — город высокотехнологичной науки, центр атомных исследований и атомного машиностроения. На территории города находятся научно-производственные предприятия ФГУП ОКБ «Гидропресс» (комплексная разработка реакторных установок различных типов, в том числе, ВВЭР для АЭС, производство отдельных видов оборудования для АЭС), ФГУП «НИИ НПО „Луч“» (изделия из лейкосапфира, монокристаллический кремний, оснастка для электронной промышленности, рентгеновские трубки и др.), ДОАО «ЦКБН» ОАО «Газпром» (научно-техническое проектирование оборудования и установок для газовой, нефтяной и др. смежных отраслей), ЗАО «ГК „РусГазИнжиниринг“» (инжиниринговые услуги по обустройству нефтегазовых месторождений), ОАО «НИИЦемент» (исследования в области технологии, техники и экономики цементной промышленности), НПО «Альфа ТМ» (выращивание и обработка изделий из лейкосапфира, производство оборудования для роста монокристаллов сапфира и систем управления для ростового оборудования).
Всего на предприятиях и организациях научного комплекса занято более 3 тысяч человек, а общий объём выполненных работ — 5,6 млрд рублей (2011 год).

### Городской бюджет
Доходы городского бюджета Подольска в 2011 году с финансовой помощью из областного бюджета и доходами предпринимательской деятельности составили 7,6 млрд рублей (индекс роста по сравнению с 2010 годом — 122,4 %). Всего в бюджетную систему России от предприятий и организаций города поступило налоговых платежей на сумму 25,6 млрд руб., из них: 16 млрд руб. — в федеральный бюджет, 7,2 млрд руб. — в областной, 2,4 млрд руб. — в городской.
В структуре налоговых и неналоговых доходов доля налогов на доходы физических лиц составляют 49,3 %. Наибольший вклад в городской бюджет внесли такие предприятия, как «ЗиО-Подольск», ОКБ «Гидропресс», Группа компаний «ПЖИ», «Подольский ДСК», «РОСТА», «Водоканал», «Подольсккабель».
В 2011 году 41,4 % расходов бюджета составляли расходы на образование, 27,5 % — на здравоохранение и спорт, 16,3 % — на жилищно-коммунальное хозяйство.

### Малое предпринимательство
Более 80 % организаций и ИП Подольска — субъекты малого предпринимательства. В 2011 году их число составило 7607 единиц. В сфере малого бизнеса занято более 38 тысяч человек (более 40 % от общей численности работающего населения), а общая доля оборота малых и средних предприятий в общем обороте всех предприятий и организаций составляет 34 %. Основные сферы деятельности предприятий малого и среднего бизнеса — оптовая и розничная торговля, ремонт автотранспортных средств, мотоциклов, бытовых изделий и предметов личного пользования (40 %), операции с недвижимым имуществом, аренда и предоставление услуг (21 %), обрабатывающие производства (10 %), строительство (13 %), предприятия транспорта и связи (6 %).

### Рынок финансовых услуг

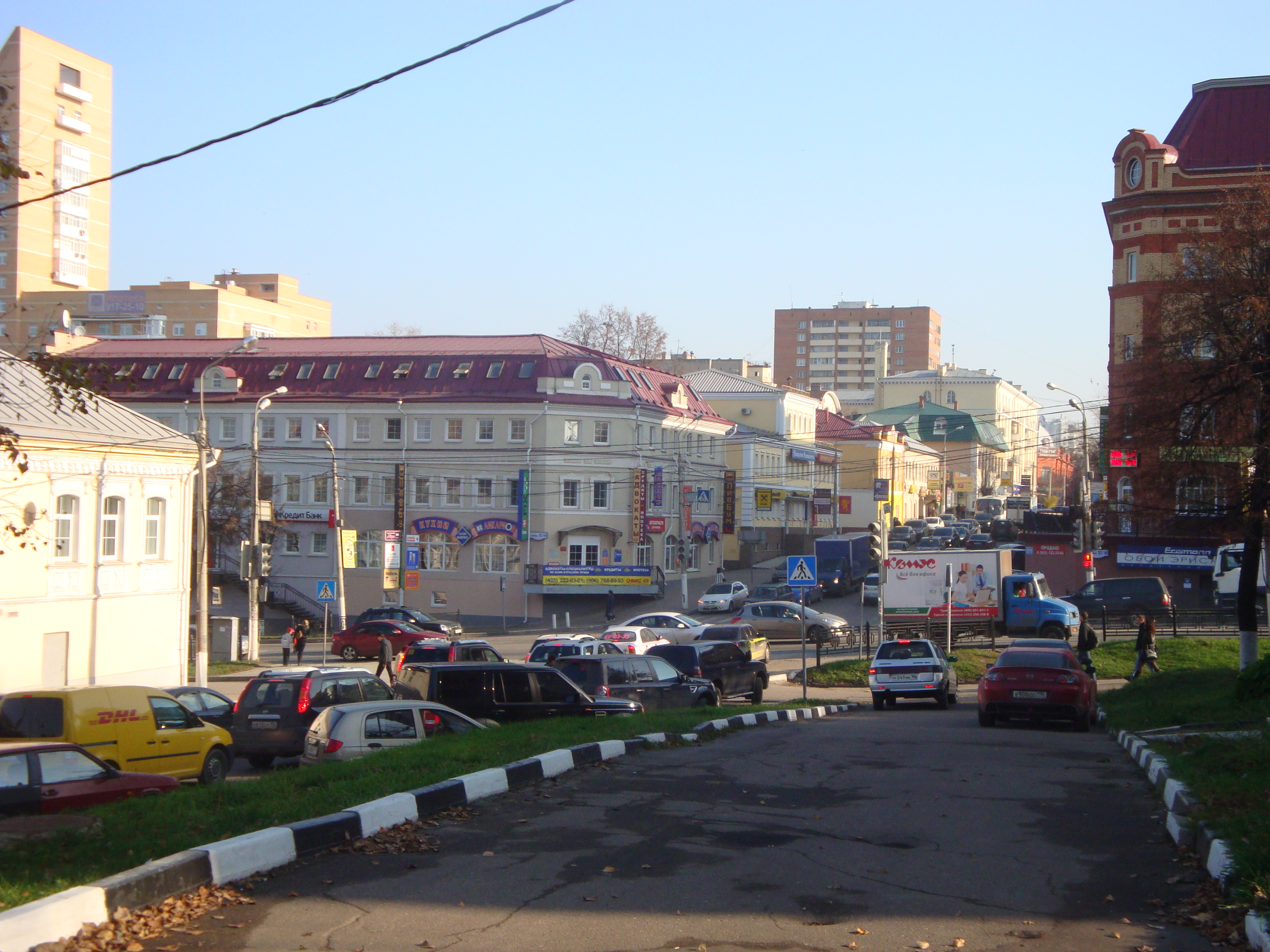
Офисные здания в историческом центре

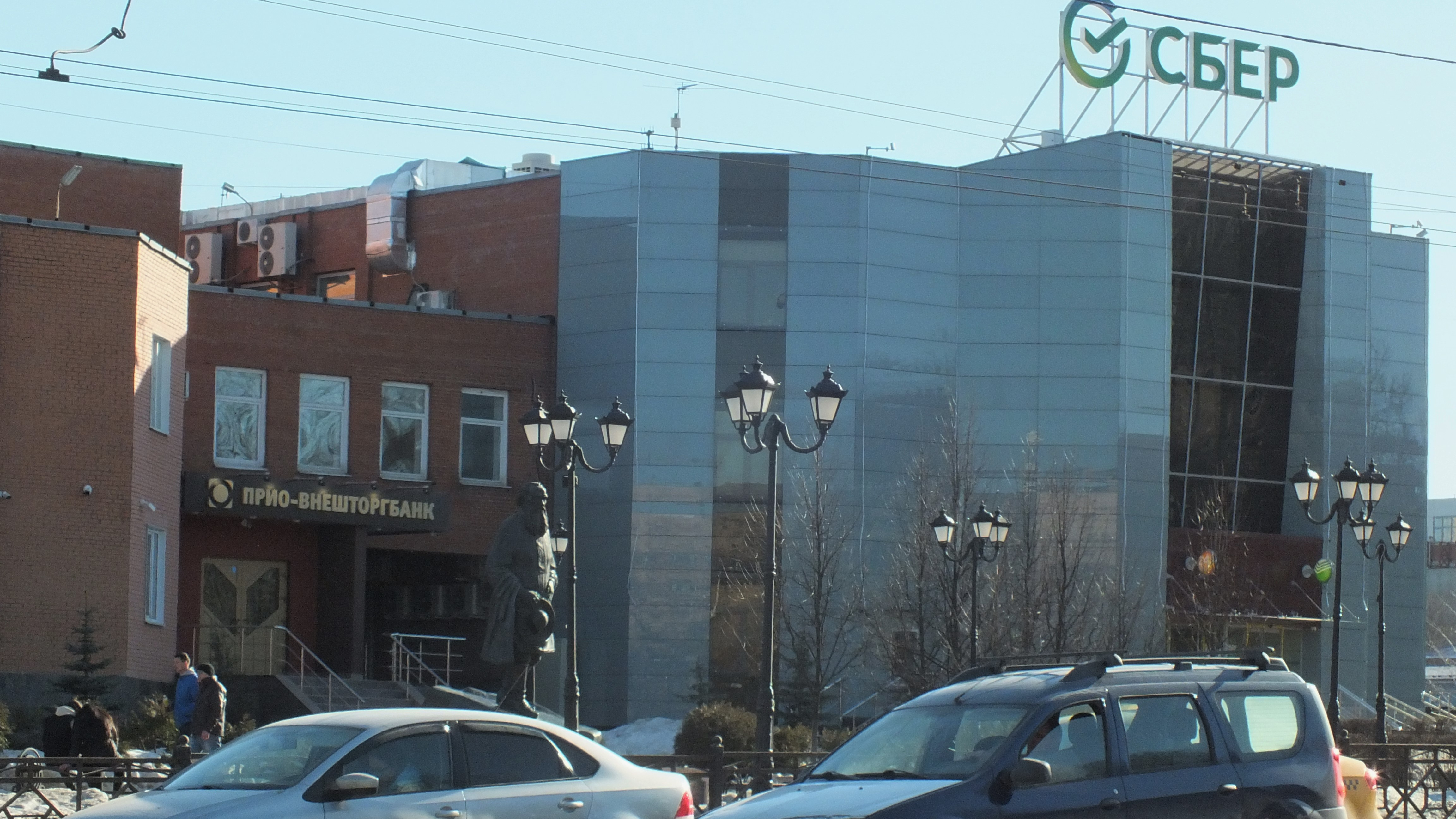
Прио-Внешторгбанк и Сбербанк в центре Подольска

В городе действуют филиалы многих крупных российских и зарубежных коммерческих банков: «Абсолют», банк «ВТБ» («ВТБ»), «Интеза», «Кредит Европа банк», «Московский кредитный банк», «Мособлбанк», «Открытие», «Промсвязьбанк», «Райффайзенбанк», «Росбанк», «Россельхозбанк», «Сбербанк», «Транскапиталбанк», «Юникредит банк» и других.
На 1 января 2012 года остаток средств по вкладам населения составил 20,7 млрд рублей, а число вкладов населения — более 690 тыс. единиц.
С 1990 по 2015 год в городе функционировал собственный банк, «Промышленный сберегательный банк», признанный банкротом 9 июня 2015 года.

### Потребительский рынок

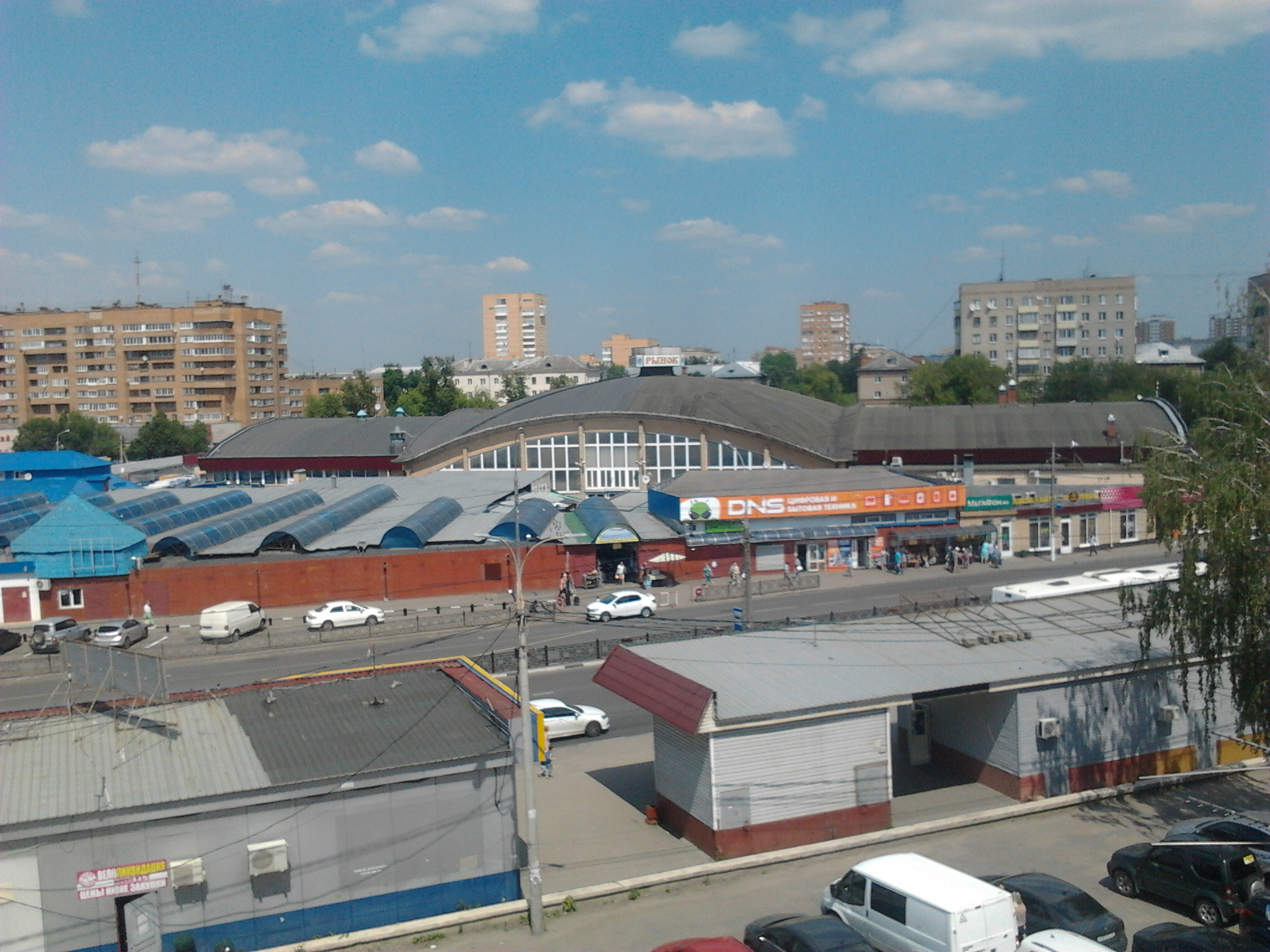
Здание Центрального рынка

За период с 2009 по 2011 год товарооборот в Подольске составил 50 млрд рублей и вырос за три года на 35 %. В 2011 году он составил 20,59 млрд рублей (рост на 118,3 % по отношению к 2010 году). Товарооборот предприятий общественного питания в 2011 году — 1,05 млрд рублей, объём платных услуг — 8,72 млрд рублей (рост 115,6 % к 2010 году). Всего в сфере потребительского рынка занято 17 900 человек (более 10 % численности занятых в экономике города).
В 2011 году количество объектов стационарной торговли составило 1256 единиц. Кроме того, в Подольске действуют 8 торговых центров и торговых комплексов общей площадью 82 375 м². В городе функционируют крупные продовольственные торговые сети («Ашан», сеть гипермаркетов «Карусель», «Перекрёсток», «Пятёрочка», «Дикси», «Квартал», «ВкусВилл»); сети по продаже бытовой техники («Техносила», «Эльдорадо»); по продаже компьютерной техники (DNS); по продаже спортивной одежды («Спортмастер»); детские магазины (гипермаркет «Детский мир», магазины сетей «Кораблик», «Дочки & Сыночки»); центры сотовой связи («Связной», «МТС», «Билайн», «МегаФон», «YOTA», «Tele2»), парфюмерно-косметические сети («Л’Этуаль», «Арбор Мунди») и многие другие сети розничной торговли.
В 2011 году стоимость минимального набора продуктов питания составила 2317 рублей. Индекс потребительских цен за тот же период составил 105,6 % и оказался ниже уровня инфляции (6,1 %). При этом цены на непродовольственные товары выросли на 5 %, на лекарства — на 3 %, на бензин — на 17 %.

### Строительство
В 2011 году в городе продолжилось активное жилищное строительство: введено в эксплуатацию 446,3 тыс. м² жилья. Активно осуществляется Программа переселения из ветхого жилья. В 2011 году в новые благоустроенные квартиры были переселены 32 семьи.
Совместно с ГУП МО «НИиПИ градостроительства» в 2008 году завершена разработка нового Генерального плана города Подольска, который не пересматривался с 1975 года. В 2011 году Генплан был согласован Правительством Московской области.

## Транспорт

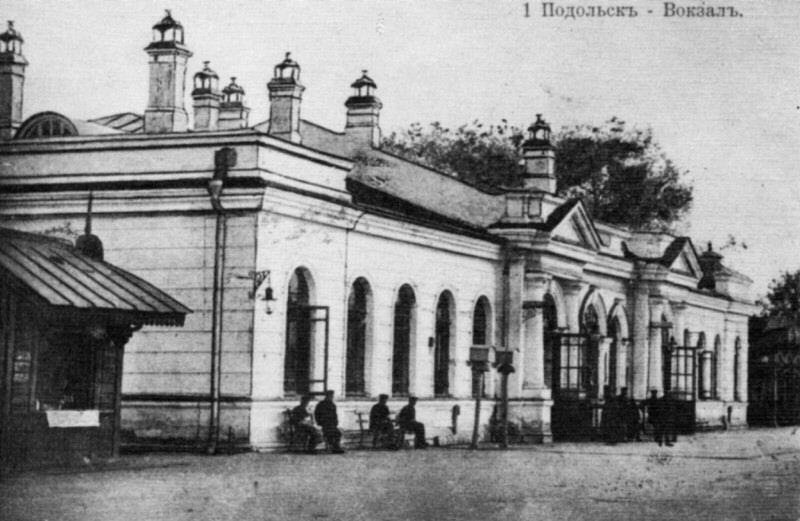
Подольский железнодорожный вокзал (1889)

Город Подольск был соединён железной дорогой с Москвой в 1865 году в связи со строительством Московско-Курской железной дороги, которая была окончательно достроена в 1871 году. Каменный городской вокзал, который первоначально планировалось построить в двух километрах от города около деревни Шепчинки (в настоящее время один из микрорайонов Подольска), был сооружён только в 1889 году инженером Е. Я. Скорняковым (до этого он был деревянным). Появление железнодорожного сообщения оказало огромное влияние на развитие и экономику города: произошло сокращение гужевого движения, проложено шоссе от станции до самого города, был дан толчок развитию промышленности.
В настоящее время через Подольск проходит железная дорога Москва — Харьков — Севастополь, на территории города Подольска — платформа Силикатная, станция Подольск, платформа Кутузовская. На станции Подольск останавливаются все пригородные электропоезда, для некоторых она является конечной.
Имеется прямое сообщение через Москву на Рижское и Смоленское (Белорусское) направления.
Дорога от станции Подольск до станции Царицыно МЦД-2 (ближайшей станцией, соединённой с метро) занимает 25—30 минут. Поезда дальнего следования в Подольске не останавливаются.

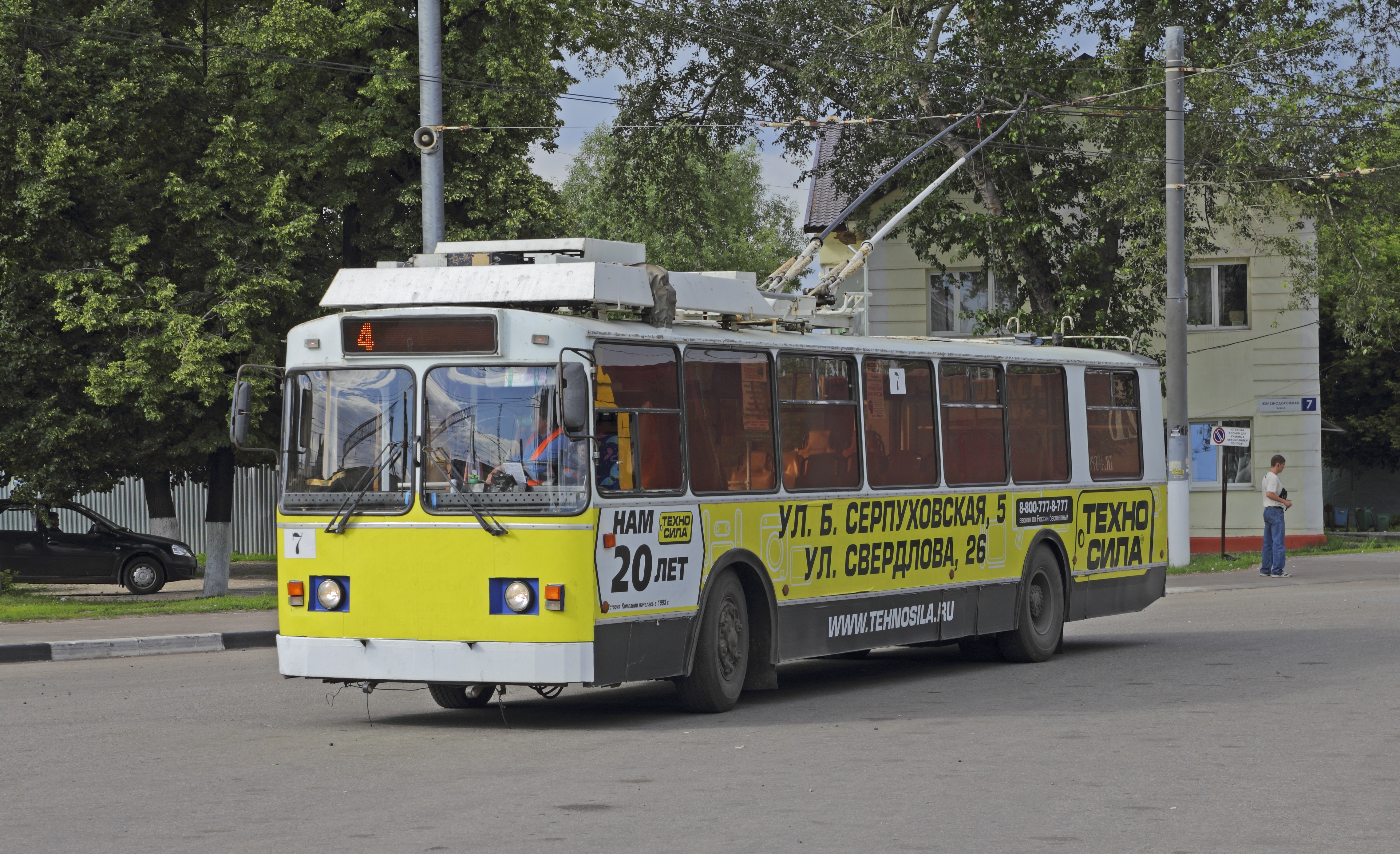
Троллейбус марки ЗиУ-682 эксплуатируется в городе с 2001 года

У железнодорожной станции на привокзальной площади находится автовокзал, от которого отправляются пригородные автобусы и маршрутные такси в Москву к станциям метро «Лесопарковая» (№ 407, также осуществляется высадка пассажиров у станций метро «Аннино» и «Бульвар Дмитрия Донского» (№ 516). Кроме того, существуют маршруты, непосредственно связывающие отдельные микрорайоны города с Москвой (№ 406, 413, 435, 446, 462, 520, 1004). От автовокзала также отправляются автобусы в другие города Московской области (Домодедово, Климовск, Видное, Чехов и др.) и Москвы (Троицк, Щербинку), в посёлки и деревни Подольского района.
Федеральная магистраль М2 «Крым» проходит в 1 км к востоку от Подольска, через город проходит Варшавское шоссе, также здесь берёт начало старое Симферопольское шоссе.

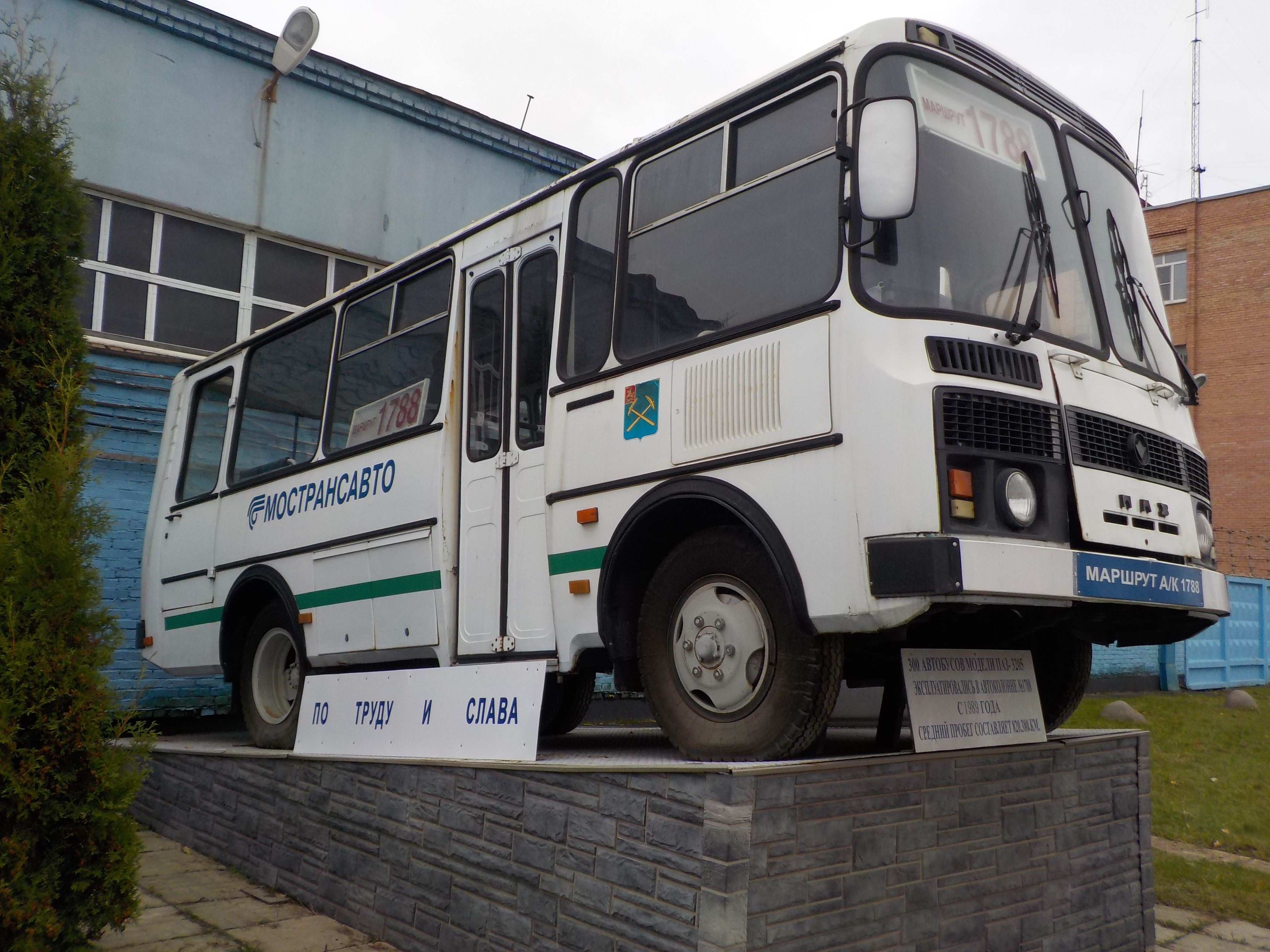
Памятник автобусу ПАЗ

В Подольске имеется автобусное и троллейбусное сообщение, 5 троллейбусных маршрутов (движение было открыто 1 мая 2001 года на участке от станции Подольск до микрорайона Юбилейного) и несколько десятков автобусных. Подольск — один из немногих городов России, где в настоящее время строятся троллейбусные линии. За 2008 год троллейбусами МУП «Подольский троллейбус» перевезено 13,3 млн человек, в том числе 6,9 млн льготных пассажиров.
Основными перевозчиками в городе являются филиал ГУП МО «Мострансавто» «МАП № 5 г. о. Подольск» (бывш. Автоколонна № 1788), МУП «Подольский троллейбус», ООО «Автомигтранс». Всего в 2008 году было перевезено свыше 30 млн человек, в том числе 11,8 млн льготных пассажиров. Протяжённость же городской маршрутной сети составила 1137,9 км. Также маршруты автобусов № 1004, с924, с996 и МЦ3 обслуживается перевозчиком ГУП Мосгортранс.
В ноябре 2013 года по инициативе автоколонны № 1788 в городе был установлен памятник автобусу ПАЗ, на постаменте увековечена модель ПАЗ-3205.

## Социальная сфера

### Здравоохранение

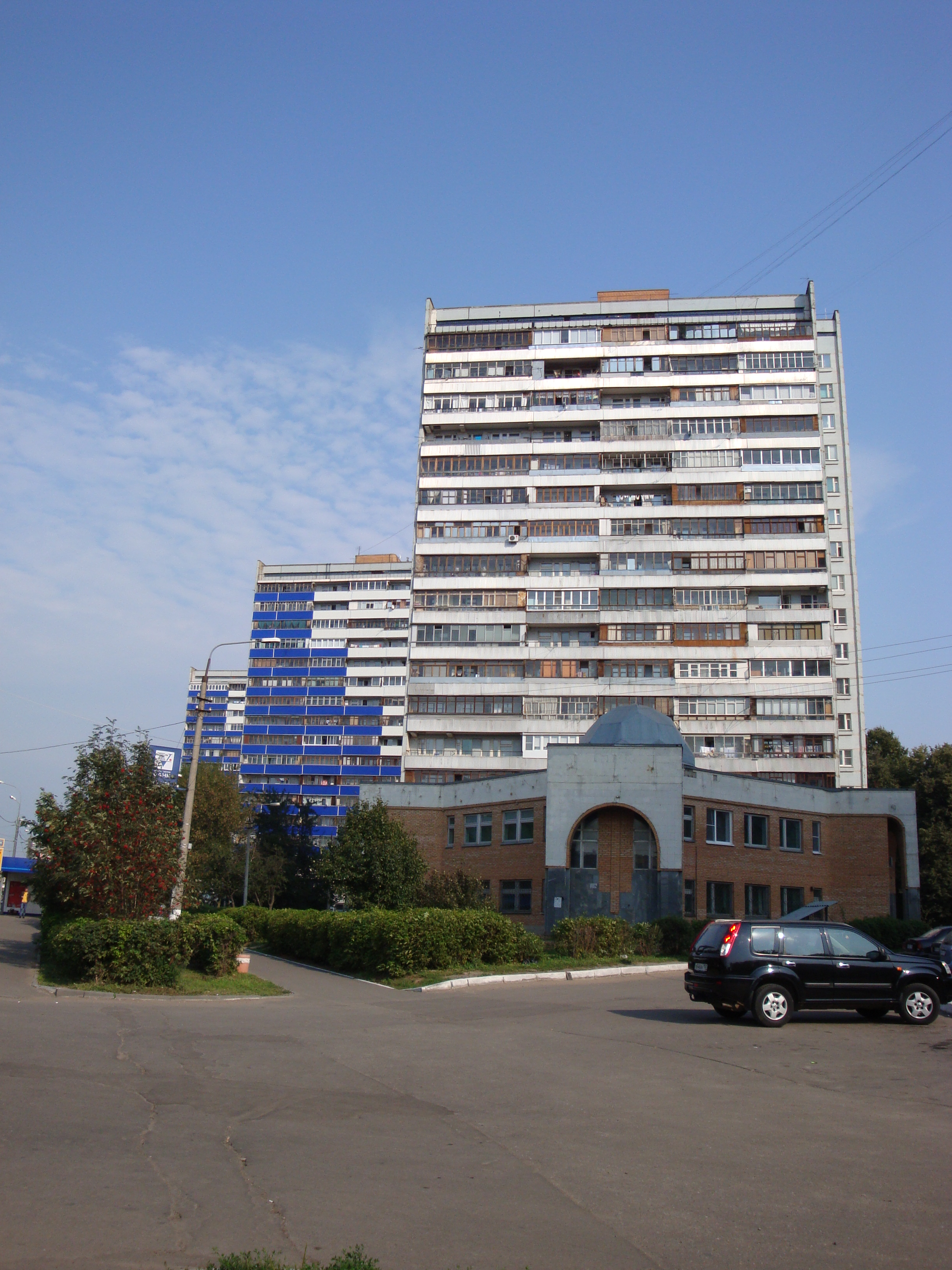
Жилые дома и станция переливания крови на улице Кирова

В городе расположено 14 муниципальных учреждений лечебно-профилактического профиля: 4 городские больницы, 5 поликлиник (а также 2 поликлинических отделения городских больниц), родильный дом, 2 станции  скорой медицинской помощи(рядом с Кирова-38 и в городе Климовск), врачебно-физкультурный диспансер. На территории города также находятся 5 государственных учреждений здравоохранения Московской области: туберкулёзная больница, туберкулёзный диспансер, кожно-венерологический диспансер, станция переливания крови, наркологический диспансер, дом ребёнка. Также в Подольске работает пункт выдачи полисов обязательного медицинского страхования единого образца.
Кроме того, в Подольске находится 1586 военный клинический госпиталь Северо-западного военного округа Минобороны Российской Федерации, который является головным специализированным многопрофильным лечебно-профилактическим учреждением, методической и учебной базой медицинской службы округа. Его основные функции — оказание медицинской помощи раненым и больным, их обследование, лечение, медицинская реабилитация и военно-врачебная экспертиза. Госпиталь создан в первые годы Великой Отечественной войны на основании решения Подольского горкома ВКП(б) и занял здание бывшего гарнизонного дома офицеров.
Подольская центральная клиническая больница является одной из старейших в Московской области. В ней работали многие специалисты, которые внесли значительный вклад в развитие отечественной медицины: врач-хирург К. К. Веллинг (в его честь названа одна из улиц города; погиб, заразившись брюшным тифом), заслуженный врач РСФСР Н. И. Маштаков (в его честь названа одна из улиц города), заслуженный врач РСФСР В. С. Поспелов (в его честь названо одно из инфекционных отделений больницы), П. И. Куркин (один из основоположников санитарной статистики), В. А. Левицкий (один из основателей института профессиональной гигиены им. Обуха), Б. В. Петровский (лауреат Ленинской премии) и др.
В 2011 году в сфере здравоохранения Подольска работало 3539 человек, в том числе 725 врачей и 1469 средних медицинских работников. Численность больничных коек — 1797 штук. Мощность врачебных амбулаторно-поликлинических учреждений — 3225 посещений в смену (менее 80 % от потребности).
В структуре общей заболеваемости населения первое место занимают болезни органов дыхания (показатель в 2011 году — 480 на 1000 населения), болезни системы кровообращения (215 на 1000 населения), травмы, отравления и воздействия внешних факторов (182 на 1000 населения). Показатель первичной заболеваемости злокачественными новообразованиями — 574,7 на 100 тысяч человек (на первом месте — рак молочной железы), смертность от онкологических заболеваний — 0,2 %.

### Образование

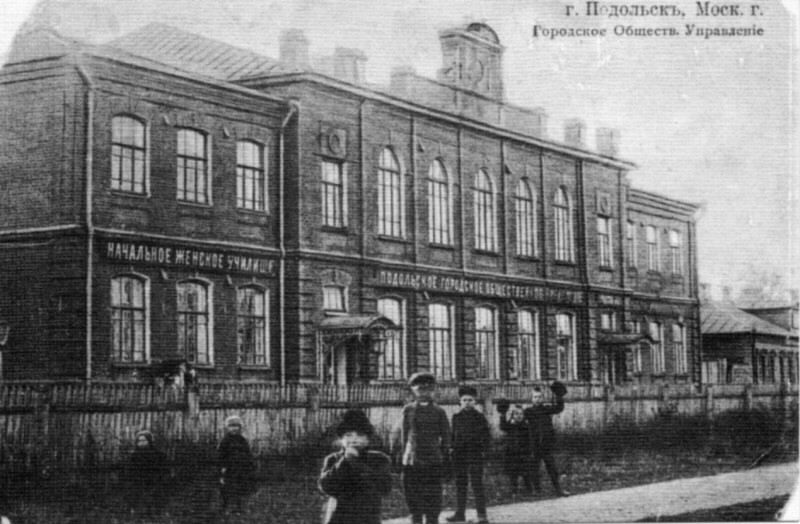
Думная ул. (ныне Февральская), «Общественное Управление» и начальное женское училище в Подольске. Начало XX века

В 2009 году в Подольске действовало 28 общеобразовательных школ (из них 6 учреждений повышенного статуса); 2 начальные школы — детские сады; 1 вечерняя школа; 3 учреждения дополнительного образования; 3 учреждения для детей-сирот и с недостатками в развитии (школы-интернаты V и VIII видов, детский дом); 44 дошкольных образовательных учреждения; 3 ведомственных дошкольных учреждения МО и РЖД; 2 учреждения обеспечения, 11 учреждений по работе с молодёжью. Кроме того, в городе действует ряд негосударственных образовательных учреждений, 3 учреждения среднего профессионального образования (Подольский колледж, Подольский колледж сервиса, Подольское медицинское училище).
Дошкольным образованием в городе в 2008/2009 учебном году было охвачено 7112 детей в возрасте от 1,5 до 7 лет. Обеспеченность местами в детских садах — 86 %, текущая очерёдность — 989 человек. Удовлетворённость населения качеством дошкольного и дополнительного образования — 35,5 %.

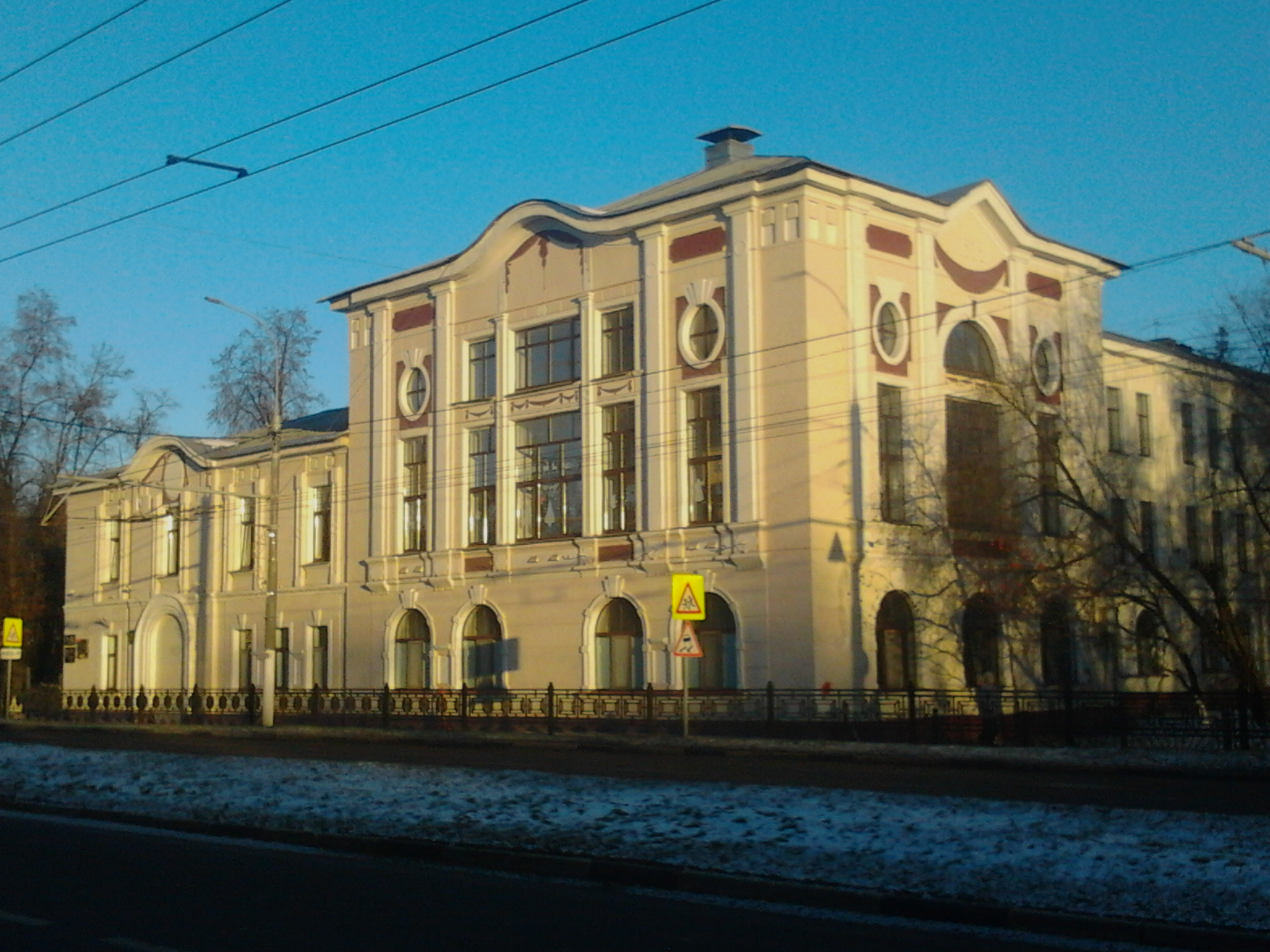
Лицей № 1. Здание построено в 1912 году

В 2008/2009 учебном году в системе образования Подольска работало 4059 человек, из них педагогов — 2359 человек. Количество учащихся в общеобразовательных учреждениях города в том же году составило 17771 человек. В дневных муниципальных общеобразовательных школах обучалось 16 783 человека, в вечерней школе — 227 человек, в коррекционных школах-интернатах — 363 человека, в государственных образовательных учреждениях — 389 человека. Обеспеченность школами в городе — 160 %.
В 2006 году три городских лицея — № 1, 5 и 26 — стали обладателями грантов национального проекта «Образование», по которому каждая школа получила 1 млн рублей. В 2007 году ещё 3 общеобразовательных учреждения (лицей № 23, школа № 21, гимназия № 4) стали победителями конкурса общеобразовательных учреждений, успешно реализующих инновационные программы развития. В 2007—2008 учебных годах победителями этого конкурса также стали школы № 8, № 29 и гимназия № 7.
В Подольске расположена школа № 29, в которой имеется первый в России школьный планетарий. В 2009 году в школе начался эксперимент по внедрению информационно-коммуникационных и интернет-технологий в образовательный процесс. У каждого ученика экспериментального класса есть персональный личный нетбук — «электронный портфель», который заменяет школьникам учебники, тетради и дневники.
Высшее образование по 29 специальностям предоставляют 8 высших учебных заведений:

| - НОУ ВПО Подольский институт экономики и сервиса; - Московский областной гуманитарный институт (Консорциум «Среднерусский университет»); - Подольский социально-спортивный институт; - Подольский филиал Московского политехнического университета (МАМИ); | - Подольский филиал Московского финансово-промышленного университета «Синергия»; - Подольский филиал Современной гуманитарной академии; - Региональный факультет сервиса в г. Подольске РГУТиС; - Региональный центр Института экономики, управления и социологии. |

Всего в 2008/2009 учебном году в 16-ти учреждениях профессионального образования обучалось 11252 учащихся и студентов.

## Жилищно-коммунальное хозяйство

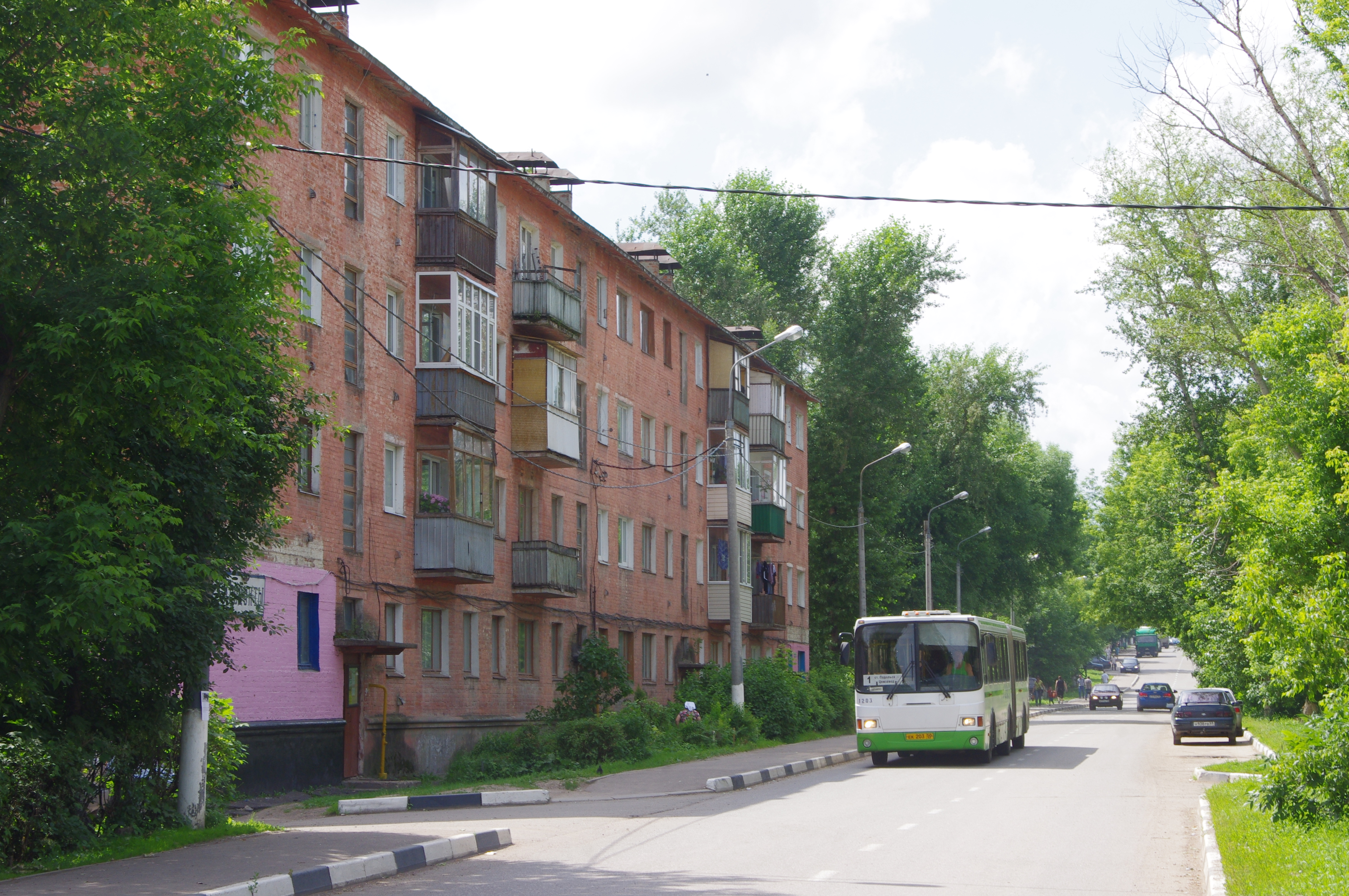
Плещеевская улица. Подольск

Жилищный фонд Подольска на начало 2011 года составлял 4578,3 тыс. м², или 4523 жилых дома, в том числе 3176 жилых дома индивидуальной застройки. Управлением и эксплуатацией в городе занимается МУП «ДЕЗ г. Подольска» и 9 муниципальных жилищно-ремонтных предприятий. Кроме того, в сфере ЖКХ в 2010 году действовало 8 частных организаций, 38 жилищно-строительных кооперативов и 23 товарищества собственников жилья. Поставку коммунальных услуг осуществляют муниципальные коммунальные предприятия: МУП «Водоканал», МУП «Подольская электросеть», МУП «Подольская теплосеть», 17 ведомственных теплоснабжающих предприятия.

### Водоснабжение и водоотведение
Муниципальное унитарное предприятие «Водоканал» г. Подольска — крупнейшее предприятие города и Московской области, обеспечивающее население, промышленные предприятия питьевой водой и оказывающее услуги по водоотведению и очистке сточных вод. Предприятие основано в 1917 году (строительство городского водопровода началось в 1915 году, а подача воды в городскую водопроводную сеть — в середине 1917 года) и в настоящее время обслуживает не только Подольск, но и Климовск, Щербинку, ряд других населённых пунктов Подольского района.

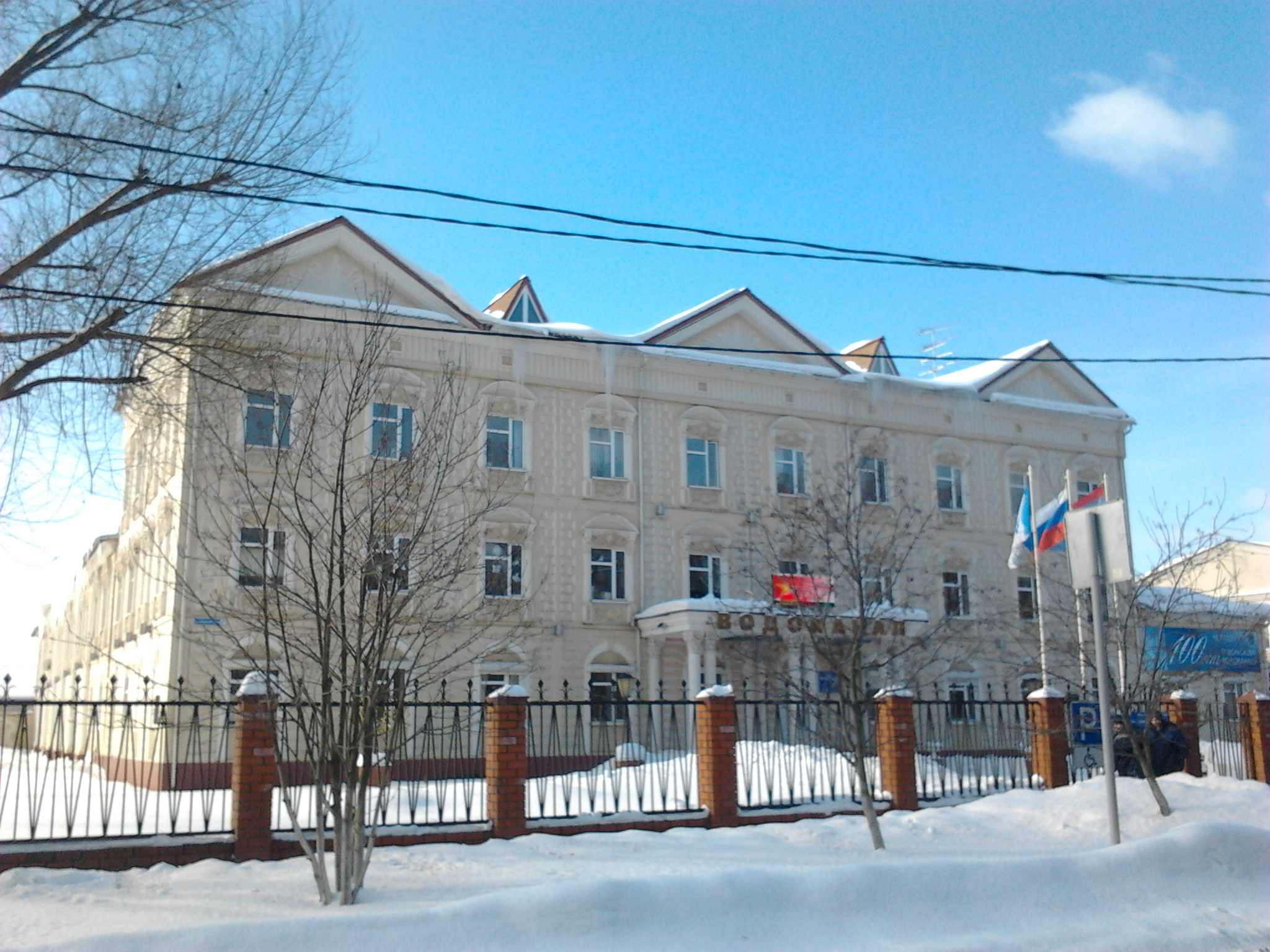
Главное здание МУП «Водоканал»

В качестве источников воды используются подземные водозаборы Подольско-Мячковского, Окско-Каширского водоносных горизонтов. В основном, артезианские скважины расположены в поймах трёх рек Подольского района — Пахры, Десны и Мочи. На балансе предприятия находятся 10 водозаборных узлов, 100 артезианских скважин, 30 резервуаров объёмом 46,1 тысяч м³, 20 повысительных водопроводных насосных станций, 6 канализационных насосных станций, 2 насосные станции технической воды, технический водовод протяжённостью 5,6 км, 370,7 км водопроводных сетей, 249,5 км канализационных сетей, очистные сооружения производительностью 183 тысячи м³ в сутки, станция обезжелезивания, плотина Пахринского водохранилища. Средний износ фондов по водоотведению — 56,8 %, по водоснабжению — 53,5 %. В 2009 году реализовано 27,2 млн м³ воды.
В 2012 году на МУП «Водоканал» были запущены очистные сооружения мощностью до 100 тысяч кубометров в сутки. Сооружение такой мощности было реконструировано одним из первых в России.

### Теплоснабжение
Теплоснабжение города осуществляется от 57 котельных по тепловым сетям, общая протяжённость которых составляет 278,4 км (в двухтрубном исчислении).
Основное муниципальное тепловыделяющее предприятие города — МУП «Подольская теплосеть», организованное в 1969 году как «Предприятие объединённых котельных и тепловых сетей» на базе 13 котельных с тепловыми сетями протяжённостью 7,4 км. Предприятие обеспечивает теплом 74,5 % жилищного фонда и более 60 % объектов социальной сферы. На балансе предприятия находятся 38 котельных, 19 ЦТП, 157,7 км тепловых сетей. В 2009 году было выработано 841,5 тысяч Гкал тепловой энергии (из них израсходовано на собственные нужды — 19,7 тысяч Гкал, потери в сетях — 97 тысяч Гкал, реализовано — 724 тысячи Гкал тепловой энергии).

### Электроснабжение
Основное муниципальное тепловыделяющее предприятие города — МУП «Подольская электросеть», организованное 25 ноября 1939 года. На его балансе находятся 518 трансформаторов, 624 км кабельных сетей, 196 км воздушных линий. Средний износ объектов — свыше 70 %. В 2009 году объём предоставленных услуг электроснабжения составил 477,7 млн кВт·ч.
Предприятие получает и распределяет электроэнергию от 9 подстанций ОАО «Подольские электрические сети», филиала ОАО «МОЭСК»: 61, 173, 182, 480, 494, 592, 596, 617 и 791.

## Культура

### Храмы и церкви

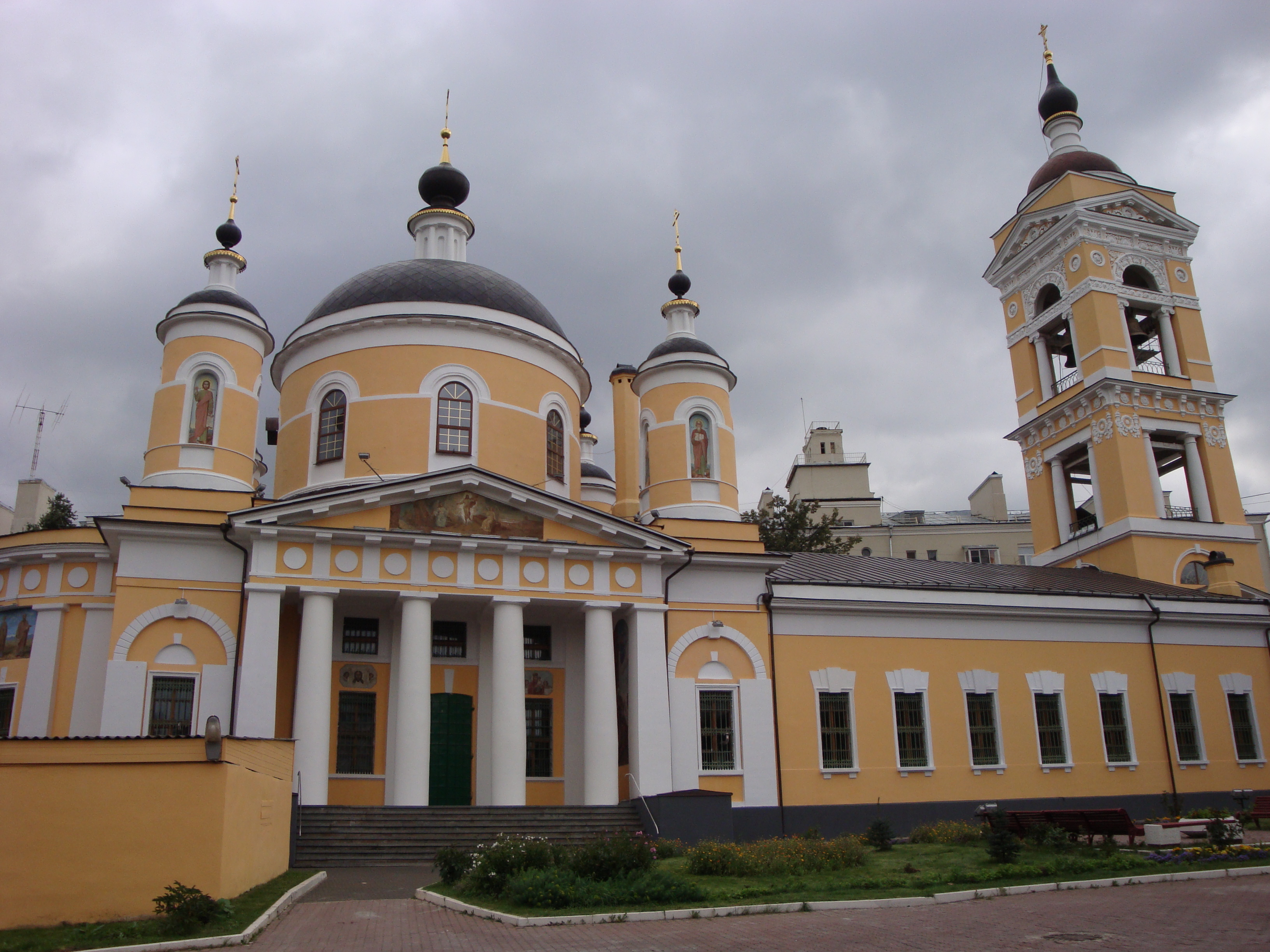
Троицкий собор

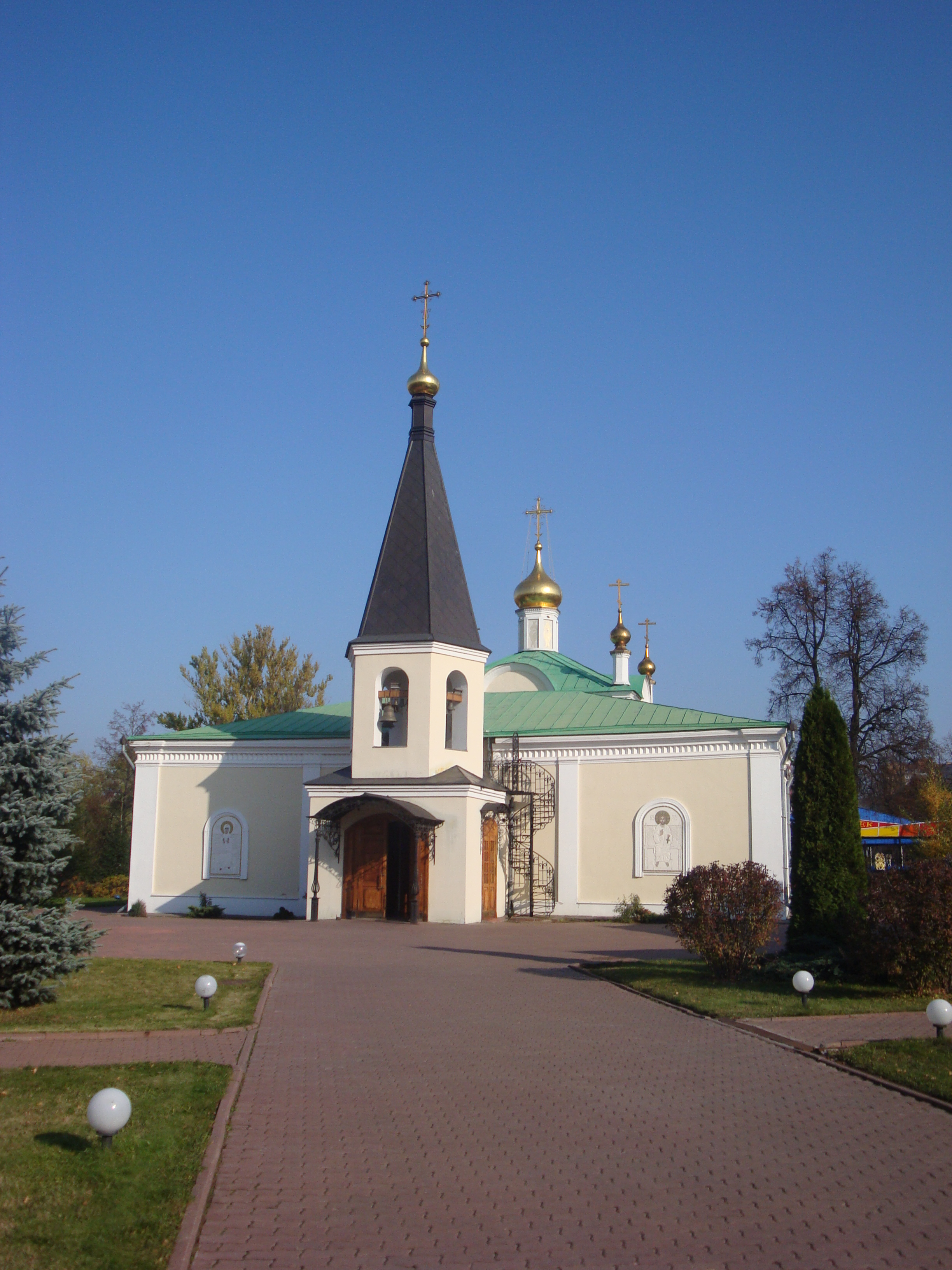
Церковь Воскресения Словущего

На территории города расположено несколько православных церквей, среди которых выделяются Собор Троицы Живоначальной (также известный в народе как Свято-Троицкий собор или Троицкий собор) и церковь Воскресения Словущего (Обновления храма Воскресения Христова в Иерусалиме).
Наиболее известной из них является Троицкий собор, построенный в 1819—1832 годах в честь победы в Отечественной войне 1812 года и представляющий собой пятикупольный собор в стиле ампир с трёхнефной трапезной и трёхъярусной колокольней. Среди храмов южного Подмосковья Троицкий собор единственный имеет пятиглавое завершение. Архитектором собора является Осип Иванович Бове, знаменитый реконструкцией Москвы после пожара 1812 года. Троицкий собор создавался в качестве композиционного центра городской застройки, поэтому для его строительства был выбран высокий холм над рекой Пахрой. Троицкий собор имеет свои святыни: это Иерусалимская икона Божией Матери, почитаемая христианами за якобы избавление в 1866 году города от холеры, два мощевика с частицами мощей 140 святых, икона новомучеников Подольских. В годы советской власти Троицкий собор был единственным действующим городским собором Московской области.
Одной из старейших церквей Подольска является церковь Воскресения Словущего (или просто Воскресенская церковь) на Красной улице, которая упоминается ещё в писцовых книгах 1627—1628 года, когда на территории современного города располагалось село Подол, являвшееся вотчиной московского Данилова монастыря. Первая церковь была деревянной, что стало причиной пожара в 1722 году. В 1728 году в Синодальный Казённый приказ было направлено обращение о строительстве каменного храма. Но после получения разрешения возведение храма затянулось на 40 лет. В конце XVIII века Воскресенская церковь стала соборным храмом города, а соборный настоятель — благочинным церквей Подольского округа Московской епархии. Однако после постройки Троицкого собора храм стал городской кладбищенской церковью. В середине XIX века церковь была отремонтирована, был восстановлен самостоятельный приход. Но с установлением советской власти была проведена конфискация церковного имущества, а в марте 1929 года Воскресенская церковь была закрыта. Даже существовали планы по перепланировке православного храма под краеведческий музей с устройством революционного отдела в главном алтаре церкви. Впоследствии церковь была значительно разрушена (в том числе, уничтожена колокольня), и она была превращена в мастерскую по изготовлению надгробных памятников. На прилегающем кладбище, где были захоронены умершие от эпидемии холеры 1848 года и закрытом в 1924 году, был построен индустриальный техникум, а также установлена спортивная и детская площадки. Впоследствии церковь использовалась и под другие хозяйственные цели. Первая божественная литургия состоялась только в 1995 году. В период с 1995 по 1999 года Воскресенская церковь была фактически возрождена.

### Усадьбы

#### Ивановское

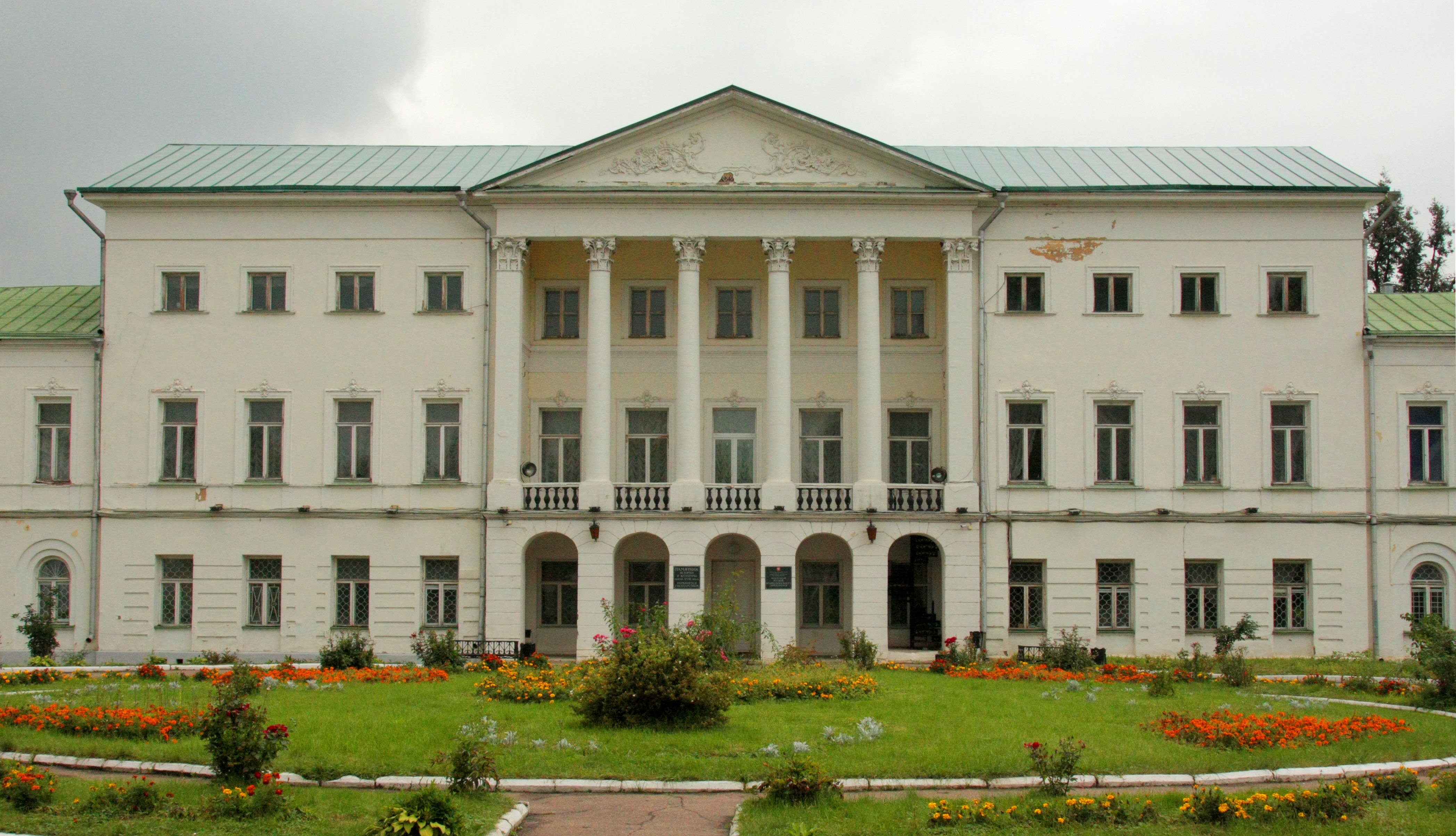
Усадьба Ивановское

Одной из известных достопримечательностей города является бывшая усадьба Ивановское, в которой в настоящее время располагается краеведческий музей и музей профессионального образования России. Впервые Ивановское как вотчинное владение упоминается в писцовых книгах 1627 года. В конце XVII века усадьба принадлежала окольничему Ивану Ивановичу Головину и его наследникам, во второй половине XVIII века — фельдмаршалу Михаилу Федотовичу Каменскому. В конце XVIII века Ивановское перешло во владение сенатору, двоюродному деду Льва Николаевича Толстого, графу Фёдору Андреевичу Толстому. Именно по его заказу был создан художественный комплекс усадьбы. Композиционная ось усадьбы проходит по подъездной аллее, через центр усадебного дворца и далее по террасам к реке Пахре. В центре ансамбля — трёхэтажный корпус. Корпуса-крылья вытянуты вдоль Пахры, вперёд вытянуты боковые флигели. Недалеко от парадного въезда расположен парковый павильон. В линию с главным домом было выстроено двухэтажное здание театра, в стороне от которого находился хозяйственный двор. После смерти Фёдора Толстого имение перешло к графу, генерал-губернатору Финляндии (1823), Москвы (1848—1859) Арсению Андреевичу Закревскому, который провёл реконструкцию Ивановского: были надстроены переходы, соединяющие центральную часть корпуса с крыльями, в восточном крыле расположилась церковь, была установлена ограда с каменными воротами. Впоследствии Ивановское было владением графини Аграфены Фёдоровны Закревской, графини Софьи Васильевны Келлер и семьи Бахрушиных, которые в 1916 году безвозмездно передали имение Московскому городскому самоуправлению для устройства лечебно-воспитательного заведения для детей-сирот.

#### Плещеево
Земли, на которых в настоящее время расположена бывшая усадьба Плещеево, известны ещё с XIV века, когда они принадлежали черниговскому князю Фёдору Бяконту. Его младший сын, Александр, бывший боярином Дмитрия Донского за свою широкоплечую фигуру получил прозвище Плещей, став родоначальником знаменитого рода Плещеевых (отсюда и название усадьбы). В XVII веке эти земли перешли боярам Морозовым, а в дальнейшем — Василию Петровичу Поспелову (в честь него крестьяне назвали имение Плещеево Поспеловым или Поспелковым). Со второй половины XVII века Плещеево-Поспелово принадлежало статскому советнику Александру Ивановичу Перепечину. В начале XIX века Плещеево перешло к князю Александру Александровичу Черкасскому, который в 1820 году заказал у архитектора Евграфа Дмитриевича Тюрина проект своей усадьбы. В результате был построен кирпичный главный дом в стиле классицизма и первый этаж людского флигеля (второй этаж был позднее возведён архитектором Дмитрием Андреевичем Корицким). Впоследствии имение было собственностью семьи Лазаровых, а затем фон Мекк. По их приглашению в 1884 и 1885 годах в Плещеево гостил русский композитор Пётр Ильич Чайковский, который написал здесь «Концертную фантазию». В 1908 году владельцы передали усадьбу цементному заводу. В 1919 году в имении располагалась детская трудовая колония, с 1925 года — туберкулёзный диспансер, в годы Великой Отечественной войны — Подольская женская школа снайперов.
Примечателен также дом-музей В. И. Ленина. Семья Ульяновых некоторое время проживала в Подольске, и Ленин не раз посещал город.

### Городские скульптуры

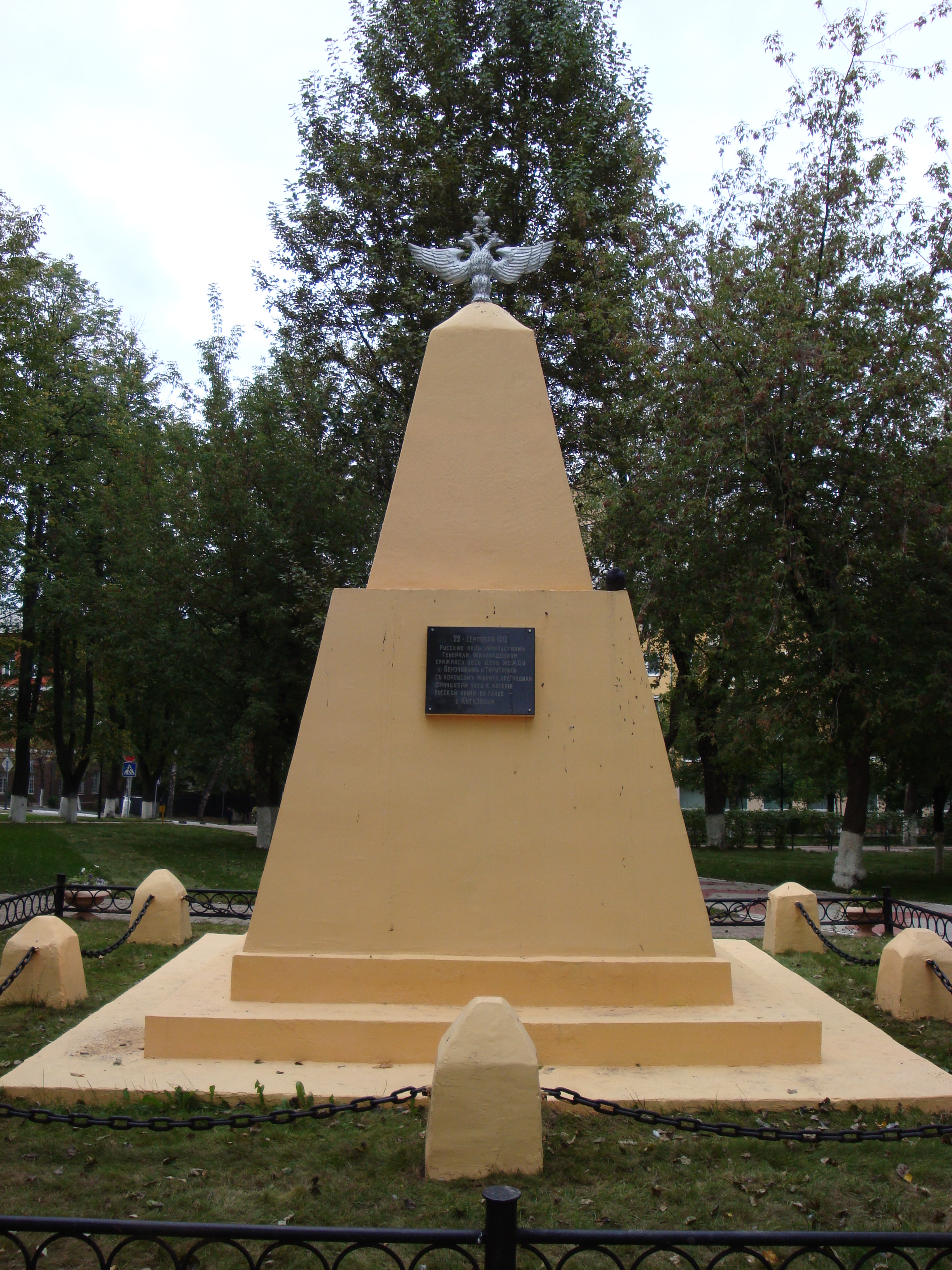
Памятник-обелиск гренадерам Милорадовича на Соборной площади

В городе расположено множество памятников, памятных знаков, мемориальных досок. Наиболее известными из них являются:
- Памятник Ленину. Скульптор — З. И. Азгур, архитектор — Л. П. Земсков[197]. Установлен на центральной площади города, названной в его честь, 29 октября 1958 года на месте двухэтажной деревянной гостиницы, прозванной в народе «Домом крестьянина»[198]. Вождь Октябрьской социалистической революции побывал в городе в июле 1900 года. Ранее, в мае 1898 года, в Подольске поселилась семья Ульяновых. В город шли письма Ленина, который в то время находился в ссылке в Сибири, с поручениями по изданию его трудов, по связи с революционным подпольем. В дни, проведённые в Подольске, Ленин продумал сложные вопросы транспортировки первой общерусской нелегальной марксистской газеты из-за границы в Россию, намечены нелегальные явки и адреса (всё то, что обеспечило выход в свет «Искры»)[199].

Памятник К. Марксу возле одноимённого ДК

- Памятник Курсантам Подольских военных училищ, которые вместе с частями 43-й армии сдержали натиск немецко-фашистских войск и помогли выиграть время для подтягивания резервов к Москве. В ходе битвы за Москву Подольские курсанты уничтожили около 5 тысяч немецких солдат и офицеров, 100 танков и бронетранспортеров[200]. Памятник был открыт открыт 7 мая 1975 года на пересечении улицы Кирова, Парковой улицы и Архивного проезда. Изготовление памятника было поручено машиностроительному заводу имени С. Орджоникидзе[201].

Памятник М. Ю. Лермонтову

- Архитектурно-скульптурный ансамбль на Площади Славы (ранее Площади 50-летия Октября), посвящённый Великой Отечественной войне 1941—1945 годов. Авторы — Ю. Любимов и Л. Земсков. Установлен в ноябре 1971 года[202]. На большой бетонной плите высечены советские солдаты, рвущиеся в бой с гранатами и автоматами, а также слова: «Героям-подольчанам, жизнью своей защитившим Родину, честь и свободу». В 2010 году ансамбль был реконструирован: справа от плиты с высеченными советскими солдатами и стелы был открыт мемориальный комплекс ратным и трудовым подвигам подольчан в годы Великой Отечественной войны. Вечный огонь был размещён перед реконструированной стелой. Кроме того, в состав комплекса вошёл памятник землякам, погибшим при выполнении интернационального долга в Афганистане и боевых задач в Чечне (скульптор — заслуженный художник России А. А. Рожников, архитектор М. В. Тихомиров)[203]. Одновременно после обращения совета ветеранов войны, труда, Вооружённых Сил и правоохранительных органов в администрацию города было принято решение именовать площадь «Площадью Славы»[204].
- Памятник-обелиск гренадерам Милорадовича, павшим на Подольской земле в 1812 году. Освящён и открыт 1 октября 1912 года к 100-летию Отечественной войны 1812 года. Инициаторами создания памятника выступили Подольское Городское Управление и Земство. Авторы: скульптор Чернышёв (изготовление литого цинкового орла), инженер Григорьев (кураторство строительства)[205]. Расположен на Соборной площади перед Троицким собором между улицами Большой Зелёновской, Февральской и Революционным проспектом. Представляет собой высокую четырёхгранную пирамиду, увенчанную Александровским орлом. Прямоугольный постамент обрамлён восемью пирамидальными тумбами, соединёнными между собой массивной цепью. На памятнике табличка: «22 сентября 1812 года. Русские под начальством Генерала Милорадовича, сражаясь весь день между с. Вороновым и Тарутиным с корпусом Мюрата, преградили французам путь к лагерю русской армии во главе Кутузовым». В годы советской власти был переделан в памятник Карлу Марксу, но в 1995 году был восстановлен[202].

Памятник Л. Н. Толстому на одноимённом бульваре

- Памятник Виктору Васильевичу Талалихину. Скульптор — З. И. Азгур, архитектор — Л. П. Земсков. Открыт 9 мая 1960 года на средства, заработанные комсомольцами. Расположен в Центральном городском парке им. В. В. Талалихина. Памятник представляет собой бюст героя на гранитном постаменте. На постаменте — надпись «Виктору Талилихину» и металлическая доска с его с биографией и описанием подвига.
- Памятник Михаилу Илларионовичу Кутузову. Скульптор — Удалова С. М., архитекторы — Любарская О. Г., Кудрина С. В. Открыт в 1995 году. В 2012 году в честь 200-летия Отечественной войны 1812 года памятник был обновлён: переделан фундамент стелы, в композицию добавлены портреты российских полководцев, которые участвовали в событиях 1812 года[206]. Расположен в микрорайоне Кутузово на пересечении улиц Сосновая и Бородинская. Представляет собой 22-метровую композицию, на вершине которой скульптура Архангела Михаила из нержавеющей стали[207].
- Памятник Екатерине II. Скульптор — А. А. Рожников, архитектор — М. В. Тихомиров. Открыт 14 сентября 2008 года. Расположен в Екатерининском сквере недалеко от Вокзальной площади. На памятнике запечатлена императрица в момент подписания Указа от 5 октября 1781 года, где значится запись: «…всемилостивейше повелеваем переименовать городомъ экономическое село Подолъ…»[208]

Памятник Е. Е. Карелову на Ленинградской улице

- Памятник Александру Сергеевичу Пушкину. Автор: Виктор Михайлович Михайлов. Открыт 6 июня 1999 года и установлен к 200-летию со дня рождения поэта. Расположен в сквере справа от здания Администрации Подольска (предлагались и другие места для установки: имение Ивановское, сквер перед ДК Лепсе, площадь-сквер у старого городского комитета). Памятник представляет собой бюст поэта из красно-коричневого гранита, который стоит на колонне из чёрного гранита. Расположение рук поэта близкое к портрету Кипренского, при этом правая рука положена на плечо, а левая — на бюст. На постаменте надпись: «Мой друг, отчизне посвятим души прекрасные порывы»[209].
- Бронзовая скульптура «Правосудие». Автор — Д. В. Кукколос. Установлена 23 декабря 2005 года на территории нового здания Подольского городского суда. Подольская богиня правосудия имеет классические атрибуты (весы, меч, повязка на глазах), а также держит в правой руке щит с изображением герба России[210].
- Бюст Александру Васильевичу Никулину — Почётному гражданину Московской области, Почётному гражданину города Подольска, первому всенародно избранному Главе города Подольска (1992—2003). Установлен 6 октября 2012 года в сквере, расположенном у дома 34/29 по Революционному проспекту. Скульптор — А. Плиев, архитектор — М. Королёв[211][212].
- Памятник Алексею Арсентьевичу Долгому — Герою Социалистического Труда, генеральному директору Подольского машиностроительного завода имени С. Орджоникидзе (1960—1974). Стал инициатором создания профессионального училища № 27, первого в городе закрытого плавательного бассейна, при его активном участии в Подольске сооружён памятник Подольским курсантам и восстановлен дворец в усадьбе Ивановское[213]. Памятник установлен 6 октября 2012 года в сквере, расположенном по ул. Парковой, 7[214].
- Памятник Льву Николаевичу Толстому, проходившему через Подольск в Ясную Поляну трижды. Установлен 6 октября 2013 года на улице Кирова перед зданием Сбербанка России и Промсбербанка (впоследствии место установки памятника получило название бульвара Льва Толстого). Воздвигнут в 185-летний юбилей писателя. На постаменте имеется надпись: «Человек подобен дроби, числитель есть то, что он есть, а знаменатель — то, что он о себе думает. Чем больше знаменатель, тем меньше дробь». Скульптор — Рожников А. А[215].
- Скульптурная композиция святым благоверным, православным покровителям семьи «Пётр и Феврония». Была установлена в сквере Молодожёнов напротив городского ЗАГСа осенью 2013 года — в канун 232-летия Подольска. Скульптор — Резепов С. В., передавший композицию в дар городу[216].
- Скульптурная композиция «Золотая рыбка». Была установлена на Художественной набережной осенью 2013 года — в канун 232-летия Подольска. Скульптор — Резепов С. В., передавший композицию в дар городу[216].
- Памятник подольчанам-ликвидаторам техногенных катастроф — установлен 3 сентября 2004 года. Автор скульптуры — Виктор Михайлов[217].
- Памятник М. Ю. Лермонтову на Силикатной — Открыт 5 октября 2014 года на территории школы № 33. Автор — Сергей Резепов. Скульптура выполнена в бронзе[218].
- Памятник М. Ю. Лермонтову в ЦПКиО им. Талалихина — Открыт 12 сентября 2015 года на территории ЦПКиО им. Талалихина. Автор скульптуры — Иван Коржев[219].
- Памятник Василию Васильевичу Стекольникову — Герою Социалистического Труда, директору ОКБ «Гидропресс». Открыт 21 декабря 2016 года в сквере на улице Стекольникова[220].
- Памятник Евгению Ефимовичу Карелову — кинорежиссёру и сценаристу. Открыт 5 ноября 2016 года на Ленинградской улице. Скульптор — Александр Рожников[221].
- Памятник Василию Поленову — известному русскому художнику. Открыт в октябре 2017 года в парке «Дубрава» микрорайона «Климовск». Бронзовая скульптурная композиция, представляющая собой фигуру художника перед сквозной багетной рамой на мольберте в компании небольших кота и собаки, выполнена заслуженным художником Российской Федерации, скульптором Александром Рожниковым и архитектором Михаилом Тихомировым[222].

### Учреждения культуры

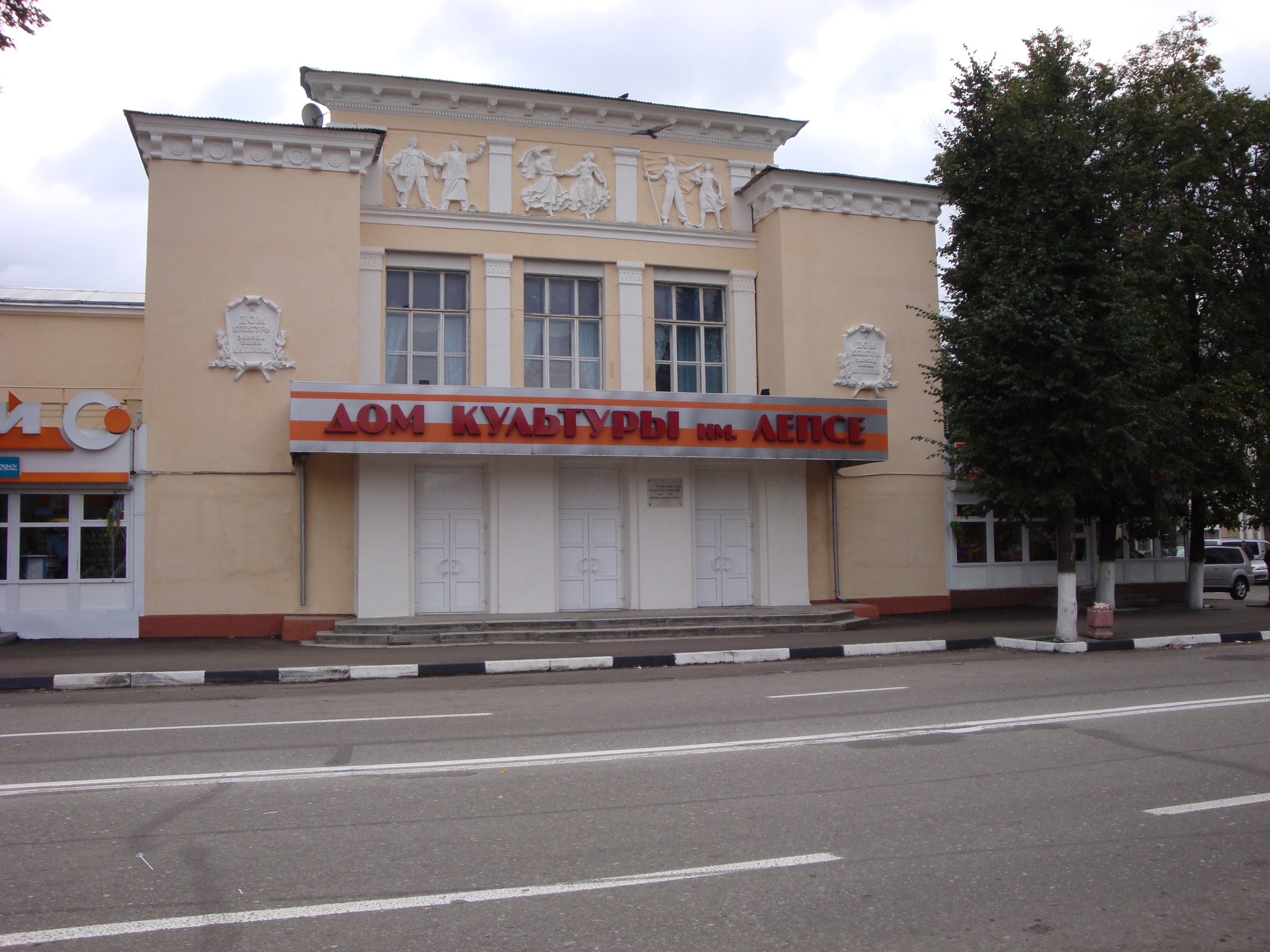
Главный вход в ДК им. Лепсе

В городе действует краеведческий музей, историко-мемориальный заповедник «Подолье», музей профтехобразования России, выставочный зал, 9 домов культуры (наиболее крупные — ДК им. Лепсе, ДК «Октябрь», ДК им. Карла Маркса), киноконцертный зал в здании администрации города.
Подольский краеведческий музей был открыт 11 июня 1971 года. Экспозиция краеведческого музея, посвящённая истории города Подольска, располагается в бывшем Главном здании присутственных мест, которое входило в ансамбль административных зданий. Этот ансамбль — единственное, что сохранилось в Подольске от эпохи императора Николая I. Присутственные места, обозначенные на плане города за 1849 год как «тюремный замок», занимали территорию в виде прямоугольника. Основное двухэтажное здание (Советская площадь, дом 7) выходило на Главную площадь города.
Экспозиционно-выставочная площадь составляет 150 м², среднее количество посетителей в год — 35,5 тысяч человек. В структуре музея также имеется архив, научная библиотека и экспертная группа.
На базе краеведческого музея в декабре 2017 года был создан Туристско-информационный центр (ТИЦ), где можно получить информацию об экскурсиях, городских фестивалях и праздниках, работе учреждений культуры.

Музей-заповедник «Подолье»

Особый интерес представляет Историко-мемориальный музей-заповедник «Подолье», открытый 7 ноября 1937 года и располагающийся в доме учительницы В. П. Кедровой, где в 1900 году жили родные В. И. Ленина. Основу музея составляет дом-музей Ленина, кроме того, постоянная экспозиция также посвящена истории, культуре и быту Подольска XIX—XX веков. Экспозиционно-выставочная площадь составляет 300 м², парковая — 13,1 га, среднее количество посетителей в год — 1700 человек. В структуре музея имеется научная библиотека и экспертная группа.
ации

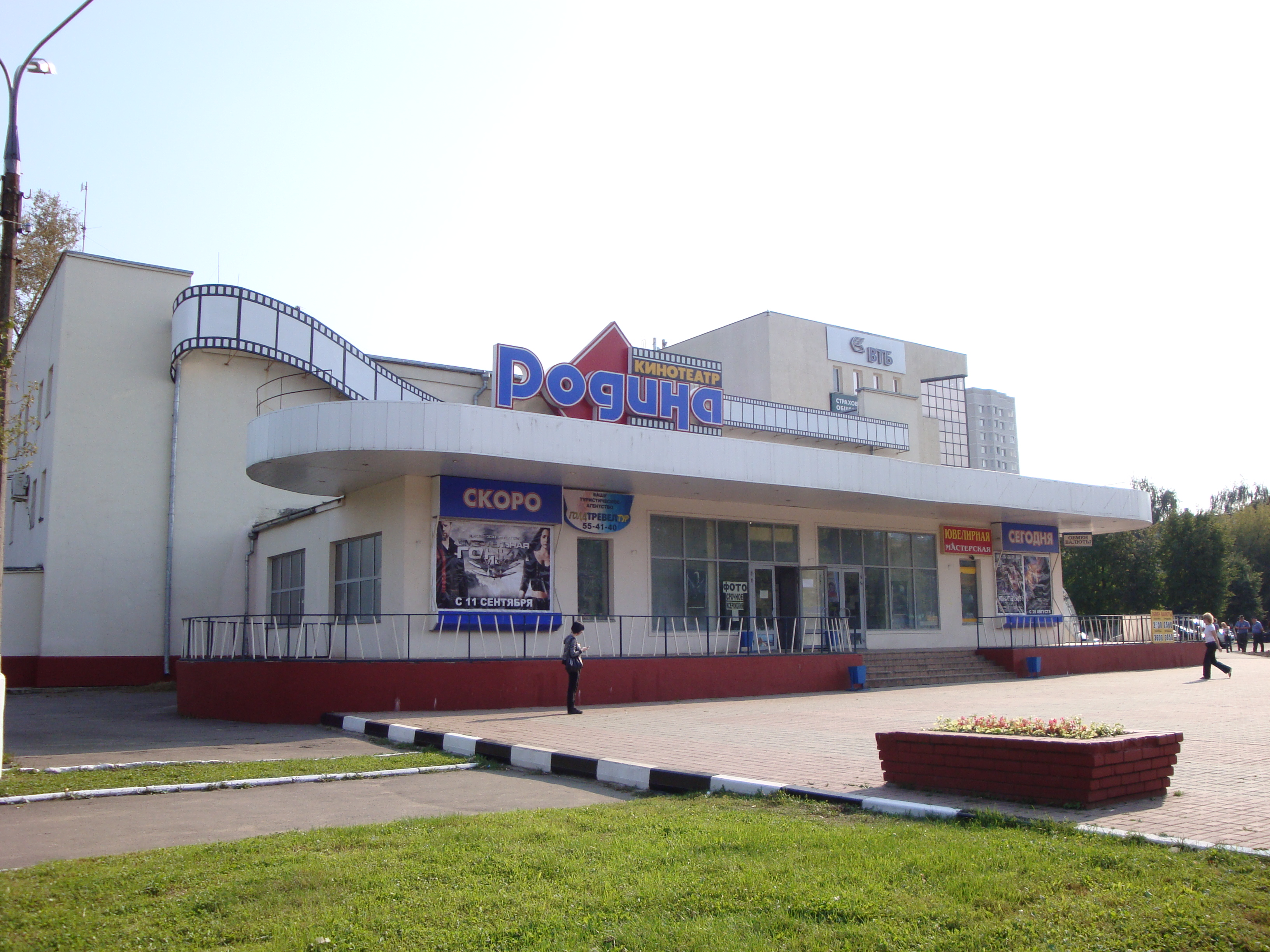
Кинотеатр «Родина», закрытый в 2012 году

В городе имеется разветвлённая библиотечная система, которая включает в себя 16 библиотек. Важнейшие из них — центральная городская библиотека, расположенная на улице Свердлова и имеющая 13 филиалов, и Центральная городская детская библиотека, расположенная на Революционном проспекте. В последние годы во многих из них были проведены капитальные ремонты, организованы компьютеризированные рабочие места для читателей, создаётся локальная сеть для организации единого информационного пространства. В 2007 году услугами муниципальных библиотек воспользовались более 40 тысяч читателей, а общий библиотечный фонд составил более 500 тысяч экземпляров книг. В 1886 году в Подольске была издана первая брайлевская книга на русском языке.
С 27 июня 1977 года в городе существует Подольский выставочный зал, в котором одновременно размещается не менее четырёх экспозиций. Постоянная экспозиция посвящена Великой Отечественной войне. Экспозиционно-выставочная площадь составляет 1100 м², среднее количество посетителей в год — 22 667 человек. На территории бывшего завода фруктовых вод расположен социально-культурный центр с городской картинной галереей.

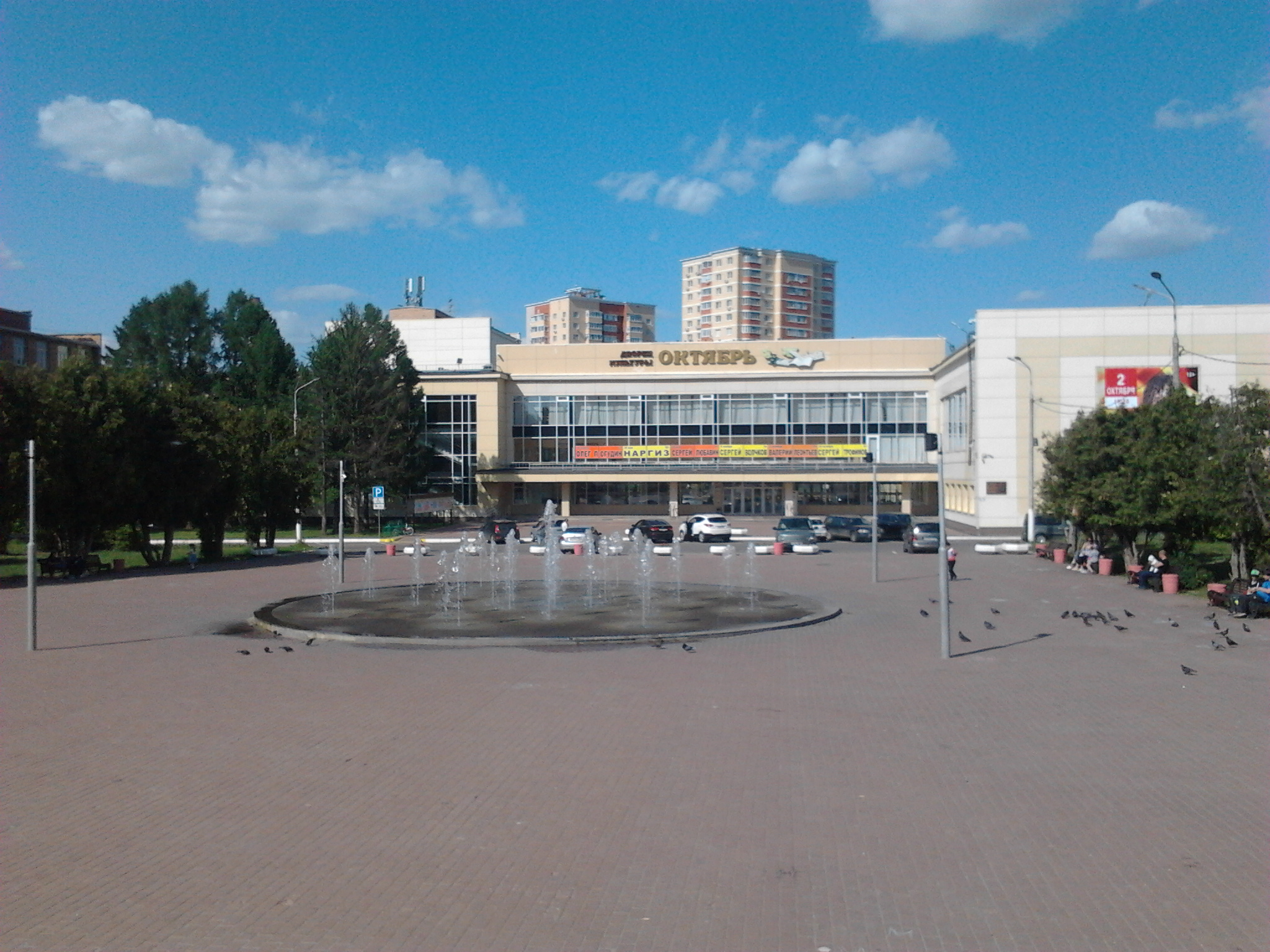
Дворец культуры «Октябрь»

Крупнейшим учреждением культуры Подольска является дворец культуры «Октябрь», построенный в 1975 году. Решение о строительстве было принято руководством Подольского электромеханического завода ещё в 1960-х годах, так как прежний рабочий клуб не располагал достаточными площадями для того, чтобы вместить все коллективы художественной самодеятельности. В 1998 году ДК стал муниципальным учреждением культуры. В настоящее время в «Октябре» располагается театрально-концертный зал на 850 человек, большой спортивный, танцевальный зал, хореографический класс, регулярно проводятся концерты, спектакли, праздники. Творческий коллектив включает в себя фольклорный ансамбль «Истоки», ансамбль народного танца «Пульс времени», музыкальная студия «Радуга», балетная студия Центра детского театрального творчества «Синяя птица» и другие. Регулярно проводятся встречи городского фотоклуба «50мм».
В 2008 году на базе ведущих театральных коллективов был создан Подольский драматический театр. В городе также имеются кинотеатры: «Каро Фильм», ставший в 2003 году первым в Подмосковье многозальным кинотеатром и многозальный кинотеатр «Сильвер Синема».
В Подольске расположен Центральный архив Министерства обороны Российской Федерации.

### Подольск в филателии
Во времена Российской империи на территории Подольского уезда действовала земская почта, выпустившая с 1871 по 1895 год почтовые марки 11 видов. Рисунок всех марок был похожим и содержал изображение перекрещивающихся кирок — основного элемента исторического герба уездного города.
В Советском Союзе и современной России не было выпущено ни одной специальной почтовой марки, посвящённой этому городу.
Однако в 1970 году выходила коммеморативная серия из десяти марок и одного почтового блока «100-летие со дня рождения В. И. Ленина», авторами которой стали художники И. Мартынов и Н. Черкасов (ЦФА [АО «Марка»] № 3879—3889). Весь тираж десятимарочной серии был издан в малых листах по восемь одинаковых марок, обрамлённых лавровыми листьями, и 16 купонов с изображением памятных мест, связанных с жизнью и деятельностью Ленина.
На одном из марочных листов (ЦФА [АО «Марка»] № 3880) имеется купон с изображением дома в Подольске (позднее — Дом-музей В. И. Ленина), в котором жила семья Ульяновых и в котором в 1900 году останавливался Ленин.
Министерством связи СССР были также выпущены пять художественных маркированных конвертов с подольскими сюжетами, и на трёх из них был представлен ленинский дом-музей:
- 1966 (№ 4493) — Подольск. Дом-музей В. И. Ленина.
- 1969 (№ 6491) — Подольск. Дом-музей В. И. Ленина.
- 1981 (№ 15092) — 200 лет городу Подольску.
- 1984 (№ 317) — Подольск. Дом-музей Ленина.
- 1986 (№ 510) — Подольск Московской области. Памятник Подольским курсантам.

Кроме того, подольская почта производила в начале 1990-х годов собственные провизории.

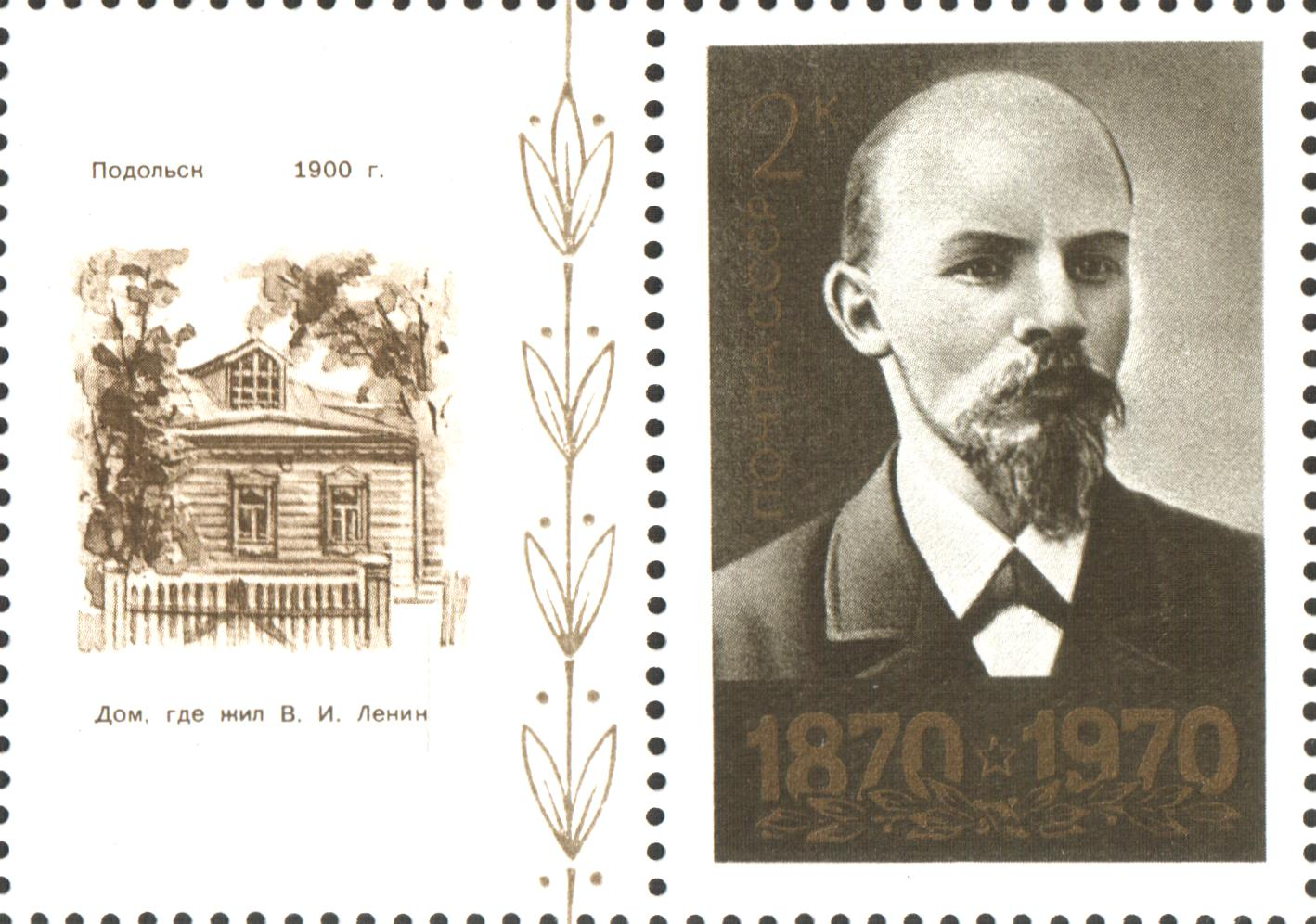
Марка СССР 1970 года с портретом молодого Ленина и купоном, на котором запечатлён дом в Подольске, где жил Ленин в 1900 году (ЦФА [АО «Марка»] № 3880)
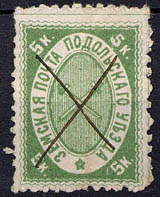
Земская марка Подольского уезда (1878, № 4[236])
Художественный маркированный конверт СССР (1969, № 6491): Подольск. Дом-музей В. И. Ленина
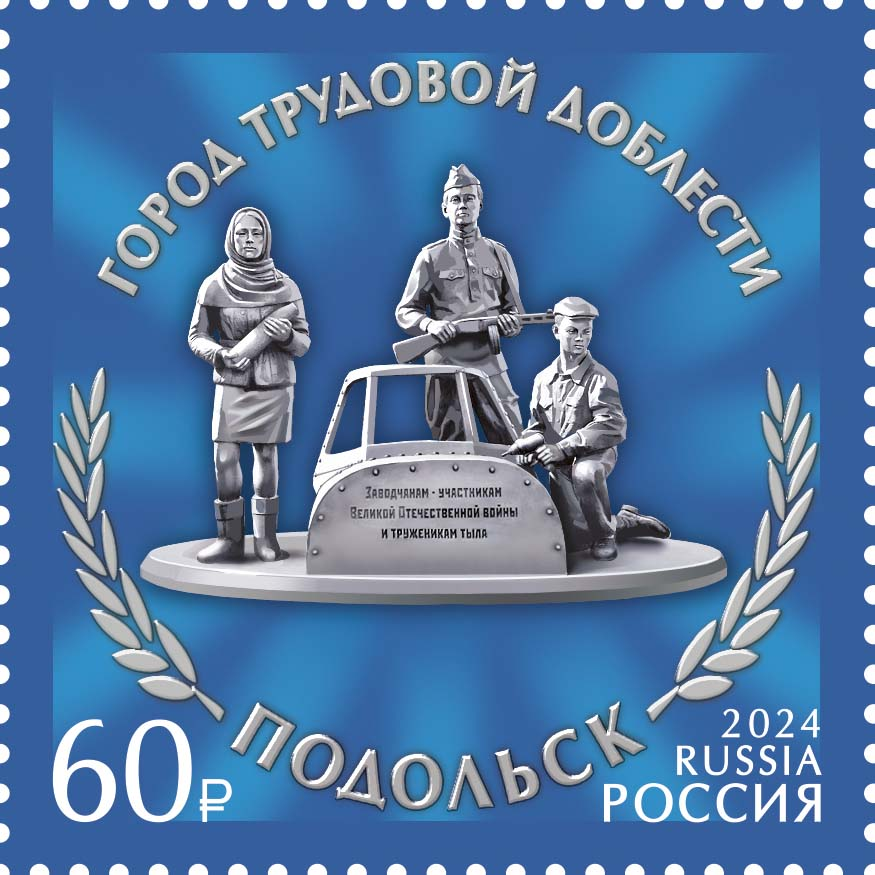
Почтовая марка, 2024 год. Города трудовой доблести

## Спорт

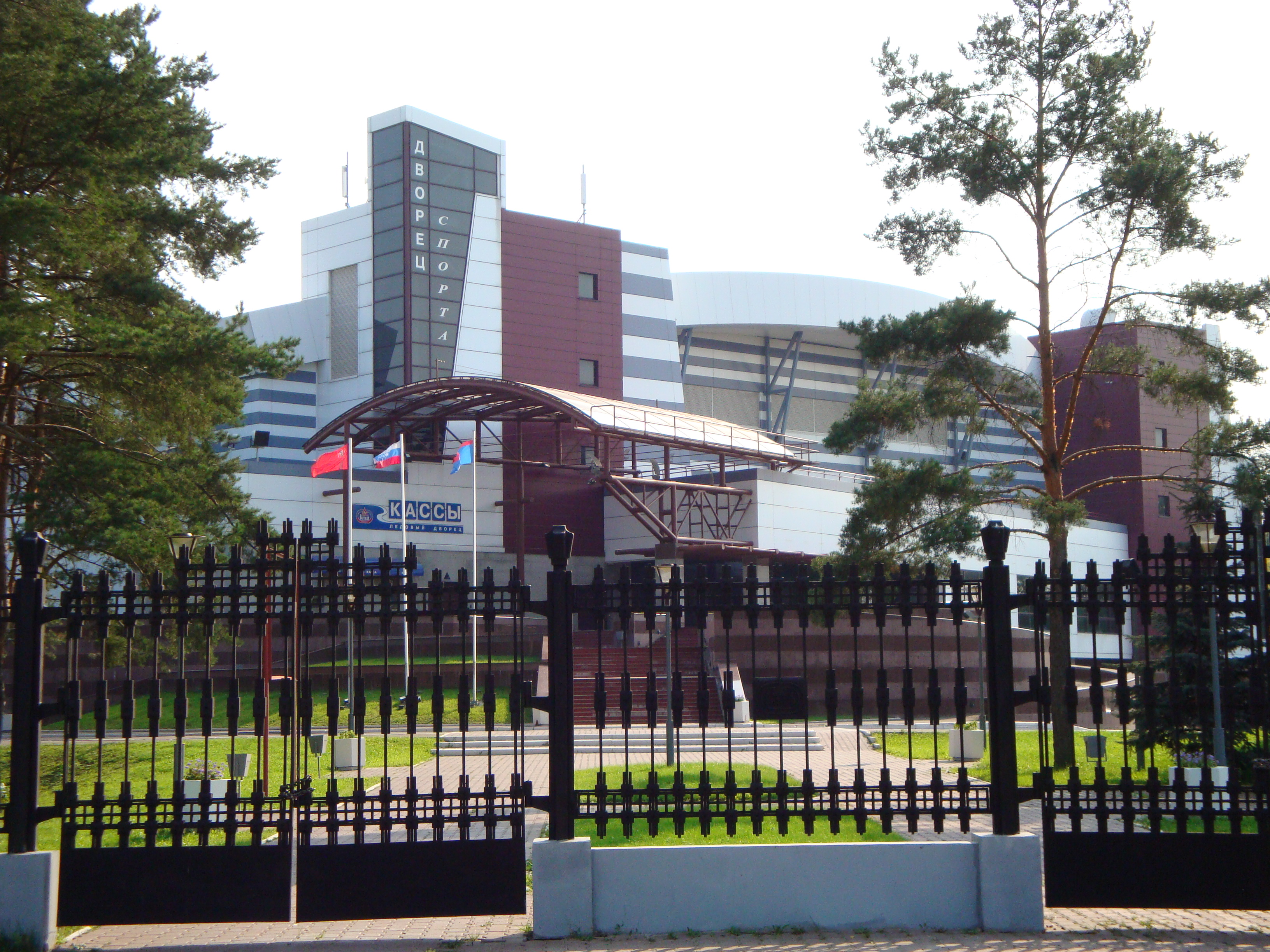
Ледовый дворец спорта «Витязь»

В городе расположены спортивные сооружения — ледовый дворец спорта «Витязь», стадион «Труд», дворец «Спорт-сервис», спортивные клубы «ДК Октябрь» и «Космос». Конноспортивные комплексы «Фаворит» и «Престиж».
Наиболее известной спортивной трибуной города является ледовый дворец «Витязь», построенный в 2000 году и рассчитанный на 5500 человек. Основное здание комплекса включает в себя арену с искусственным ледовым покрытием, ресторан, кафе-бар для журналистов, 5 кафе быстрого обслуживания. К основному зданию примыкает крытый теннисный корт. Кроме спортивных мероприятий, в комплексе проводятся различные концерты, массовые мероприятия, съёмки телепередач. В этих целях ледовая площадка преобразуется в концертную сцену и партер (вместимость партера и трибун — 6800 человек). Изначально ледовый дворец «Витязь» был домашней ареной для одноимённой хоккейной команды, выступающей в чемпионате России. Однако в 2003 году она переехала в город Чехов. С 2008 по 2009 год ледовый дворец был домашней ареной хоккейного клуба «Рысь», основанного в 2008 году и выступавшего в Высшей Лиге. С 9 по 11 декабря 2011 года в учебно-тренировочном центре Ледового дворца проходил первый в истории российского паралимпийского движения международный турнир по следж-хоккею. Перед началом сезона 2013/2014 ледовый дворец вновь стал домашней ареной хоккейного клуба «Витязь».

Стадион «Труд»

13 сентября 2008 года после реконструкции был открыт стадион «Труд», представляющий собой двухтрибунный комплекс на 13 тысяч зрителей с футбольным полем и беговыми дорожками. Старый стадион, вмещавший 22 500 зрителей, был самым большим в Московской области. Кроме того, он был единственным в Московской области, где «ночевал» Олимпийский огонь 1980 года: летом того года в городе прошла эстафета огня. В городе долгое время сохранялись редчайшие старые советские фонарные столбы-торшеры с олимпийскими кольцами. Последние были демонтированы в 2000-х годах при реконструкции Аллеи Спасателей и сквера на ул. Стекольникова. Под двумя трибунами нового стадиона расположены шесть спортивных залов. Под восточной — для единоборств, хореографии и общей физической подготовки. Под западной трибуной — игровой, для шейпинга и кардиозал. Под одной из трибун также расположилась гостиница на 84 места. Стадион «Труд» является домашней ареной для футбольного клуба «Витязь», выступающего в любительском первенстве России (клуб также выступал в Первом и Втором дивизионах). В ЛФЛ и Втором дивизионе Подольск также был представлен футбольным клубом «Авангард».
Кроме стадиона «Труд», в городе имеются и меньшие по вместимости стадионы «Зенит» и «Планета». Стадион «Зенит», существующий с 1930-х годов, расположен в Парковом микрорайоне и является старейшим стадионом Подольска и одним из старейших стадионов Московской области. В конце 1950—начале 1960-х годов на нём проводились матчи первенства СССР по футболу с участием московских команд «Торпедо» и «Спартак». В настоящее время на новом поле стадиона, открытом в 2006 году, проводятся занятия ДЮСШ «Витязь» по футболу, а также футбольные матчи чемпионатов и первенств города Подольска. Вместимость трибун — 250 зрительских мест. Стадион «Планета» существует с 1947 года и ранее был заводским стадионом Завода им. Оржоникидзе. Располагает двумя всесезонными, подогреваемыми полями с искусственным покрытием (одно из них — полноразмерное, другое — для мини-футбола) Количество зрительских мест на трибунах — 3050.
В 2007 году была открыта теннисная академия для подготовки спортсменов для большого тенниса. Академия расположена рядом с ледовым дворцом «Витязь» и включает в себя 4 крытых и 5 открытых кортов, тренажёрный зал и гостиничный комплекс. В октябре 2007 году академия принимала Кубок губернатора Московской области по теннису.
В городе построены современные базы для подготовки лыжной сборной России. Ведётся подготовка спортсменов по настольному теннису, боксу, дзюдо, греко-римской борьбе, хоккею, волейболу.

## Телеканалы, мультиплексы и радиостанции, передаваемые в городе
| Название                              | Назначение       | Высота, м | Диапазоны вещания | Координаты            |
| ------------------------------------- | ---------------- | --------- | ----------------- | --------------------- |
| *ПУЭС* — Подольский узел электросвязи | Телерадиовещание | 70        | УКВ/ТВ            | 55°25′48″N 37°32′53″E |

| Телеканал или мультиплекс | Частотный канал | Мощность передатчика, Вт | Высота подвеса антенны, м | Радиус покрытия, км* | Место | Примечание | Год основания |
| --- | --------------- | ------------------------ | ------------------------- | -------------------- | ----- | ---------- | ------------- |
| ТВ Кварц / ТНТ | 41              | 250                      | 67                        | 10                   | ПУЭС  | Моно, 4:3  | 1993          |
| *Отмечена зона устойчивого приёма, общая зона приёма ещё больше, является приблизительной величиной, зависит от используемых телеприёмника, антенны и высоты подвеса последней. |                 |                          |                           |                      |       |            |               |

### Радиостанции
Все радиостанции транслируются в УКВ-диапазоне с ЧМ: 87,5—108,0 МГц (УКВ CCIR). Радиовещательные передающие антенны занимают одну антенную секцию на самой вершине башни (ПУЭС) и размещены на высоте 67—70 метров. Поляризация антенн — вертикальная. Все вещают 24 часа (0-24).
| Название | Частота, МГц | Мощность, Вт | Высота подвеса антенны, м | Радиус покрытия, км* | Место | Примечание (Время вещания и RDS) | Год основания |
| --- | ------------ | ------------ | ------------------------- | -------------------- | ----- | -------------------------------- | ------------- |
| Радио 1 | 91,7         | 50           | 70                        | 5                    | ПУЭС  | Моно, НЕТ RDS. с 26.05.09        | 1927          |
| *Отмечена зона устойчивого приёма, общая зона приёма была ещё больше. Она является приблизительной величиной, зависит от используемых приёмника, антенны и высоты подвеса последней. |              |              |                           |                      |       |                                  |               |

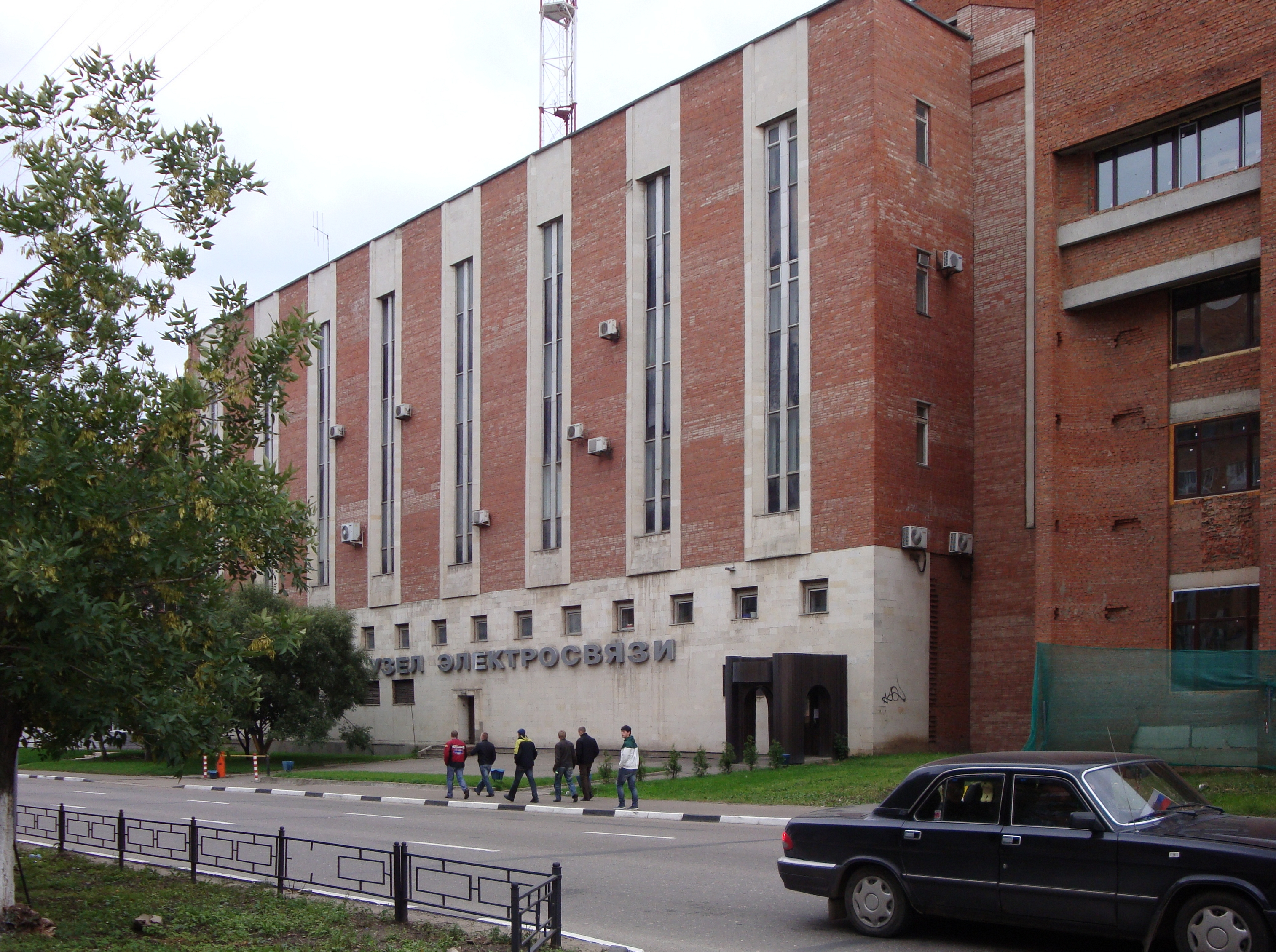
Подольский узел электросвязи

В Подольске вещают как федеральные, так и региональные телевизионные каналы. Их число составляет 40 каналов. Кроме того, в городе имеется и собственный телеканал «Кварц», созданный в 1993 году и в настоящее время являющийся сетевым партнёром ТК «ТНТ». Передачи канала могут также принимать жители Десеновское, Рязановское, Щаповское, Воскресенское, Климовска, Щербинки, Видного. Время вещания — 24 часа в сутки.
В городе также действует Подольская редакция радиовещания, являющаяся филиалом ГТРК «РТВ-Подмосковье». Редакция была основана 19 октября 1927 года и еженедельно обеспечивает вещание 24 часа в сутки
В Подольске издаётся несколько газет, крупнейшая из них — общественно-политическая газета «Подольский рабочий», увидевшая свет в июне 1917 года под названием «Известия Подольского Совета рабочих и солдатских депутатов» (в 1923 году газета была переименована). Газета выходит два раза в неделю: среду и пятницу. Сертифицированный тираж составляет 11 500 экземпляров. Распространяется в городах Подольск, Щербинка, Троицк. Кроме того, в городе выпускаются и другие газетные издания (в основном рекламного содержания), а также функционируют зарегистрированные СМИ в электронном формате (Подольск.ru).
В Подольске используются шестизначные телефонные номера. Код города — 4967. Основной оператор стационарной связи — Подольский узел электросвязи, являющийся структурным подразделением Московского филиала ОАО «Ростелеком». Кроме того, услуги телефонной связи предоставляют местный филиал ООО «Цифра Один» и другие местные компании. В 2008 году количество абонентов телефонной связи составило 67 120 человек.
Интернет-услуги предоставляют несколько интернет-провайдеров. Несмотря на то, что Подольск находится всего в 15 км от МКАД, стоимость услуг Интернет у большего количества провайдеров значительно выше, чем в Москве. В 2008 году количество пользователей Интернета в городе составил 12 962.

## Города-побратимы и партнёры
С 1996 года Подольск является членом международной ассоциации «Породнённые города», принимая с тех пор активное участие в различных программах сотрудничества с зарубежными странами.

### Текущие
| Флаг страны             | Город, регион                  | Страна             | Документ о сотрудничестве                                          | Дата подписания документа |
| ----------------------- | ------------------------------ | ------------------ | ------------------------------------------------------------------ | ------------------------- |
| Австрия                 | Амштеттен                      | Австрия            | Соглашение об установлении дружественных отношений                 | 18 сентября 1995 года     |
| Черногория              | Бар                            | Черногория         | Договор об установлении породнённых связей                         | 8 июля 2004 года          |
| Беларусь                | Борисов                        | Беларусь           | Договор об установлении побратимских связей                        | 18 июня 1992 года         |
| Молдова                 | Бельцы                         | Молдова            | Протокол намерений о сотрудничестве                                | 12 февраля 2004 года      |
| Армения                 | Ванадзор                       | Армения            | Договор о породнении                                               | 24 мая 2004 года          |
| Польша                  | Варминско-Мазурское воеводство | Польша             | Договор об установлении экономического сотрудничества              | 16 января 1995 года       |
| Болгария                | Каварна                        | Болгария           | Соглашение о дружбе, партнёрстве и сотрудничестве                  | 3 апреля 2006 года        |
| Чехия                   | Кладно                         | Чехия              | Соглашение о заключении побратимских связей                        | 23 марта 1966 года        |
| Флаг Северной Македонии | Охрид                          | Северная Македония | Протокол о намерениях установить отношения дружбы и сотрудничества | 23 марта 2004 года        |
| Грузия                  | Квемо-Картлийский край         | Грузия             | Договор о торгово-экономическом сотрудничестве                     | 22 августа 1996 года      |
| Франция                 | Сент-Уэн                       | Франция            | Соглашение об установлении побратимских связей                     | 29 декабря 1966 года      |
| Республика Абхазия      | Сухум                          | Абхазия            | Договор об установлении дружеских связей и делового сотрудничества | 15 июня 2006 года         |
| Германия                | округ Трир-Ланд                | Германия           | Соглашение об установлении дружеских связей                        | 25 мая 1992 года          |
| Китай                   | Хэнъян                         | Китай              | Соглашение об установлении породнённых связей                      | 24 июля 1993 года         |
| Болгария                | Шумен                          | Болгария           | Договор о породнении                                               | 1 июня 2004 года          |
| Россия                  | Энгельс                        | Россия             | Соглашение об установлении сотрудничества                          | 26 января 2001 года       |
| Россия                  | Малоярославец                  | Россия             | Соглашение об установлении побратимских отношений                  | 2 октября 2016 года       |

### Бывшие
| Флаг страны | Город, регион | Страна  | Документ о сотрудничестве | Дата подписания документа | Дата денонсирования соглашений                                |
| ----------- | ------------- | ------- | --- | ------------------------- | ------------------------------------------------------------- |
| Украина     | Черновцы      | Украина | Соглашение об установлении породнённых связей и сотрудничестве в торгово-экономической, научно-технической и гуманитарно-культурной сферах | 18 сентября 2001 года     | 26 февраля 2016 года                                          |
| Украина     | Белая Церковь | Украина | Договор «Об установлении партнёрских отношений между городом Подольск (Российская Федерация) и городом Белая Церковь (Украина)»            | 30 апреля 2007 года       | Связи расторгнуты в одностороннем порядке в феврале 2016 года |

## Подольск в названиях

### Корабли
- Балкер «Подольск» (1986—1995) — бывший «Пётр Васёв», переименованный в 1986 году после столкновения с пароходом «Адмирал Нахимов»[255].
- РПКСН «Подольск» — ракетный подводный крейсер стратегического назначения К-223 проекта 667БДР «Кальмар», входивший в состав Тихоокеанского флота России.
- Сторожевой корабль «Подольск» — пограничный корабль Арктического пограничного управления ПС ФСБ РФ[256].